# Hannah Arendt
Hannah Arendt (tên khai sinh: Johanna Arendt; 14 tháng 10 năm 1906 – 4 tháng 12 năm 1975) là một nữ triết gia, sử gia người Mỹ gốc Đức. Bà là một trong những nhà lý luận chính trị cực kỳ có ảnh hưởng của thế kỷ thứ 20.
Arendt sinh thành trong một gia đình Do Thái tại Linden, nay là Hanover, vào năm 1906. Khi lên ba, gia đình Arendt chuyển đến sống ở Königsberg, thủ phủ Đông Phổ, để cha bà là Paul Arendt tiện điều trị giang mai. Ông mắc phải căn bệnh này từ khi còn bé song tình trạng đã thuyên giảm lúc Arendt chào đời. Ông mất lúc bà mới bảy tuổi. Arendt được nuôi dưỡng trong một gia đình có tư tưởng chính trị vô thần và tiến bộ. Mẹ bà là người nhiệt tình ủng hộ Đảng Dân chủ Xã hội Đức. Sau khi hoàn thành chương trình trung học ở Berlin, bà theo học tại Đại học Marburg dưới sự chỉ bảo của triết gia Martin Heidegger. Thời gian đó, giữa bà và Heidegger nảy sinh mối tình kéo dài 4 năm. Arendt nhận bằng tiến sĩ triết học tại Đại học Heidelberg vào năm 1929 với luận văn Tình yêu và Thánh Augustinus theo sự hướng dẫn của nhà triết học hiện sinh Karl Jaspers.
Hannah Arendt kết hôn với Günther Stern vào năm 1929. Vào khoảng những năm 1930 khi Đảng Quốc Xã trở nên lớn mạnh, Arendt phải đối diện với thái độ miệt thị người Do Thái ngày càng tăng tại quê nhà. Năm 1933, Adolf Hitler lên nắm quyền, Arendt bị cầm tù một thời gian ngắn bởi Gestapo với tội danh thực hiện nghiên cứu bất hợp pháp về chủ nghĩa bài Do Thái ở Đức Quốc xã. Sau khi được thả, bà trốn khỏi Đức sang Tiệp Khắc, rồi Thụy Sĩ, rốt cuộc định cư tại Paris. Tại đây, bà làm việc cho tổ chức Thanh niên Aliyah, hỗ trợ thanh niên Do Thái di cư sang lãnh thổ ủy trị Palestine. Bà ly hôn Stern vào năm 1937 và cưới Heinrich Blücher vào năm 1940. Khi Đức xâm lược Pháp vào năm 1940, Arendt bị chính quyền sở tại giam giữ vì là người ngoại quốc dù bà đã bị tước quyền công dân Đức từ năm 1937. Bà trốn thoát và đặt chân đến Hoa Kỳ vào năm 1941 qua đường Bồ Đào Nha, tới được New York và sống ở đó suốt quãng đời còn lại. Bà trở thành nhà văn, nhà biên tập và công tác tại Tổ chức Tái thiết Văn hóa Do Thái, chính thức nhập quốc tịch Mỹ năm 1950. Sau khi xuất bản cuốn Các nguồn gốc của chủ nghĩa toàn trị (The Origins of Totalitarianism) vào năm 1951, Arendt nổi danh trong vai trò một nhà tư tưởng và một nhà văn. Bà tiếp tục cho ra đời nhiều tác phẩm như Thân phận con người (The Human Condition) vào năm 1958, Eichmann ở Jerusalem và Về cách mạng (On Revolution) vào năm 1963. Bà từng đứng giảng tại nhiều trường đại học của Mỹ song luôn từ chối các hợp đồng thuê theo nhiệm kỳ. Bà đột ngột qua đời vì một cơn đau tim vào năm 1975, hưởng thọ 69 tuổi, để lại cuốn Đời sống tinh thần (The Life of the Mind) còn đang dang dở.
Trước tác của Arendt xoay quanh đa dạng các đề tài. Nổi bật nhất trong số đó nói về bản chất của quyền lực và cái ác, cũng như về chính trị, dân chủ trực tiếp, quyền hành và chủ nghĩa toàn trị. Với công chúng, bà có lẽ được nhớ đến nhiều nhất vì vụ lùm xùm xung quanh các phiên tòa xét xử Adolf Eichmann – nỗ lực của bà nhằm chứng minh rằng chế độ toàn trị hoàn toàn có khả năng biến những người bình thường thành tác nhân dưới sự thống trị của nó bị coi là trò ngụy biện bênh vực cho tội phạm diệt chủng bởi một bộ phận dư luận bất đồng chính kiến – và khái niệm "sự tầm thường của cái ác" .

## Tuổi thơ, thiếu thời và giáo dục (1906-1929)

### Gia đình
Hannah Arendt, tên khai sinh là Johanna Arendt, chào đời vào năm 1906 trong một gia đình thế tục Do Thái – Đức có học thức tại Linden, Phổ (nay là Hanover), thuộc lãnh thổ Đức thời Wilhelmine. Gia đình bà gốc gác là những thương nhân Nga từ Königsberg, thủ phủ Đông Phổ. Ông bà Arendt là thành viên của cộng đồng Do Thái giáo Cải cách ở đó. Ông nội bà, Max Arendt (1843–1913), là một doanh nhân, chính khách địa phương rất nổi trội, một trong những thủ lĩnh của cộng đồng Do Thái Königsberg và là thành viên của Centralverein deutscher Staatsbürger jüdischen Glaubens (Tổ chức Trung ương các Công dân Đức của Đức tin Do Thái). Giống như các thành viên khác của Centralverein, ông coi bản thân mình là công dân Đức và không tán thành những người theo chủ nghĩa phục quốc Do Thái như Kurt Blumenfeld trẻ tuổi (1884–1963) chẳng hạn, người thường xuyên đến thăm nhà họ và sau này trở thành một trong những người thầy của Hannah. Trong số những người con của Max, Paul Arendt (1873–1913) làm kỹ sư và Henriette Arendt (1874–1922) làm cảnh sát kiêm nhân viên xã hội.
Hannah là con một của Paul và Martha Arendt (nhũ danh Cohn; 1874–1948). Hai ông bà kết hôn vào ngày 11 tháng 4 năm 1902 và sinh con gái đặt tên theo người bà nội. Họ Cohn chạy khỏi khu vực nay là Litva (bấy giờ thuộc Nga) tới tị nạn tại Königsberg vào năm 1852 vì thái độ bài Do Thái ở quê nhà. Họ kiếm sống bằng nghề nhập khẩu trà, mở công ty J. N. Cohn & Company rất thành đạt trong khu vực. Họ Arendt cũng rời Nga tới Đức một thế kỷ trước. Gia đình mở rộng của Hannah có rất nhiều người cô dì góa chồng và mất mát con cái. Cha mẹ Hannah được học hành tử tế và có lập trường chính trị tả khuynh hơn thế hệ đi trước. Đôi vợ chồng trẻ gia nhập Đảng Dân chủ Xã hội Đức, thay vì Đảng Dân chủ Đức lúc bấy giờ được nhiều người trạc tuổi ủng hộ. Paul Arendt từng theo học trường Albertina (nay là Đại học Königsberg). Mặc dù hành nghề kỹ sư, Paul lại rất lấy làm tự hào sở thích nghiên cứu văn học cổ điển của mình. Ông sưu tập và tạo dựng một thư viện tại gia lớn, cho phép con gái tha hồ đọc sách. Về phần Martha Cohn, bà từng học ba năm tại Đại học Paris, sau trở thành một nhạc sĩ.
Trong bốn năm đầu của cuộc hôn nhân, gia đình Arendt sống tại Berlin và trở thành những người ủng hộ tạp chí xã hội chủ nghĩa Sozialistische Monatshefte. Tại thời điểm Hannah chào đời, Paul Arendt đang làm việc cho một công ty kỹ thuật điện ở Linden, và họ sống trong một căn nhà gỗ trên quảng trường chợ (Marktplatz). Gia đình họ chuyển về Königsberg vào năm 1909 vì sức khỏe của Paul sa sút. Cha của Hannah mắc bệnh giang mai kéo dài và phải nằm điều trị tại viện tâm thần Königsberg vào năm 1911. Ròng rã mấy năm sau đó, Hannah thường xuyên phải xét nghiệm Wassermann để tìm triệu chứng giang mai bẩm sinh. Cha bà mất vào ngày 30 tháng 10 năm 1913, khi Hannah mới 7 tuổi. Hannah và mẹ chuyển tới sống cùng ông nội ở địa chỉ Tiergartenstraße 6, nằm trên một con phố rợp bóng cây giáp với Königsberg Tiergarten, trong khu Hufen chủ yếu có cư dân Do Thái. Mặc dù cha mẹ Hannah không theo tôn giáo nào, họ vẫn vui vẻ cho phép ông nội Max đưa con gái đến hội đường Cải cách. Tại đây, bà nhận được những lời chỉ giáo của rabbi Do Thái Hermann Vogelstein. Vào thời điểm đó, Hannah trẻ tuổi tâm sự bồng bột rằng bà muốn kết hôn với anh ta khi lớn lên. Gia đình bà có liên kết xã giao với nhiều hội nhóm trí thức – chuyên gia với những tiêu chuẩn và lý tưởng cao. Hannah hồi tưởng:
Sự hình thành tư tưởng trí thức ban sơ của tôi diễn ra trong bầu không khí nơi mà chẳng ai thèm đặt ra các câu hỏi về đạo đức; chúng tôi được nuôi dạy dưới sự thừa nhận rằng: Das Moralische versteht sich von selbst (Đạo đức không cần phải giãi bày), cách cư xử đạo đức là chuyện thường tình ắt xảy đến.
Khoảng thời gian này đặc biệt thuận lợi cho cộng đồng Do Thái ở Königsberg, một tâm điểm của làn sóng Haskalah (khai sáng Do Thái). Gia đình Hannah vốn đã bị Đức hóa một cách triệt để và sau này bà kể lại: "Đối với những người như chúng tôi đến từ Đức, cái từ 'đồng hóa' mang một ý nghĩa triết học 'sâu sắc'. Các bạn khó có thể hiểu chúng tôi nghiêm túc với nó như thế nào." Bất chấp thuận cảnh, người Do Thái vẫn chưa được ban quyền công dân hoàn chỉnh, và mặc dù tệ bài Do Thái bấy giờ không được công khai, song thực chất vẫn tồn tại. Hannah nhìn nhận bản sắc Do Thái của mình một cách tiêu cực do bị miệt thị khi lớn lên. Bà tự coi mình là mẫu người kiểu Rahel Varnhagen (1771–1833), một phụ nữ có vai vế trong xã hội Phổ, rất muốn được hòa nhập vào văn hóa Đức song bị khước từ chỉ vì bản thân sinh ra đã là người Do Thái. Hannah chia sẻ rằng, Varnhagen là "người bạn nữ thân thiết nhất của tôi, chỉ tiếc rằng cô ấy đã mất cách đây cả trăm năm." Varnhagen sau này trở thành nhân vật chủ đề trong một cuốn tiểu sử được viết bởi Hannah.
Vào hai năm cuối Thế chiến thứ nhất, mẹ Hannah chủ trì các nhóm thảo luận dân chủ xã hội và trở thành tín đồ của Rosa Luxemburg (1871–1919) khi các cuộc nổi dậy xã hội chủ nghĩa nổ ra trên khắp nước Đức. Các bài luận của Luxemburg đã ảnh hưởng không nhỏ đến tư duy chính trị của Hannah về sau. Năm 1920, Martha Cohn kết hôn với Martin Beerwald (1869–1941), một người thợ sắt góa vợ đã bốn năm. Họ chuyển đến sống chung với gia đình Beerwald tại địa chỉ Busoldstrasse 6, cách hai dãy nhà. Cuộc hôn nhân này đã cải thiện an ninh tài chính và vị thế xã hội của hai mẹ con bà. Lúc đó Hannah mới 14 tuổi và có thêm hai người chị gái Clara (1901–1932) và Eva (1902–1988).

### Giáo dục

#### Thuở nhỏ
Mẹ của Hannah Arendt, người tự cho mình là có tư tưởng tiến bộ, tìm cách nuôi dạy con gái theo đường lối nghiêm khắc của Goethe, bao gồm việc bắt Hannah đọc hết đống tác phẩm hoàn chỉnh của Goethe, thường được tóm tắt bằng câu văn Was aber ist deine Pflicht? Die Forderung des Tages (Và nhiệm vụ của bạn là gì? Những yêu cầu trong ngày) trong tác phẩm Wilhelm Meisters Lehrjahre (1796). Goethe lúc bấy giờ được coi là chuyên gia về công cuộc Bildung (giáo dục), sự hình thành có ý thức của tâm trí, cơ thể và tinh thần. Các yếu tố then chốt của quá trình đó bao gồm sự kỷ luật tự giác, sự truyền tải đam mê mang tính xây dựng, sự quên mình và trách nhiệm đối với người khác. Quá trình giáo dục của Hannah (Entwicklung) được mẹ bà ghi lại cẩn thận trong một cuốn sổ đặt tựa là Unser Kind (Con chúng ta), và bà thường xuyên so sánh Hannah với tiêu chuẩn normale Entwicklung ("phát triển bình thường") lúc bấy giờ.
Arendt đi học mẫu giáo từ năm 1910, nơi giáo viên rất ấn tượng trước sự thông minh lanh lợi của cô bé. Bà vào học trường Szittnich, Königsberg (Hufen-Oberlyzeum), trên phố Bahnstraße vào tháng 8 năm 1913, nhưng việc học ở đó bị gián đoạn do chiến tranh thế giới thứ nhất bùng nổ, buộc gia đình bà phải tạm lánh đến Berlin vào ngày 23 tháng 8 năm 1914 để tránh cuộc tiến công của quân Nga. Họ trú nhờ tại nhà người dì Margarethe Fürst (1884–1942), cùng ba đứa con, trong thời gian đó Hannah theo học tại trường Lyzeum dành cho nữ sinh ở Berlin-Charlottenburg. Sau 10 tuần, gia đình Arendt quay trở lại Königsberg sau khi chiến sự đã lắng xuống, rồi trải qua những năm tháng chiến tranh còn lại tại nhà ông nội. Arendt học tiếng Hy Lạp cổ đại từ khi còn rất nhỏ, biết viết thơ khi tới tuổi thiếu niên, và mở một câu lạc bộ triết học và Hy Lạp tên là Graecae tại ngôi trường mà bà đang học. Bà rất độc lập trong học tập và là người ham mê đọc sách, thuộc lòng văn thơ và triết học của Pháp và Đức. Năm 14 tuổi, bà đã đọc được các tác phẩm của Kierkegaard, cuốn Psychologie der Weltanschauungen của Jaspers và Phê phán lý tính thuần túy của Kant. Vị triết gia Kant, vốn cũng là người Königsberg, đã có ảnh hưởng vô cùng lớn đến tư tưởng của bà, và chính Kant đã bình phẩm như sau về Königsberg "một thị trấn như đây là nơi thích hợp để thu thập kiến thức về loài người và thế giới mà chẳng cần phải chu du phiêu bạt".
Arendt học trung học tại trường Königin-Luise-Schule, một trường gymnasium nữ sinh nằm trên phố Landhofmeisterstraße. Hầu hết bạn bè của bà tại đây là những đứa trẻ có năng khiếu được sinh thành trong các gia đình Do Thái chuyên nghiệp, hầu hết đều lớn tuổi hơn bà và đỗ đạt lên bậc đại học. Trong số đó có anh chàng Ernst Grumach (1902–1967), người đã giới thiệu bà với người bạn gái của mình là Anne Mendelssohn, sau này trở thành người bạn tri kỷ của Arendt. Sau khi Anne chuyển đi, Ernst và Arendt nảy sinh tình cảm, và Ernst cũng là mối tình đầu tiên trong đời bà. Giống như Arendt, Anne trở thành một nhà triết học, lấy bằng tiến sĩ tại Hamburg, còn Ernst trở thành một nhà bác ngữ.

#### Bậc đại học và cao học

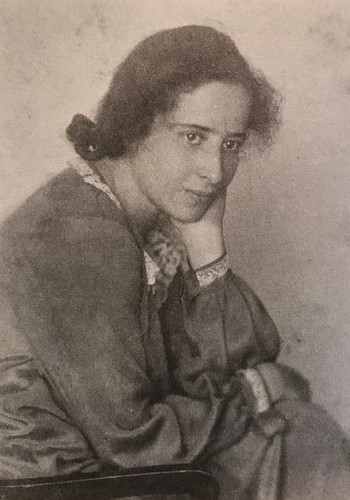
Chân dung Hannah năm 1924

##### Berlin (1922–1924)
Arendt bị đình chỉ khỏi Luise-Schule vào năm 1922 hồi 15 tuổi vì đầu trò tẩy chay một giáo viên đã xúc phạm bà. Mẹ bà đành sắp xếp cho con gái lên Berlin nhờ vả những người bạn của gia đình trong Đảng Dân chủ Xã hội. Tại Berlin, Arendt sống tại khu ký túc xá dành cho sinh viên và dự thính các khóa học do bà chọn tại Đại học Berlin (1922–1923), bao gồm các khóa nghiên cứu kinh điển và thần học Kitô giáo của Romano Guardini. Điều này giúp bà có thể tham dự kỳ thi tuyển sinh abitur của Đại học Marburg, nơi Ernst Grumach từng học hỏi người thầy Martin Heidegger được bổ nhiệm làm giáo sư ở đó vào năm 1922. Để đạt kết quả tốt trong kì thi tới, mẹ bà đã thuê một gia sư riêng, còn cô dì Frieda Arendt, vốn là một giáo viên, cũng giúp đỡ bà, và Ernst Aron, chồng của Frieda, đã hỗ trợ tài chính để bà theo đuổi ước mơ đại học.

##### Marburg (1924–1926)
Tại Berlin, Guardini giới thiệu Arendt với Kierkegaard, khiến bà quyết tâm chọn thần học là lĩnh vực chính của mình.Tại Marburg (1924–1926) bà học ngôn ngữ cổ điển, văn học Đức, thần học Tin lành dưới sự dìu dắt của Rudolf Bultmann và triết học dưới trướng Nicolai Hartmann và Heidegger. Arendt đến Marburg vào đúng thời điểm cuộc cách mạng tri thức đang được Heidegger khởi xướng, người mà bà vô cùng ngưỡng mộ, mô tả ông ấy thời đó là "vị vua ẩn mình ngự trị ở cõi tư duy".
Trước khi tới Marburg, Heidegger từng làm phụ tá cho Edmund Husserl thời còn ở Đại học Freiburg, và sau này ông đã tách khỏi phong trào trí thức do người thầy cũ khơi mào. Đây là thời kỳ Heidegger đang chuẩn bị các bài giảng về Kant, mà về sau sẽ phát triển thành hai cuốn Sein und Zeit (Tồn hữu và Thời gian) vào năm 1927 và Kant und das Problem der Metaphysik (Kant và Vấn đề Siêu hình học) vào năm 1929. Tuy rằng Heidegger thể hiện sự kính trọng Edmund Husserl trong cuốn Sein und Zeit, Husserl đã đánh giá tác phẩm này khá tệ, nên trong ấn bản thứ hai, Heidegger đã lược bỏ phần tỏ sự kính trọng đó.
Ở các lớp giảng, ông và các sinh viên của mình cố gắng mổ xẻ ý nghĩa của "Tồn hữu" trong khi dần dần làm quen với khái niệm ἀλήθεια (sự thật) của Aristotle và đọc qua tác phẩm Ngụy biện của Platon. Nhiều năm sau, Arendt nhớ lại khoảng thời gian này, mọi người lũ lượt kéo về Marburg để nghe ông thuyết giảng, và trên hết, cách ông truyền đạt ý tưởng Denken ("tư duy") như thể một sinh hoạt, điều mà bà đánh giá là "lối suy nghĩ nồng nhiệt".
Arendt hồi đó bồn chồn. Cho đến nay con đường học vấn của bà chẳng hề thỏa mãn về cả mặt tinh thần lẫn trí tuệ. Bà đã sẵn sàng cho một đam mê, hoàn thành bài thơ Trost (sự an ủi, 1923) với những vần thơ tiếng Đức:
Die Stunden verrinnen,
Die Tage vergehen,
Es bleibt ein Gewinnen
Das blosse Bestehen.
Cuộc gặp gỡ của bà với Heidegger thể hiện một sự thoát ly đầy kịch tính khỏi quá khứ. Ông ấy là một thiên tài, đẹp trai, lãng mạn, người dạy rằng tư duy và "sống động" chỉ là một. Arendt hồi 17 tuổi bắt đầu mối tình lãng mạn lâu dài với Heidegger 35 tuổi, người đã kết hôn và có hai đứa con trai nhỏ. Arendt sau đó bị chỉ trích vì điều này do Heidegger ủng hộ Đảng Quốc xã sau khi ông được bầu làm hiệu trưởng của Đại học Freiburg vào năm 1933. Tuy nhiên, ông vẫn là một trong những nhân vật có ảnh hưởng sâu sắc nhất đến lối suy nghĩ của bà, và về sau ông cũng thổ lộ rằng bà chính là nguồn cảm hứng cho công trình của ông về suy nghĩ đam mê hồi đó. Họ đồng ý giữ bí mật các chi tiết của mối quan hệ, lưu giữ các bức thư tình mà không công bố. Mối quan hệ lén lút này bị phát hiện sau khi cuốn tiểu sử về cuộc đời Arendt của tác giả Elisabeth Young-Bruehl được xuất bản vào năm 1982. Vào thời điểm đó, Arendt và Heidegger đã qua đời còn người vợ của Heidegger, Elfride (1893–1992), vẫn còn sống. Mối tình này không được nhiều người quan tâm cho đến năm 1995, khi Elzbieta Ettinger được quyền truy cập vào các thư từ niêm phong và công bố một tường thuật gây tranh cãi, bị lợi dụng bởi những người không ủng hộ Arendt nhằm công kích tính chính trực của bà. Tường thuật đó đã dẫn đến một vụ bê bối mà rốt cuộc bị bác bỏ.
Tại Marburg, Arendt sống tại địa chỉ Lutherstraße 4. Trong số những người bạn của bà có Hans Jonas, người bạn cùng lớp gốc Do Thái duy nhất của bà. Một học trò khác của Heidegger là bạn của Jonas, nhà triết học Do Thái Gunther Siegmund Stern (1902–1992) – con trai của nhà tâm lý học nổi tiếng Ludwig Wilhelm Stern – sau này sẽ trở thành người chồng đầu tiên của Arendt. Stern hoàn thành luận văn tiến sĩ với sự giúp đỡ của Edmund Husserl tại Freiburg, và bấy giờ đang làm luận văn habilitation cùng Heidegger, nhưng Arendt vào thời điểm đó đang lưu luyến với Heidegger nên ít để mắt đến Stern.

###### Die Schatten(1925)
Vào mùa hè năm 1925, trong khi bà về thăm Königsberg, Arendt đã sáng tác tự truyện duy nhất về chính mình mang tên Die Schatten (Những cái bóng), một "mô tả về bản thân bà" để gửi gắm cho Heidegger. Trong tác phầm tràn đầy sự dằn vặt khổ tâm này, bà bày tỏ những nỗi bất an liên quan đến sự nữ tính và gốc gác Do Thái của mình bằng ngôn ngữ của Heidegger, viết theo kiểu trừu tượng ở ngôi thứ ba. Bà miêu tả trạng thái "Fremdheit" (xa lánh), một mặt là sự mất mát đột ngột của thanh xuân và sự ngây thơ, mặt khác là một "Absonderlichkeit" (sự lạ kỳ), tức là sự phát hiện điều đáng chú ý trong điều tầm thường. Trong những dòng tâm tư giãi bày nỗi đau thời thơ ấu và khao khát được chở che, bà để lộ những tổn thương trong lòng và kể về tình yêu đối với ông đã giải phóng bà như thế nào và một lần nữa lấp đầy thế giới của bà với sắc màu và huyền bí. Bà coi mối quan hệ của mình với Heidegger là "Eine starre Hingegebenheit an ein Einziges" ("một sự tận tâm cứng nhắc đối với một người đàn ông độc nhất"). Khoảng thời gian khám phá nội tâm này cũng là một trong những giai đoạn bà sáng tác nhiều thơ nhất, chẳng hạn như bài In sich versunken (Lạc vào sự tự chiêm nghiệm).

##### Freiburg và Heidelberg (1926–1929)
Sau một năm tại Marburg, Arendt dành một học kỳ tại Freiburg, tham dự các bài giảng của Husserl. Năm 1926, bà chuyển đến Đại học Heidelberg, nơi vào năm 1929, bà hoàn thành luận văn của mình dưới sự chỉ bảo tận tình của triết gia đại tài dẫn đầu phong trào triết học hiện sinh mới và mang tính cách mạng lúc bấy giờ, Karl Jaspers (1883–1969), một bằng hữu của Heidegger. Luận văn của bà mang tên Der Liebesbegriff bei Augustin: Versuch einer Philosophischen Interpretation (Về khái niệm tình yêu trong tư tưởng của Thánh Augustinus: Phân tích một diễn giải triết học). Bà trở thành bạn với Jaspers và vợ ông là Gertrud Mayer (1879–1974), hai người phát triển mối quan hệ tri thức sâu sắc với nhau. Tại Heidelberg, nhóm bạn của bà bao gồm Hans Jonas, người cũng đã chuyển từ Marburg để hoàn thiện tác phẩm Augustin und das paulinische Freiheitsproblem. Ein philosophischer Beitrag zur Genesis der christlich-abendländischen Freiheitsidee của mình, và ngoài ra có ba nhà triết học trẻ: Karl Frankenstein, Erich Neumann và Erwin Loewenson. Những người bạn và học trò khác của Jaspers bao gồm các nhà ngôn ngữ học Benno von Wiese và Hugo Friedrich (chụp chung với Hannah ở ảnh dưới). Bà cùng với Hugo tham dự các bài giảng của Friedrich Gundolf theo gợi ý của Jaspers, điều này đã khiến bà quan tâm đến chủ nghĩa lãng mạn Đức. Bà cũng quen biết với Kurt Blumenfeld vào một buổi giảng và được tiếp xúc lần đầu với chính trị Do Thái. Tại Heidelberg, bà sống ở khu phố cổ (Altstadt) gần lâu đài Heidelberg có địa chỉ là Schlossberg 16. Ngôi nhà nơi bà sống đã bị phá bỏ vào những năm 1960, nhưng hiện trên vách tường phế tàn của ngôi nhà đó, người ta có treo một tấm bảng tưởng nhớ Arendt.
Sau khi hoàn thành luận văn, Arendt theo đuổi chứng chỉ Habilitationsschrift, ban đầu là về chủ nghĩa lãng mạn Đức, và sau đó là một sự nghiệp giảng dạy hàn lâm. Tuy nhiên năm 1929 lại là năm cuộc Đại khủng hoảng xảy ra, khép lại kỷ nguyên vàng (Goldene Zwanziger) của Cộng hòa Weimar, một chế độ chênh vênh suốt bốn năm cuối đời nó. Arendt, vì là người Do Thái, ít có cơ hội được đứng giảng tại các trường học ở Đức lúc đó. Dù gì đi chăng nữa, bà đã hoàn thành hầu hết các công trình học thuật trước khi hoàn cảnh ép buộc bà rời khỏi Đức.

## Sự nghiệp

### Đức (1929–1933)

#### Berlin-Potsdam (1929)

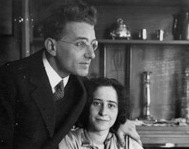
Günther Stern và Hannah Arendt vào năm 1929

Năm 1929, Arendt hội ngộ với Günther Stern ở Berlin tại một yến hội hóa trang mừng năm mới, kể từ đó hai người bắt đầu một mối quan hệ gần gũi. Trong vòng một tháng, bà chuyển đến ở cùng ông trong một căn hộ một phòng, dùng chung với một trường dạy múa ở Berlin-Halensee. Sau đó, họ chuyển đến Merkurstraße 3, Nowawes, ở Potsdam và kết hôn vào ngày 26 tháng 9. Họ chia sẻ nhiều điểm chung và cuộc hôn nhân được cả hai bên gia đình hoan nghênh. Vào mùa hè, Hannah Arendt nộp đơn lên Notgemeinschaft der Deutschen Wissenschaft để xin trợ cấp cho Habilitation của bà, được hỗ trợ bởi Heidegger và Jaspers cùng nhiều người khác, và trong lúc chờ đợi, bà tiếp tục nghiên cứu hiệu đính để xuất bản luận văn của mình với sự giúp đỡ của Günther.

#### Wanderjahre(1929–1931)
Giai đoạn hai năm đầu của cuộc hôn nhân giữa Arendt và Günther được nhà nghiên cứu Christian Dries gọi là Wanderjahre (những năm lang thang). Hồi đó họ chỉ cố gắng vô ích nhằm đưa Günther lên một chức vị học thuật nào đó. Họ sống ở Drewitz lân cận phía nam Potsdam trong một thời gian ngắn, rồi chuyển đến Heidelberg, nơi họ ở nhờ nhà của Jaspers. Tại Heidelberg, Günther viết xong bản thảo đầu tiên của luận văn Habilitation. Đôi vợ chồng trẻ sau đó chuyển đến Frankfurt nơi Günther hy vọng sẽ hoàn thiện nốt luận văn. Ở đó, Arendt đắm mình trong cuộc sống đại học, tham dự các bài giảng của nhiều giảng viên, trong đó bao gồm Karl Mannheim và Paul Tillich. Gia đình Stern cộng tác cùng viết bài báo bình phẩm về Duino Elegies của Rilke (1923) và về Ideologie und Utopie của Mannheim (1929). Bài đánh giá đó là đóng góp duy nhất của Arendt dành cho ngành xã hội học. Trong cả hai bài viết về Mannheim và Rilke, Arendt nhận xét rằng tình yêu là một nguyên tắc siêu nghiệm "Bởi vì không tồn tại sự siêu nghiệm thực sự trong thế giới trật tự này, một người cũng chẳng thể vượt trên thế giới, mà chỉ có thể đạt lên những cấp bậc cao hơn". Bà xem Rilke như thể một Augustinus thế tục ngày trước, ví tác phẩm Elegies như một "hình thức tối thượng của kinh sách" (letzten literarischen Form religiösen Dokumentes). Sau này, bà phát hiện những hạn chế của tình yêu siêu nghiệm trong việc lý giải các sự kiện lịch sử đưa đẩy bà sang hành động chính trị. Một chủ đề khác mà bà sau này sẽ xây dựng thêm dựa theo Rilke đó là sự tuyệt vọng khi không được lắng nghe. Suy ngẫm về những dòng mở đầu của Rilke:
Wer, wenn ich schriee, hörte mich denn aus der Engel Ordnungen?

(Ai, khi ta thét lên, sẽ nghe thấy ta trong số các phẩm trật thiên thần?)
Arendt và Stern viết như sau:
Cái hoàn cảnh nghịch lý, mơ hồ, và tuyệt vọng mà từ cái quan điểm đó Duino Elegies mới thật sự được hiểu sở hữu hai đặc trưng: cái thiếu vắng một sự vang vọng và cái hiểu biết về sự vô ích. Sự quên mình có ý thức của cái nhu cầu cần được lắng nghe, sự tuyệt vọng vì không được lắng nghe, và cuối cùng là cái thôi thúc cất tiếng ngay cả khi không nhận được lời hồi đáp–đây là những nguyên nhân thực sự của bóng đêm, sự khắc nghiệt, và sự căng thẳng của phong cách mà trong đó thơ ca bộc lộ những khả năng của chính nó và ý chí của nó để thành hình
Arendt cũng xuất bản thêm một bài báo về Augustinus (354–430) đăng trên tờ Frankfurter Zeitung để kỷ niệm 1.500 năm ngày mất của ông. Theo bà, bài đăng này đóng vai trò là cầu nối giữa quan điểm về Augustinus trong luận văn khi trước của bà và những nghiên cứu hiện tại của bà về chủ nghĩa lãng mạn. Khi họ nhận ra Stern không thể có được một vị trí ở đại học, đôi vợ chồng đành quay về Berlin vào năm 1931.

#### Quay về Berlin (1931–1933)
Tại Berlin, vợ chồng Stern ban đầu sống tại khu phố Do Thái mang tên Bayerisches Viertel (Khu phố Bavaria hay "Thụy Sĩ của người Do Thái") ở Schöneberg, Stern, với sự trợ giúp của Bertold Brecht, làm biên tập viên góc văn hóa của tờ Berliner Börsen-Courier do Herbert Ihering chủ biên. Tại đây ông lấy bút danh Günther Anders, tức "Günther Tha Nhân". Arendt phụ giúp Günther trong công việc, nhưng cái bóng của mối tình cũ với Heidegger vẫn bao trùm mối quan hệ hai người họ. Trong lúc Günther nỗ lực hoàn thiện Habilencesschrift, Arendt từ bỏ chủ đề luận văn ban đầu là chủ nghĩa lãng mạn Đức vào năm 1930, đổi hướng sang phân tích Rahel Varnhagen và câu hỏi về sự đồng hóa. Anne Mendelssohn vô tình nhận được một bản sao thư từ của Varnhagen và hào hứng giới thiệu nó cho Arendt, ngoài ra còn tặng bộ sưu tập của bà cho Arendt. Một thời gian sau, chính công trình của Arendt về chủ nghĩa lãng mạn đã đưa bà đến nghiên cứu các salon Do Thái, và rốt cuộc tới salon của Varnhagen. Hannah thấy ở Rahel những phẩm chất phản ánh bản thân bà, đặc biệt là sự nhạy cảm và dễ bị tổn thương. Rahel, giống như Hannah, tìm ra số phận của mình trong bản sắc Do Thái. Hannah Arendt sau này cho rằng sự chấp nhận phải chung sống với số phận của Rahel Varnhagen là một "sự bị ruồng bỏ có ý thức". Đó là đặc điểm cá nhân mà Arendt đã tìm thấy trong thâm tâm, nhưng phải mãi về sau bà mới chấp nhận điều đó.
Trở lại Berlin, Arendt ngày càng vương vấn với chính trị. Bà đọc các tác phẩm của Marx và Trotsky, đồng thời mở rộng quan hệ xã giao tại Deutsche Hochschule für Politik. Bất chấp khuynh hướng chính trị của mẹ và chồng, bà chưa từng coi mình là một người cánh tả, khăng khăng biện minh rằng đó chỉ là do cái tính Do Thái của bà. Mối quan tâm lớn dần đối với chính trị Do Thái cộng thêm những suy ngẫm trước đây về Varnhagen và sự đồng hóa đã được Arendt đúc kết thành bài báo đầu tiên luận về Do Thái giáo, Aufklärung und Judenfrage ("Sự khai sáng và câu hỏi Do Thái", 1932). Blumenfeld là người đã giới thiệu bà với "Vấn đề Do Thái", chủ đề được ông nghiền ngẫm suốt đời. Cùng khoảng thời gian đó, quan điểm của bà về chủ nghĩa lãng mạn Đức cũng đang có nhiều tiến triển. Bà viết một bài phê bình tác phẩm Die Entstehung des deutschen Bildungsprinzips của Hans Weil (Nguồn gốc nguyên tắc giáo dục Đức, 1930), đề cập đến sự khai sinh của Bildungselite (giới tinh hoa giáo dục) thời Rahel Varnhagen. Đồng thời, bà cũng bị cuốn hút bởi mô tả của Max Weber về địa vị của người Do Thái như thể một quốc gia-dân tộc Pariavolk (dân tộc bị ruồng bỏ) trong cuốn Wirtschaft und Gesellschaft (1922), và mượn thuật ngữ paria conscient (kẻ bị ruồng bỏ có ý thức) của Bernard Lazare mà bà rất tâm đắc. Trong cả hai bài báo đó, bà đề cao và phát triển quan điểm của Johann Gottfried von Herder. Một mối quan tâm khác của bà vào thời điểm đó là địa vị của phụ nữ trong xã hội, vì đó mà vào năm 1932 bà đã viết bài đánh giá cuốn sách Das Frauenproblem in der Gegenwart. Eine psychologische Bilanz (Các vấn đề của phụ nữ đương đại: Bảng cân đối tâm lý) của Alice Rühle-Gerstel. Mặc dù bà không quá ủng hộ phong trào nữ quyền, nhưng cũng rất đồng cảm với quan điểm trong cuốn sách. Xét về địa vị phụ nữ bấy giờ, Arendt hoài nghi rằng phong trào thật sự có thể xoay chuyển tình thế chính trị hiện tại. Hơn nữa bà cũng chỉ trích phong trào này, vì nó là phong trào dành riêng cho phụ nữ thay vì cùng với nam giới tập hợp thành phong trào mạnh mẽ hơn, và vì nó còn quá trừu tượng thay vì phấn đấu cho các mục tiêu cụ thể. Ở đây rõ ràng bà đã chịu ảnh hưởng của Rosa Luxemburg. Giống Luxemburg, bà về sau cũng chỉ trích các phong trào Do Thái vì lý do tương tự. Vậy mới thấy Arendt là người luôn ưu tiên các vấn đề chính trị trước các vấn đề xã hội.
Đến năm 1932, đối mặt trước tình hình chính trị ngày càng trở xấu, Arendt vô cùng bất an trước những báo cáo cho hay Heidegger đã phát biểu tại các cuộc họp quốc xã. Bà viết thư yêu cầu Heidegger phủ nhận những lùm xùm chính trị xoay quanh ông. Heidegger đáp rằng ông sẽ không tìm cách phủ nhận những tin đồn đó (tất cả đều là sự thật), và đảm bảo với bà rằng tình cảm trước kia ông dành cho bà vẫn chưa hề nhạt phai. Là một người Do Thái sống dưới chế độ Quốc xã, Arendt vấp phải khó khăn khi đi kiếm sống và bị phân biệt đối xử. Bà tâm sự với Anne Mendelssohn rằng bà đang tính tản đi nơi khác. Jaspers thuyết phục Arendt phải tự coi mình là người Đức trước tiên; điều mà bà muốn cách ly khỏi, khẳng định bản thân chỉ là người Do Thái và rằng "Für mich ist Deutschland die Muttersprache, die Philosophie und die Dichtung" (Đối với tôi, nước Đức là tiếng mẹ đẻ, triết học và thơ ca), chứ không phải danh tính của bà. Quan điểm đó khiến Jaspers rất đỗi bối rối, đáp "Thật kỳ lạ với tôi rằng chỉ vì là một người Do Thái mà cô muốn khác người Đức".
Đến năm 1933, cuộc sống của dân Do Thái ở Đức trở nên bấp bênh hơn bao giờ hết. Adolf Hitler nhậm chức Reichskanzler (Thủ tướng) vào tháng Giêng, và vào ngay tháng sau Reichstag bị thiêu rụi. Quyền tự do dân sự ngay lập tức bị chèn ép. Đảng cầm quyền liên tục đả kích các tổ chức cánh tả, nhắm đặc biệt vào các thành viên của Kommunistische Partei Deutschlands (Đảng Cộng sản Đức: KPD). Stern vốn là người cộng sản, phải vội lánh sang Paris. Arendt không theo chồng mà bám trụ tại Đức, trở thành nhà hoạt động chính trị. Nhận thức rõ thời gian rất cấp bách, Arendt sử dụng căn hộ tại Opitzstraße 6, Berlin-Steglitz, nơi bà từng chung sống với Stern từ năm 1932, làm chặng nghỉ của tuyến hỏa xa ngầm dành cho những người đào tẩu. Hành động nhân nghĩa của bà vẫn được tôn vinh tại Đức cho đến ngày nay.

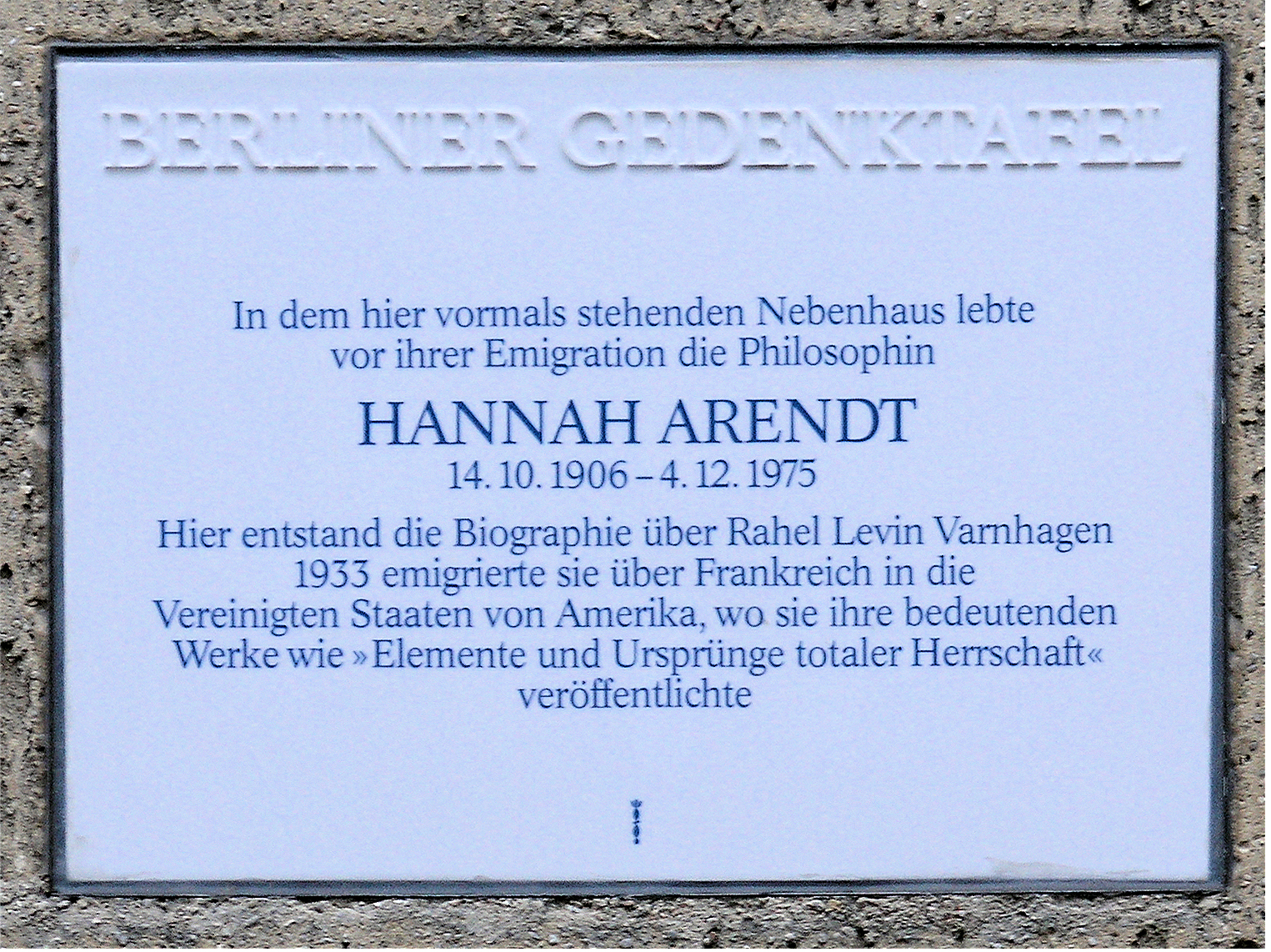
Bảng tưởng niệm tại Opitzstraße 6

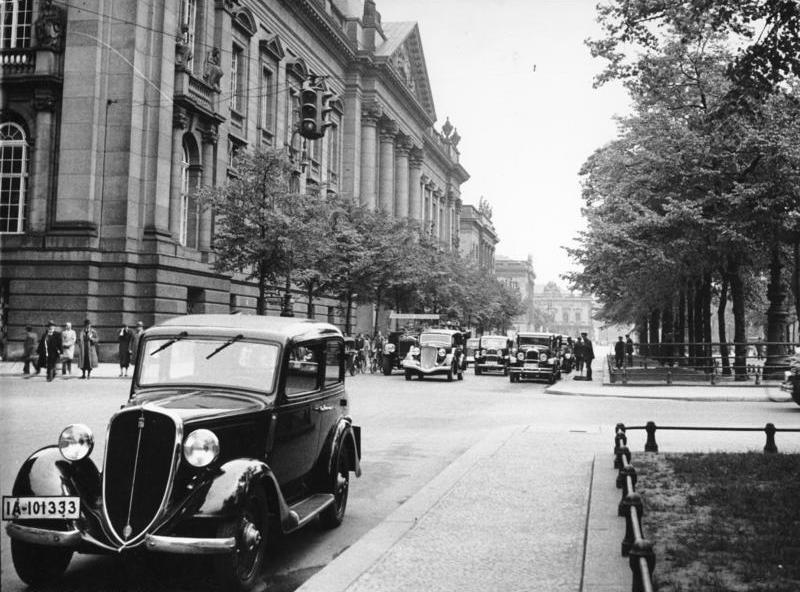
Thư viện Nhà nước Phổ

Arendt đã quyết lập trường chính trị, phê phán Đảng Quốc xã vào năm 1932 với bài viết "Adam-Müller-Renaissance?" đề cập đến hành vi chiếm đoạt cuộc đời của Adam Müller nhằm ủng hộ hệ tư tưởng cánh hữu. Pháp luật tẩy chay và chống Do Thái lần đầu được thông qua vào mùa xuân năm 1933. Đối mặt với chủ nghĩa bài Do Thái có hệ thống, Arendt hô hào mô-típ "Nếu một kẻ bị tấn công vì tư cách là người Do Thái, thì kẻ đó phải tự bảo vệ mình với tư cách là người Do Thái. Không phải với tư cách là người Đức, không phải với tư cách là công dân thế giới, không phải với tư cách là người duy trì Quyền con người." Đây là lời tuyên bố đanh thép của Arendt để tượng trưng cho khái niệm người Do Thái như thể giống dân bị ruồng bỏ, khái niệm mà sẽ bao trùm các tác phẩm Do Thái của bà trong tương lai. Bà dần được biết tới bởi công chúng với bài viết bàn về Rahel Varnhagen, có tiêu đề "Originale Assimilation: Ein Nachwort zu Rahel Varnhagen 100 Todestag" ("Gốc gác đồng hóa: Hồi kết cho kỷ niệm một trăm năm ngày mất của Rahel Varnhagen"), đăng trên tờ Kölnische Zeitung vào ngày 7 tháng 3 năm 1933 và chút sau nữa còn được đăng trên tờ  Jüdische Rundschau. Trong đó, bà lập luận rằng thời đại đồng hóa bắt đầu từ thế hệ của Varnhagen đã kết thúc với chính sách bài trừ Do Thái của nhà nước. Bà mở đầu với lời tuyên bố:
Ngày nay tại nước Đức, dường như cái quá trình đồng hóa Do Thái đành phải tuyên bố sự phá sản của nó. Tư tưởng bài Do Thái chung của xã hội và sự chính thức hóa cái tư tưởng ấy đã ảnh hưởng trước tiên đến những người Do Thái đã bị đồng hóa, những người mà chẳng còn có thể tự bảo vệ bản thân bằng cách rửa tội hoặc nhấn mạnh sự tách ly của họ khỏi Do Thái giáo phương Đông.
Arendt nóng lòng muốn được cho cả thế giới biết về những tai họa đã và đang ập đến với đồng bào Do Thái giữa những năm 1930–1933. Bà hoạt động sát hơn với phái phục quốc Do Thái, bao gồm những nhân vật như Kurt Blumenfeld, Martin Buber và Salman Schocken, đồng thời cũng bắt đầu tìm hiểu về chủ nghĩa bài Do Thái. Arendt có quyền truy cập Thư viện Nhà nước Phổ vì bà từng khảo cứu về Varnhagen tại đó. Tổ chức Zionistische Vereinigung für Deutschland (Liên đoàn phục quốc Do Thái của Đức) của Blumenfeld thuyết phục bà sử dụng quyền truy cập đó để thu thập bằng chứng liên quan đến chủ nghĩa chống Do Thái và tổng hợp thành một bài phát biểu dự kiến trước Đại hội Phục quốc Do Thái ở Praha, bất hợp pháp lúc bấy giờ. Đáng tiếc thay, một thủ thư phát giác công việc này và tố cáo bà tội tuyên truyền chống nhà nước. Đơn vị Gestapo được lệnh bắt giữ cả hai mẹ con Arendt. Họ bị cầm tù tám ngày nhưng may mắn được một sĩ quan cảnh sát trẻ tuổi thông cảm thả ra để chờ ngày xét xử. 

### Lưu vong tại Pháp (1933–1941)

#### Paris (1933–1940)

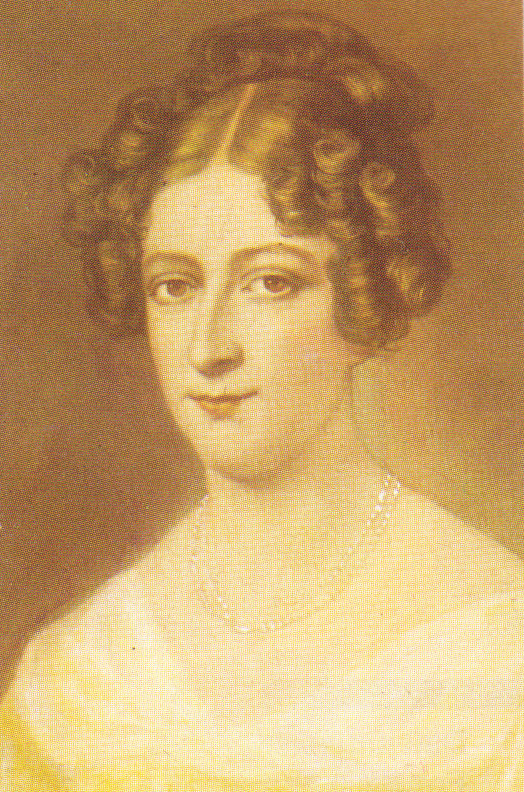
Rahel Varnhagen khoảng năm 1800

Ngay khi được thả, nhận ra hiểm nguy kề cận, Arendt và mẹ bà bèn trốn khỏi Đức theo con đường tị nạn đã được thiết lập sẵn, băng qua dãy núi Erzgebirge lúc ban đêm, để sang Tiệp Khắc và đến Praha, rồi đi tàu hỏa đến Geneva. Tại đó, bà quyết định cống hiến đời mình cho "đại nghiệp Do Thái". Nhờ một người bạn của mẹ, bà được giao công việc phân phát thị thực và các bài phát biểu tại Cơ quan Do Thái hướng về Palestine của Hội Quốc Liên.
Từ Geneva, gia đình Arendt hòa vào dòng người tị nạn tới được Paris vào mùa thu, nơi bà đoàn tụ với Stern. Arendt rời Đức mà không có giấy tờ tùy thân, còn mẹ bà cầm theo giấy thông hành nên quyết định trở về Königsberg để gặp chồng. Tại Paris, bà kết bạn với anh họ của Stern, nhà phê bình văn học kiêm triết gia Marxist Walter Benjamin (1892–1940), và nhà triết học người Pháp gốc Do Thái Raymond Aron (1905–1983).
Arendt hiện là một émigrée, tức là một người sống lưu vong, không quốc tịch, không giấy tờ, và quay lưng với nước Đức và nhân dân Đức của Nazizeit. Tình trạng pháp lý của bà cực kỳ bấp bênh, ngoài ra còn phải đương đầu với một ngôn ngữ và nền văn hóa quá xa lạ. Tất cả những trắc trở đó đã ảnh hưởng xấu đến tinh thần và thể chất của bà. Năm 1934, bà bắt đầu làm việc cho chương trình tiếp cận cộng đồng do nhóm phục quốc tài trợ là Agriculture et Artisanat, giảng dạy và chu cấp quần áo, tài liệu, thuốc men cho các thanh niên Do Thái đang tìm đường di cư đến Lãnh thổ Ủy trị Palestine của Anh để làm nông dân. Arendt được tuyển dụng làm thư ký, sau thăng chức giám đốc văn phòng. Để nâng cao kỹ năng và xoay sở kiếm sống cho gia đình, bà học tiếng Pháp, tiếng Do Thái và tiếng Yiddish. Khi tổ chức đóng cửa vào năm 1935, Arendt được tiếp xúc với nhà từ thiện nữ giàu có tên là Germaine Alice de Rothschild (tên khai sinh là Halphen, 1884–1975), vợ của Édouard Alphonse James de Rothschild, và trở thành trợ lý của bà ấy. Ở vị trí này, bà quản lý những đóng góp của nữ nam tước cho các tổ chức từ thiện danh cho người Do Thái thông qua Consistoire Paris. Gia đình Rothschild đã kiểm soát Consistoire trong vòng một thế kỷ nhưng họ bất đồng quan điểm với Arendt về mọi mặt, phản đối việc nhập cư và phủ nhận bất kỳ mối liên hệ nào với người Do Thái Đức.
Vào năm 1935, Arendt gia nhập Thanh niên Aliyah (Thanh niên nhập cư) và trở thành Tổng thư ký trong giai đoạn 1935–1939. Đây là một tổ chức tương tự như Agricultural et Artisanat, được thành lập ở Berlin vào cùng ngày Hitler lên nắm quyền. Nó có liên kết với tổ chức Hadassah, nổi tiếng vì đã cứu rất nhiều mạng người trước cuộc Holocaust sắp đến.  Công việc Arendt tại Thanh niên Aliyah bao gồm tìm kiếm lương thực, quần áo, nhân viên xã hội và luật sư, nhưng trên hết vẫn là gây quỹ. Bà tới thăm Palestine thuộc Anh vào năm 1935 và gặp gỡ với người anh họ Ernst Fürst ở đó. Sự kiện Đức Quốc xã sáp nhập Áo và xâm lược Tiệp Khắc vào năm 1938 đã tạo ra một dòng người tị nạn đổ dồn về Paris; trong hoàn cảnh đó, bà đã tham gia vào nỗ lực cứu trợ những đứa trẻ tản cư bất hạnh. Năm 1938, Arendt hoàn thành tác phẩm tiểu sử về Rahel Varnhagen, nhưng phải tới tận năm 1957 mới được xuất bản. Vào tháng 4 năm 1939, sau vụ pogrom Kristallnacht vào tháng 11 năm 1938, Martha Beerwald (mẹ của Arendt) nhận ra rằng Arendt sẽ không thể nào hồi hương nên bà quyết định rời bỏ chồng tới Paris ở với con gái. Một người chị kế của Arendt đã qua đời còn người chị gái kế kia đã chuyển đến sống ở Anh, Martin Beerwald (cha dượng của Arendt) không đi cùng vợ mà ở lại quê nhà. Kể từ đó, Arendt không bao giờ trở về Königsberg.

##### Heinrich Blücher
Năm 1936, Arendt gặp gỡ nhà thơ/nhà triết học Marxist người Berlin Heinrich Blücher (1899–1970) tại Paris. Blücher là thành viên của Liên đoàn Spartakus và là một trong những nhân vật kiến lập Đảng KPD nhưng bị đình chỉ tư cách đảng viên vì chọn theo phe Versöhnler trong nội bộ đảng. Mặc dù Arendt tái ngộ Stern vào năm 1933, hôn nhân của họ giờ chỉ còn trên danh nghĩa sau khi ông rời bỏ bà tại Berlin. Bà đã làm tròn bổn phận của một người vợ, đổi theo họ chồng và dùng tên Hannah Stern. Song mối quan hệ giữa hai người đã chấm dứt khi, có lẽ bởi Stern nhận ra mối hiểm họa tốt hơn Arendt, ông quyết định di cư sang Mỹ cùng bố mẹ vào năm 1936. Năm 1937, Arendt bị tước quốc tịch Đức, đồng thời ly hôn Stern. Bà trở nên thân mật với Blücher và chuyển tới sống chung với ông. Sự nghiệp hoạt động chính trị lâu dài của Blücher đã góp phần thúc đẩy tư tưởng của Arendt thành hành động chính trị. Arendt và Blücher thành hôn vào ngày 16 tháng 2 năm 1940, ít lâu sau khi thủ tục ly hôn được hoàn tất.

#### Giam cầm và trốn thoát (1940–1941)

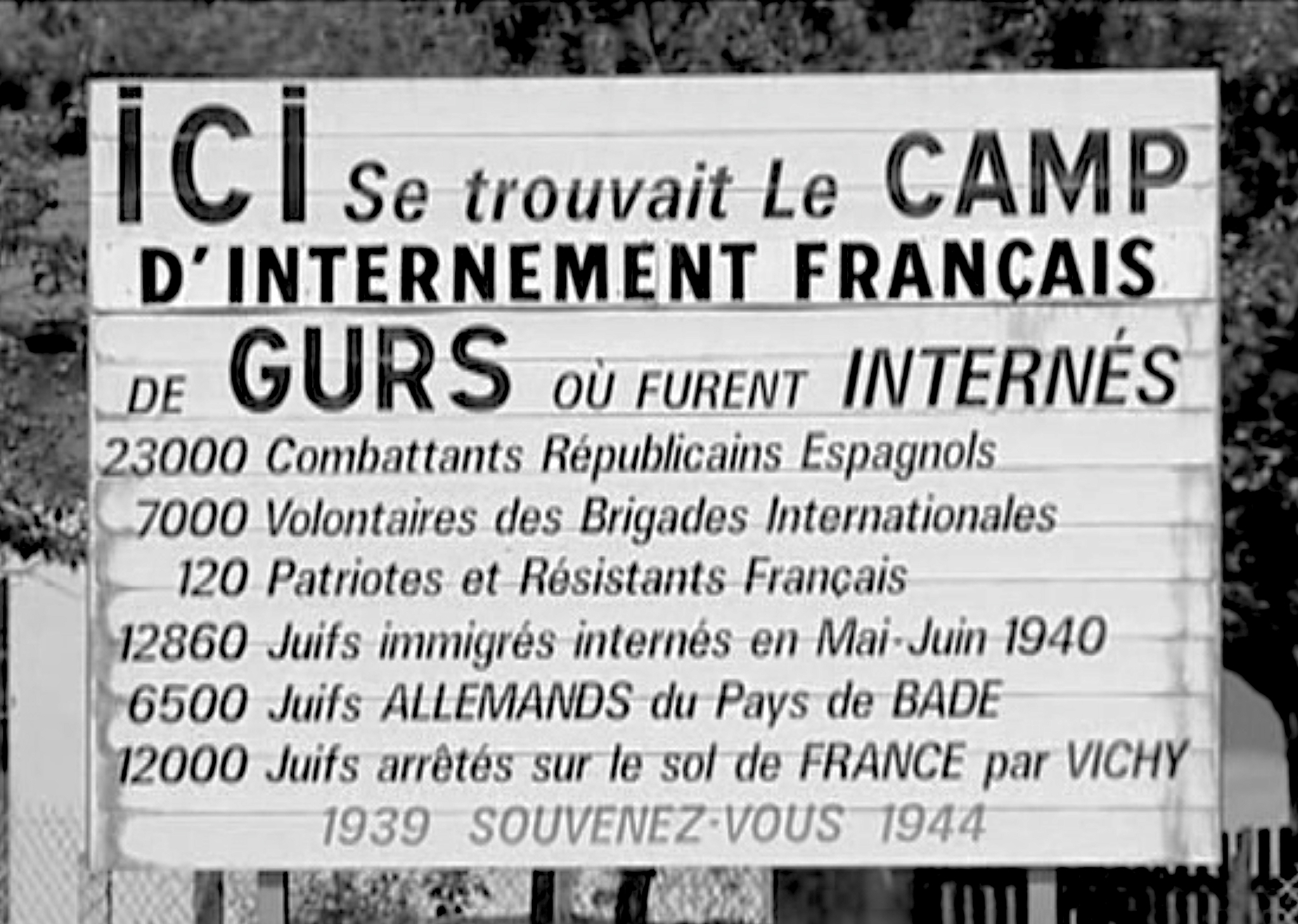
Bảng tưởng niệm tại Trại Gurs

Vào ngày 5 tháng 5 năm 1940, theo kế hoạch phòng bị cuộc tiến công tiềm năng của Đức vào Pháp và các nước Vùng thấp, thống đốc quân sự của Paris đã chỉ đạo tất cả "kẻ thù ngoại quốc" trong độ tuổi 17-55 đến từ Đức (chủ yếu là dân Do Thái) phải báo cáo riêng để tập trung giam cầm. Những người phụ nữ được triệu tập tới Vélodrome d'Hiver vào ngày 15 tháng 5. Mẹ của Arendt, do đã già yếu trên 55 tuổi, được phép ở lại Paris. Arendt mô tả những người tị nạn là "giống người mới được tạo ra bởi lịch sử đương đại ... bị kẻ thù của họ đưa vào trại tập trung và bị bạn bè của họ đưa vào trại giam giữ". Những người đàn ông, bao gồm Blücher, bị chuyển đến Trại Vernet ở miền nam nước Pháp, gần biên giới với Tây Ban Nha. Arendt và những phụ nữ khác được gửi đến Trại Gurs, phía tây Gurs, một tuần sau đó. Trại này vốn được dựng lên để đón người tị nạn Tây Ban Nha. Ngày 22 tháng 6, Pháp đầu hàng và ký hiệp định Compiègne chia đôi đất nước. Gurs nằm trong khu vực do ngụy quyền Vichy kiểm soát. Arendt kể lại rằng "trong cơn hỗn loạn kèm theo, chúng tôi đã lấy được thành công các giấy tờ trả tự do và được phép rời trại". Bà cùng khoảng 200 trong số 7.000 phụ nữ bị giam giữ tại đó trốn thoát khoảng bốn tuần sau. Bà đi bộ và xin quá giang lên phía bắc đến Montauban, gần Toulouse, nơi bà biết là sẽ tìm thấy sự trợ giúp.
Montauban trở thành tâm điểm nương náu của những người trốn trại; bạn của Arendt, Lotta Sempell Klembort, là một trong những người may mắn đó. Trại của Blücher được sơ tán sau cuộc tiến công của quân Đức. Ông trốn thoát trên đường tuần hành, tìm đến Montauban và gặp lại vợ ở đó. Ít lâu sau, Anne Mendelssohn và mẹ của Arendt cũng tìm tới nơi. Việc xuất cảnh Pháp bấy giờ rất khó khăn nếu thiếu giấy tờ chính thức; người bạn của họ là Walter Benjamin đã tự kết liễu đời mình vì bị bắt khi mới đặt chân sang đất Tây Ban Nha. Một trong những tuyến bất hợp pháp khét tiếng nằm ngay ở ngoại ô Marseilles; nơi nhà báo người Mỹ tên là Varian Fry đang làm việc gây quỹ. Nhờ sự bao che của phó lãnh sự Mỹ Hiram Bingham, Fry đã có thể giả mạo giấy tờ và hối lộ quan chức nhằm đảm bảo thủ tục xuất cảnh và thị thực Mỹ cho hàng ngàn người đào tẩu.
Nhờ sự giúp đỡ của hai công dân Mỹ và người chồng cũ Günther Stern; Arendt, chồng và mẹ bà đã có được giấy phép cần thiết để lên chuyến tàu hỏa băng qua Tây Ban Nha và dừng bánh tại thủ đô Lisbon Bồ Đào Nha vào tháng 1 năm 1941. Họ thuê một căn hộ trên đường Rua da Sociedade Farmacêutica, 6b, rồi kiếm được vé đi New York trên tàu S/S Guiné II của Công ty Companhia Colonial de Navegação vào tháng 5. Vài tháng sau, Fry bị buộc thôi hoạt động, và biên giới rốt cuộc bị phong tỏa.

### New York (1941–1975)

#### Chiến tranh thế giới lần II (1941–1945)
Họ cập bến thành phố New York vào ngày 22 tháng 5 năm 1941 và nhận được sự trợ giúp từ Tổ chức phục quốc Do Thái của Mỹ và cộng đồng người Đức nhập cư địa phương, bao gồm Paul Tillich và những người hàng xóm từ Königsberg. Họ thuê căn hộ tại 317 West 95th Street và mẹ bà tới đó vào tháng 6. Do cần học tiếng Anh gấp, họ quyết định cho Hannah Arendt dành hai tháng sống chung với một gia đình người Mỹ ở Winchester, Massachusetts nhờ chương trình Tự lực cho Người tị nạn (Self-Help for Refugees) từ tháng 7. Bà thấy trải nghiệm này khá khó khăn và đánh giá như sau về cuộc sống tại Hoa Kỳ: Der Grundwiderspruch des Landes ist politische Freiheit bei  gesellschaftlicher  Knechtschaft (Mâu thuẫn căn bản của đất nước này đó là tự do chính trị kèm với nô lệ xã hội).
Ngay khi quay về New York, Arendt tiếp tục viết lách và trở thành một nhà hoạt động trong cộng đồng Đức-Do Thái, xuất bản bài viết, "Từ vụ Dreyfus cho tới nước Pháp ngày nay" (dịch sang tiếng Anh từ bản thảo tiếng Đức của bà) vào tháng 7 năm 1942. Trong lúc hoàn thiện bài viết, bà cũng chạy vạy nhiều nơi để tìm việc làm. Vào tháng 11 năm 1941, tờ Aufbau của cộng đồng Do Thái-Đức tại New York thuê bà vào làm. Từ năm 1941 đến năm 1945, bà là chủ biên góc chính trị của tờ báo này, chuyên bàn luận về chủ nghĩa bài Do Thái, người tị nạn và sự cần thiết nhằm xây dựng một quân đội của người Do Thái. Bà cũng đóng góp nhiều bài viết cho tờ tạp chí Mỹ-Do Thái Menorah Journal, và nhiều ấn phẩm émigré khác.

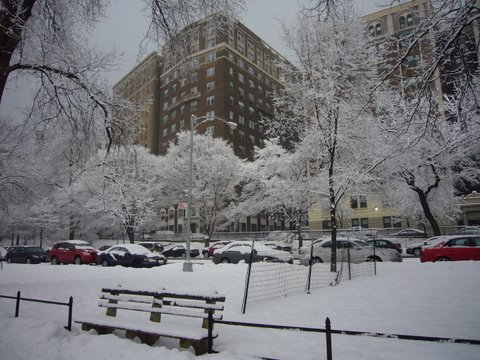
Arendt và Blücher chuyển tới sống tại 370 Riverside Drive ở Thành phố New York

Arendt kiếm được công việc toàn thời gian có lương đầu tiên vào năm 1944. Bà được nhận làm giám đốc nghiên cứu kiêm điều hành cho tổ chức Ủy ban Tái thiết Văn hóa Do Thái Châu Âu mới nổi, một dự án của Hội nghị Quan hệ Do Thái. Bà được chiêu mộ "bởi vì mối quan tâm rất lớn của bà đối với các hoạt động của Uỷ ban, kinh nghiệm trước đó của bà trong vai trò quản lý, và mối liên kết của bà với nước Đức". Tại đó bà tổng hợp danh sách các tài sản văn hóa Do Thái tại Đức và tại châu Âu bị Đức quốc xã đô hộ nhằm hậu thuẫn công cuộc tái thiết thời hậu chiến. Cùng với chồng, bà sống tại 370 Riverside Drive ở Thành phố New York và Kingston, New York, nơi mà Blücher dạy học tại Bard College lân cận trong nhiều năm.

#### Hậu chiến (1945–1975)

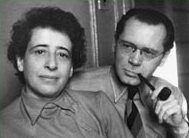
Hannah Arendt cùng với Heinrich Blücher, New York, năm 1950

Vào tháng 7 năm 1946, Arendt thôi việc tại Ủy ban Tái thiết Văn hóa Do Thái châu Âu để sang làm biên tập viên cho Schocken Books, công ty mà sau này sẽ xuất bản một số tác phẩm của bà. Năm 1948, bà tham gia vào chiến dịch của Judah Magnes nhằm tìm giải pháp cho cuộc xung đột Israel–Palestine. Bà phản đối việc thành lập một quốc gia Do Thái ở Palestine và vốn cũng phản đối việc thành lập một song quốc Ả Rập-Do Thái. Thay vào đó, bà ủng hộ việc chuyển đổi Palestine thành một liên bang đa sắc tộc. Chỉ đến năm 1948 trong nỗ lực ngăn chặn sự chia cắt lãnh thổ, bà mới ủng hộ giải pháp một quốc gia hai dân tộc. Bà quay trở lại Ủy ban vào tháng 8 năm 1949. Với tư cách là thư ký điều hành, bà quay về châu Âu, tới Đức, Anh và Pháp (tháng 12 năm 1949-tháng 3 năm 1950) để đàm phán với họ trả lại các tài liệu lưu trữ của các cơ quan Đức, một trải nghiệm mà bà cảm thấy cực kỳ mệt nhọc, song bà vẫn cố gắng cung cấp thường xuyên các báo cáo hiện trường. Vào tháng 1 năm 1952, bà trở thành thư ký của Hội đồng quản trị, mặc dù tổ chức lúc đó đang xuống dốc và bà đồng thời đang theo đuổi các hoạt động trí thức của riêng mình; bà sẽ giữ chức vụ này suốt phần đời còn lại. Đóng góp của Arendt trong công cuộc phục hồi văn hóa đã cung cấp thêm tài liệu cho nghiên cứu của bà về chủ nghĩa toàn trị.
Trong những năm 1950, Arendt chắp bút viết các tác phẩm The Origins of Totalitarianism (1951), The Human Condition (1958) và On Revolution (1963). Arendt gặp mặt và trao đổi với tác giả người Mỹ Mary McCarthy, người kém bà 6 tuổi, vào năm 1950. Họ nhanh chóng trở thành bạn tri kỉ. Cùng năm, Arendt nhập tịch Hoa Kỳ, và tái ngộ với tình nhân cũ Martin Heidegger, nảy sinh "mối tình nửa vời" với ông (theo cách nói của Adam Kirsch) kéo dài hai năm. Arendt công khai bênh vực Heidegger trước những lời trách móc vì sự ủng hộ của ông đối với Đảng Quốc xã. Bà cho rằng Heidegger khi đó chỉ là một người đàn ông ngây thơ bị lôi kéo bởi những thế lực ngoài tầm kiểm soát, hơn nữa chỉ ra rằng triết học của Heidegger không liên quan gì đến chủ nghĩa Quốc gia Xã hội. Năm 1961, bà tới Jerusalem để tường thuật phiên tòa xét xử Eichmann cho tờ The New Yorker. Bản tường thuật này, tuy vậy, lại gây ra nhiều tranh cãi trong dư luận Mỹ. Năm 1975, Arendt vinh dự nhận Giải Sonning của Đan Mạch vì những đóng góp lớn lao của bà cho văn minh châu Âu.
Vài năm sau tại Thành phố New York, bà phát biểu như sau về tính hợp lý của bạo lực như một hành động chính trị: "Nói chung, bạo lực luôn bùng phát từ sự bất lực. Nó là hy vọng của những kẻ không có quyền lợi để tìm cách thay thế nó và theo tôi hy vọng đó là vô ích. Bạo lực có thể phá vỡ quyền lực, nhưng không bao giờ thay thế được nó."

##### Giảng dạy

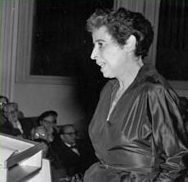
Hannah Arendt thuyết giảng tại Đức, 1955

Arendt từng giảng dạy tại rất nhiều viện nghiên cứu đào tạo ở bậc đại học từ năm 1951 trở đi, nhưng vì muốn được độc lập trong công việc, bà liên tiếp từ chối các đề nghị thuê giảng theo hợp đồng. Bà đã thỉnh giảng tại nhiều nơi như Đại học Notre Dame, Đại học California, Berkeley, Đại học Princeton (nơi bà là người phụ nữ đầu tiên được phong chức danh giáo sư toàn phần vào năm 1959) và Đại học Northwestern. Bà cũng từng giảng dạy tại Đại học Chicago từ năm 1963 đến năm 1967, nơi bà gia nhập Ủy ban Tư tưởng Xã hội (Committee on Social Thought). Ngoài ra, bà cũng từng là nghiên cứu sinh của Đại học Yale và Trung tâm Nghiên cứu Cao cấp của Đại học Wesleyan (1961–62, 1962–63). Từ năm 1967, Arendt là giáo sư khoa Nghiên cứu Xã hội của the New School tại Manhattan, Thành phố New York.
Bà được bầu làm viện sĩ Viện Hàn lâm Khoa học và Nghệ thuật Hoa Kỳ vào năm 1962 và trở thành hội viên của Học viện Nghệ thuật và Văn học Hoa Kỳ vào năm 1964. Năm 1974, Arendt có công lao chính trong việc thành lập chương trình Giáo dục Tự do Cấu trúc (SLE) tại Đại học Stanford. Bà cũng viết thỉnh thư cho chủ tịch Đại học Stanford, thuyết phục trường khởi động chương trình khoa học nhân văn tại gia của giáo sư lịch sử Mark Mancall. Tại thời điểm qua đời, bà giữ danh hiệu Giáo sư Triết học Chính trị tại The New School.

## Các mối quan hệ

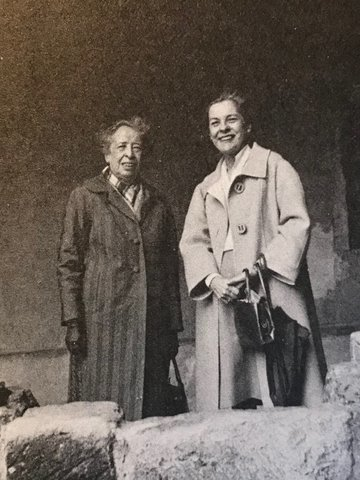
Arendt đứng cạnh Mary McCarthy

Ngoài mối tình với Heidegger và hai cuộc hôn nhân, Arendt cũng có nhiều mối quan hệ thân mật khác. Kể từ khi qua đời, nhiều thư từ của Arendt với những người bạn đã được xuất bản, hé lộ thêm các thông tin về lối suy nghĩ của bà. Đối với bằng hữu, bà là người chung thủy và rộng lượng, gửi gắm nhiều lời tri ân với họ trong những tác phẩm. Bà miêu tả Freundschaft (tình bạn) như là "tätigen Modi des Lebendigseins" (phương thức hoạt động của sự đang sống), và, đối với bản thân bà, tình bạn là thứ cực kỳ quan trọng trong đời và trong khái niệm chính trị. Hans Jonas nhận định rằng, Arendt "rất thật thà trong tình bạn", và theo chính lời Arendt, bà có một "der Eros der Freundschaft" (tình yêu cho tình bạn).
Những bằng hữu mà Arendt làm quen thông qua triết học thường là đàn ông và là người gốc Âu, còn bạn bè bà gặp ở Mỹ thì lại đa dạng, văn vẻ, và chính trị hơn. Tuy rằng đã nhập tịch Mỹ vào năm 1950, bà vẫn quyến luyến với gốc rễ văn hóa Âu châu của mình, và cứ tiếp tục nói thứ tiếng Đức "Muttersprache" (tiếng mẹ đẻ). Bà thường quây mình và giao du với những người nhập cư nói tiếng Đức, đôi khi gọi đó là "Thị tộc" của mình. Đối với bà, wirkliche Menschen (người thật) là "những pariah", không phải theo nét nghĩa 'những kẻ bơ vơ', mà ý chỉ 'những kẻ ngoài cuộc', 'chưa bị đồng hóa', với đức hạnh là "sự không tương phùng văn hóa ... cái sine qua non [điều kiện tiên quyết] cho thành tựu tri thức", một thứ xúc cảm mà bà chia sẻ với Jaspers.
Arendt lúc nào cũng có một beste Freundin (người bạn thân). Từ thời niên thiếu, bà đã tạo dựng được một tình bạn bền chặt với Jugendfreundin (bạn thân thuở nhỏ) của mình, Anne Mendelssohn Weil ("Ännchen"). Sau khi Arendt đặt chân sang Mỹ, Hilde Fränkel, thư ký và tình nhân của Paul Tillich, đã thay thế vị trí đó cho tới khi mất vào năm 1950. Sau cuộc chiến, Arendt đã có thể về Đức và nối lại tình bạn với Weil, người mà về sau cũng nhiều lần tới thăm New York, nhất là sau khi Blücher qua đời vào năm 1970. Hai người họ gặp nhau lần cuối ở Tegna, Thụy Sĩ vào năm 1975, ít lâu trước khi Arendt qua đời. Sau khi Fränkel mất, Mary McCarthy đã trở thành người bạn tâm tình thân cận của Arendt.

## Bệnh tình và qua đời

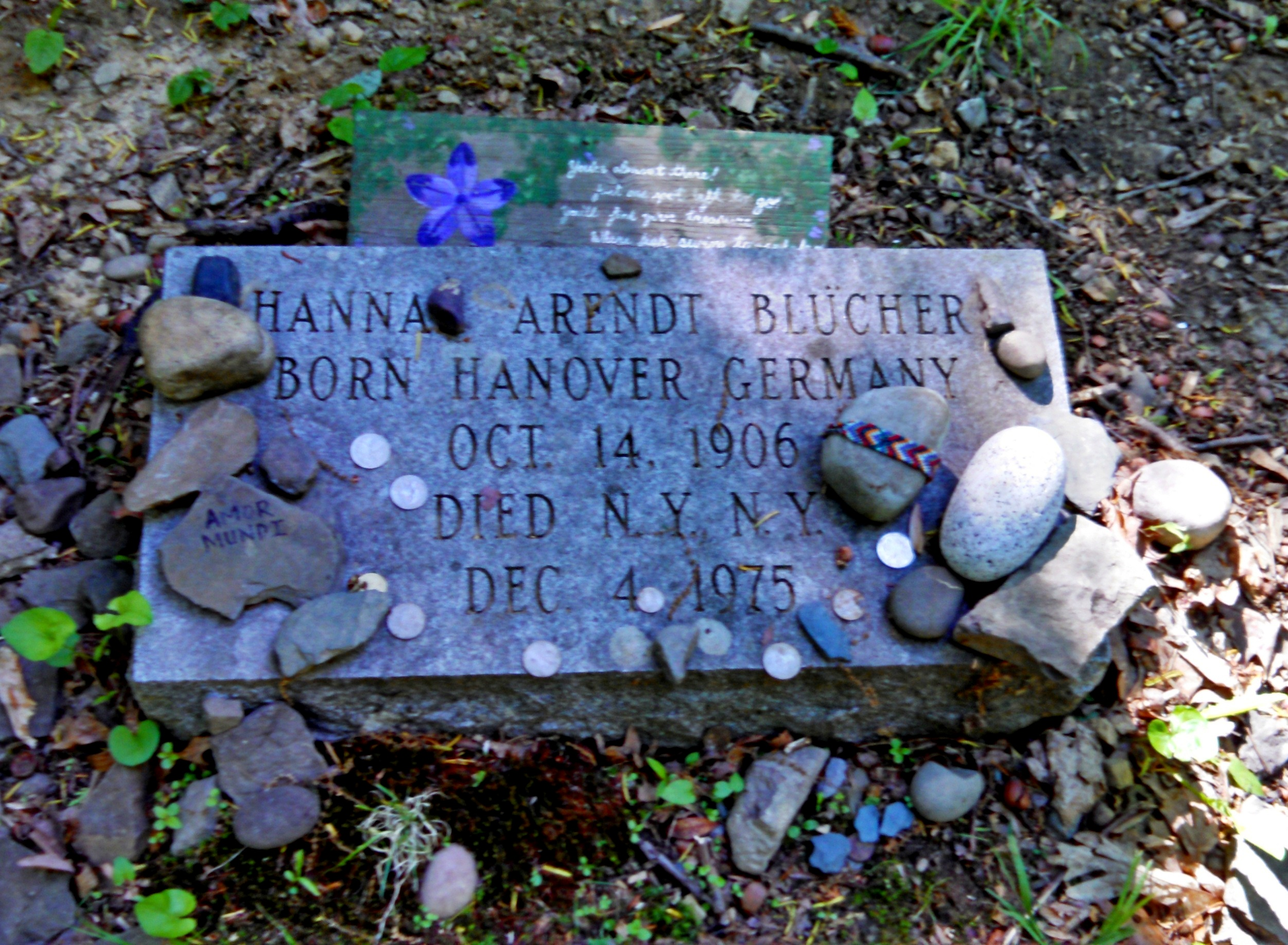
Bia mộ của Hannah Arendt tại Nghĩa trang Trường Đại học Bard, Annandale-on-Hudson, New York

Heinrich Blücher qua khỏi một cơn phình mạch não vào năm 1961, song sức khỏe của ông kiệt quệ cho tới năm 1963. Ngày 31 tháng 10 năm 1970, ông qua đời sau một cơn đau tim dữ dội. Arendt trước đó đã từng chia sẻ với Mary McCarthy rằng, "[Tôi] không thể tưởng tượng được cuộc sống nếu thiếu ông ấy". Bản thân Arendt là người nghiện hút thuốc lá, điều mà có thể thấy trong nhiều tấm ảnh chụp bà. Tháng 5 năm 1974, trong chuyến giảng thuyết tại Scotland, Arendt đã suýt mất mạng do một cơn đau tim. Tuy hồi phục qua khỏi, sức khỏe của bà bị giảm sút nghiêm trọng, nhưng bà vẫn cố chấp hút thuốc. Chiều tối ngày 4 tháng 12 năm 1975, ít lâu sau sinh nhật tuổi thứ 69 của mình, bà đột quỵ do đau tim tại căn hộ riêng trong lúc tiếp đãi bạn bè. Tro cốt của bà được chôn cất cạnh ngươi chồng Blücher tại Đại học Bard, Annandale-on-Hudson, New York vào tháng 5 năm 1976.
Sau khi Arendt mất, trang đề tựa của tập cuối The Life of the Mind ("Judging") được tìm thấy bên cạnh chiếc máy đánh chữ của bà, trong đó mới chỉ kịp viết vài dòng nhan đề và hai đoạn trích. Di cảo này đã được sao chép lại (xem ảnh).

## Đóng góp học thuật
Arendt viết các tác phẩm về lịch sử trí thức trong vai trò là một nhà lý luận chính trị, vận dụng các sự kiện và thực tiễn hành động để phân tích sâu sắc các phong trào toàn trị thời bấy giờ và các mối nguy hại cho sự tự do của con người được biểu trưng bởi sự trừu tượng hóa khoa học và đạo đức áp đặt của giai cấp tư sản. Về mặt trí thức, bà là nhà tư tưởng độc lập, một kẻ đơn độc chứ không phải một "kẻ tham gia," cách li bản thân khỏi các trường phái tư tưởng và hệ tư tưởng. Ngoài các tác phẩm lớn, bà cũng đã cho ra đời nhiều tập tuyển văn như Between Past and Future (1961), Men in Dark Times (1968) và Crises of the Republic (1972). Bà cũng đã có nhiều đóng góp lớn cho một số nhà xuất bản như The New York Review of Books, Commonweal, Dissent và The New Yorker. Công trình vang danh nhất của bà có lẽ là bản tường thuật về phiên tòa xét xử Adolf Eichmann, vì các tranh cãi gay gắt xung quanh nó.

### Lý luận chính trị và hệ thống triết học
Arendt chưa bao giờ sắp xếp hệ thống triết học chính trị của mình một cách khắt khe và các trước tác của bà cũng không thể được phân loại một cách rạch ròi, song dòng tư tưởng có nhiều điểm tương đồng nhất với suy nghĩ của Arendt chính là chủ nghĩa cộng hòa dân sự, bắt nguồn từ Aristotle cho tới Tocqueville. Khái niệm chính trị của bà xoay quanh quyền công dân chủ động, theo đó nhấn mạnh sự tham gia dân sự và cân nhắc tập thể. Bà tin rằng dù cho hoàn cảnh có tồi tệ thế nào đi chăng nữa, chính quyền không bao giờ có thể dập tắt được sự tự do của cá nhân, tuy rằng bà vẫn cho rằng các xã hội hiện đại rất hay thoái lui khỏi tự do dân chủ do căn bệnh cố hữu về sự buông thả cho chế độ quan liêu điều hành. Di sản chính trị của bà chính là các lập luận chắc chắn bảo vệ tự do trong một thế giới chẳng mấy tự do. Bà không tự trói buộc mình trong một hệ thống triết lý đơn thuần nào, mà khám phá phong phú các đề tài như chủ nghĩa toàn trị, cách mạng, bản chất của tự do, và khả năng tư duy biện luận.
Mặc dù được biết đến rộng rãi nhất vì các tác phẩm bàn về "thời kỳ đen tối", bản chất của chủ nghĩa toàn trị và cái ác, bà đã chiếu vào những điều đó một tia hy vọng và thể hiện một lòng tin vững chắc vào nhân loại:
Rằng ngay cả trong những thời khắc đen tối nhất, chúng ta vẫn có quyền kỳ vọng một ánh hào quang nào đó dù chỉ nhỏ nhất, và những hào quang đó hiếm khi xuất phát từ những lý thuyết và khái niệm suông, thay vào đó là từ những ánh sáng đôi khi yếu ớt, chập chờn, và bất định được thắp lên bởi một số người đàn ông hoặc phụ nữ, trong cuộc đời và công trạng của họ, dưới hầu hết mọi hoàn cảnh và tỏa ra khắp thời thế được trao cho họ.

### Tình yêu và Thánh Augustinus(1929)
Luận văn tiến sĩ của Arendt, Der Liebesbegriff bei Augustin. Versuch einer philosophischen Interpretation (Tình yêu và Thánh Augustinus), được xuất bản vào năm 1929 và thu hút sự quan tâm từ giới phê bình, tuy bản dịch tiếng Anh của tác phẩm này phải tới năm 1996 mới xuất hiện. Trong công trình này, bà đã dung hòa hai hướng tiếp cận của Heidegger và Jaspers. Sự kiến giải của Arendt về tình yêu trong các tác phẩm của Augustinus tập trung vào ba khái niệm cốt lõi: tình yêu như sự ham muốn hoặc thèm muốn (Amor qua appetitus), tình yêu trong quan hệ giữa nhân loại (creatura) và Đấng tạo hóa (Creator – Creatura), và tình yêu láng giềng (Dilectio proximi). Tình yêu như sự ham muốn đoán lường tương lai, còn tình yêu đấng sáng thế vọng về dĩ vãng. Trong ba khái niệm đó thì dilectio proximi hay caritas được coi là căn bản nhất, hai kiểu tình yêu còn lại chỉ xoay quanh khái niệm này, và được bà phân tích dưới quan niệm vita socialis (đời sống xã hội). Điều thứ hai trong Giới răn trọng nhất (hay Nguyên tắc vàng) "Con phải yêu láng giềng như yêu bản thân" thống nhất và vượt trên những điều còn lại. Ảnh hưởng của Augustinus (cùng quan điểm của Jaspers về Augustinus) sẽ tồn tại dai dẳng trong các trước tác của Arendt suốt phần đời còn lại.
Amor mundi  –  warum ist es so schwer, die Welt zu lieben?
Tình yêu thế gian – Tại sao yêu thương thế gian lại khó nhường này?
Một số nét quán xuyến trong quy điển triết học của Arendt xuất hiện rất sáng rõ, ví dụ khái niệm Natalität như một hoàn cảnh then chốt của hiện sinh con người và vai trò của nó trong sự bồi dưỡng cá nhân, sau được bà phát triển thêm trong tác phẩm Hoàn cảnh con người (1958). Bà giải thích rằng cái kiến tạo của natalität đã được ngầm định trong thảo luận của mình về các sự khởi đầu mới và niềm hoan hỷ của con người trước Đấng tạo hóa trong vai trò nova creatura. Tính trung tâm của hai chủ đề khai sinh và tái sinh được bộc lộ rõ khi bà liên tục nhắc đến tư tưởng Augustinus, cụ thể là bản chất đổi mới của sự khai sinh, ngay từ công trình đầu tiên của bà đến trước tác The Life of the Mind cuối cùng.

### Các nguồn gốc của chủ nghĩa toàn trị(1951)
Cuốn sách đồ sộ đầu tiên của Arendt, Các nguồn gốc của chủ nghĩa toàn trị (1951), khảo sát về ngọn nguồn của chủ nghĩa Stalin và chủ nghĩa Quốc xã, với bố cục ba phần đề cập lần lượt đến "Chủ nghĩa bài Do Thái", "Chủ nghĩa Đế quốc" và "Chủ nghĩa Toàn trị". Bà lập luận trong cuốn sách rằng, chủ nghĩa toàn trị là một "dạng chính phủ mới [...] khác biệt cơ bản khỏi các dạng truy bức chính trị khác mà ta biết như chế độ chuyên quyền, bạo chúa hay độc tài" ở chỗ nó áp dụng chiên thuật khủng bố nhằm khuất phục toàn bộ quần chúng chứ không chỉ các đối thủ chính trị. Arendt cũng cho rằng, sự tiêu diệt người Do Thái không phải là động cơ chính của Holocaust mà chỉ đơn thuần là bình phong, vì chủ nghĩa Quốc xã về bản chất đã là khủng bố và nhất quán chứ không riêng gì bài Do Thái. Arendt giải thích điều này bằng thuật ngữ "cái ác cực đoan" của Kant, theo đó nạn nhân của họ trở thành "những con người thừa thãi". Arendt mở rộng lý luận của mình trong các ấn bản sau để bao trùm thêm bài nghiên cứu "Ý thức hệ và khủng bố: Một dạng chính phủ mới" và sự kiện Cách mạng Hungary, nhưng quyết định xuất bản cái sau độc lập.
Chỉ trích đối với cuốn Nguồn gốc thường xoáy vào sự đánh đồng chưa hợp lý của Arendt giữa chủ nghĩa Hitler và chủ nghĩa Stalin.

### Rahel Varnhagen: Cuộc đời một nữ Do Thái(1957)
Arendt hoàn thiện Habilitationsschrift về Rahel Varnhagen khi còn nương náu ở Pháp vào năm 1938; phải tới tận năm 1957, Thư viện East and West ở Anh quốc, một phần của Viện Leo Baeck, mới xuất bản tác phẩm này. Tác phẩm là tiểu sử về một thiếu nữ Do Thái có vai vế trong xã hội châu Âu thế kỷ 19, góp phần tạo nên một bước tiến quan trọng trong sự phân tích lịch sử Do Thái của bà, cũng như về hai chủ đề đồng hóa và giải phóng, và khởi đầu cho quan điểm của bà về cộng đồng Do Thái hải ngoại như là pariah hoặc parvenu. Ngoài ra, nó cũng là công trình đại diện cho sử quan ban sơ của bà. Tác phẩm là lời tri ân với Anne Mendelssohn, người đầu tiên nghiên cứu cuộc đời của Varnhagen. Mối liên kết của Arendt với Varnhagen sẽ còn điểm tô nhiều tác phẩm trong tương lai. Trình thuật của bà về Varnhagen đã ra đời trong hoàn cảnh văn hóa Đức-Do Thái cận kề bên bờ diệt vong. Nó phần nào phản ánh góc nhìn của Arendt về bản thân bà với tư cách là một người phụ nữ Đức-Do Thái đã bị đào thải bởi chính nền văn hóa giáo dưỡng mình và thoát ly vào sự hiện sinh không quốc tịch. Sở dĩ vậy nên bà đã giãi bày những dòng sau ở đầu tác phẩm: "cuốn tiểu sử như áng tự truyện".

### Hoàn cảnh con người(1958)
Trong tác phẩm mà có thể coi là gây ảnh hưởng nhất của bà, Hoàn cảnh con người (1958), Arendt phân biệt giữa các khái niệm chính trị và xã hội, lao động và tạo tác, và vô số các dạng hành động; rồi khám phá những ngầm định ẩn dưới các khác biệt đó. Lý thuyết về hành động chính trị, tương liên với sự tồn tại của một địa hạt công cộng, đã được bà xây dựng một cách tỉ mỉ trong tác phẩm này. Arendt lập luận rằng, dù đúng là cuộc đời con người diễn tiến bên trong xã hội, song cái mặt xã hội của bản tính con người, đời sống chính trị, chỉ mới được hiện thực hóa chủ ý trong một vài xã hội như là không gian cho phép các cá nhân đạt đến tự do. Các phạm trù khái niệm, vốn được đặt làm gạch nối giữa bản thể luận và các cấu trúc xã hội, đã bị phân vùng rõ ràng. Arendt xếp lao động và tạo tác vào địa hạt của xã hội, còn lại xem hoàn cảnh con người của hành động như thể cái thứ vừa sinh tồn và vừa có tính thẩm mỹ. Trong số các hành động của con người, Arendt xác định hai hành động mà bà đánh giá là cốt yếu. Đó là lượng thứ cho những lỗi lầm đã qua (hay tháo gỡ cái quá khứ đã cố định) và hứa hẹn cho những lợi ích tương lai (hay cố định cái tương lai chưa cố định).
Arendt lần đầu tiên giới thiệu khái niệm "natalität" trong Tình yêu và Thánh Augustinus (1929) và phát triển nó trong Hoàn cảnh con người. Ở đây, bà thoát khỏi quan điểm trọng cái chết của Heidegger. Thông điệp tích cực mà Arendt muốn truyền tải đó là một trong những "phép mầu của khởi đầu", sự tiến tới liên tục của cái mới để tạo ra hành động, tức là để thay đổi tình trạng do các hành động trước dẫn đến. "Con người", bà viết "tuy họ ắt phải chết, họ sinh ra không phải để chết, mà là để khởi đầu".
Phép mầu cứu rỗi thế giới, địa hạt của sự vụ con người, từ đống đổ nát "tự nhiên", bình thường của nó, rốt cuộc là sự thật về natalität, trong đó cái năng lực hành động bắt nguồn về mặt bản thể. Nó là, theo cách nói khác, sự khai sinh con người mới và khởi đầu mới, hành động mà họ có khả năng thực hiện với tư cách là kẻ đang được sinh ra.
Natalität về sau trở thành khái niệm trung tâm trong lý thuyết chính trị của Arendt và được Karin Fry coi là khái niệm lạc quan nhất trong các tác phẩm của bà.

### Giữa quá khứ và tương lai(1954-1968)
Giữa quá khứ và tương lai là một tuyển tập tám bài luận được viết giữa năm 1954 và 1968, đề cập đến một loạt các vấn đề triết học khác biệt nhưng có mối liên kết với nhau. Ý tưởng trung tâm của công trình này đó là, con người là loài vật sống giữa quá khứ cố định và tương lai vô định. Con người phải luôn tư duy để tồn tại, nhưng trước hết phải học cách tư duy. Thế nên con người dựa vào truyền thống để tư duy, nhưng nghịch lý thay lại đang dần trút bỏ truyền thống và văn hóa đó. Từ mối bận tâm ấy, Arendt đã nỗ lực kiếm tìm giải pháp nhằm giúp con người tư duy trở lại, vì rằng triết học hiện đại chưa thành công trong việc chỉ dẫn con người sống sao cho đúng.

### Về cách mạng(1963)
Tác phẩm Về cách mạng của Arendt so sánh sự giống và khác nhau giữa hai cuộc cách mạng tiêu biểu của thế kỷ 18, Cách mạng Mỹ và Cách mạng Pháp. Bà chủ trương đi ngược lại góc nhìn truyền thống của những người Marxist và tả khuynh mà cho rằng: Cách mạng Pháp, tuy được nghiên cứu kỹ và thường được tái hiện, là một thảm họa; còn Cách mạng Mỹ là một thành công. Bước ngoặt ở trường hợp Cách mạng Pháp xảy ra khi những nhà lãnh đạo từ bỏ mục đích tự do ban đầu của họ để tập trung vào việc khắc phục sự thống khổ của quần chúng. Ở Hoa Kỳ, các nhà kiến quốc chưa bao giờ phản bội lý tưởng Constitutio Libertatis. Arendt tin rằng tinh thần cách mạng của người Mỹ đã hao kiệt nhưng từ đó đã sinh ra "hệ thống hội đồng" trong vai trò một thiết chế phù hợp để khơi gợi lại cái tinh thần đó.

### Con người trong thời kỳ đen tối(1968)
Tuyển tập Con người trong thời kỳ đen tối của Arendt tổng hợp và trình bày các tiểu sử trí thức của một số nhân vật mẫu mực của thế kỷ thứ 20, trong đó có Walter Benjamin, Karl Jaspers, Rosa Luxemburg, Hermann Broch, Giáo hoàng John XXIII và Isak Dinesen.

### Khủng hoảng của nền Cộng hòa(1972)
Khủng hoảng của nền Cộng hòa là tuyển tập thứ ba của Arendt, bao gồm bốn bài luận khác nhau. Những bài luận liên kết với nhau này bàn về các vấn đề chính trị đương đại của Hoa Kỳ, cũng như những khủng hoảng mà nó đang đối mặt giữa những năm 1960-70. Bài "Dối trá trong Chính trị" tìm kiếm lời giải thích thỏa đáng đằng sau sự lừa gạt của chính phủ Hoa Kỳ về Chiến tranh Việt Nam, như được hé lộ trong Hồ sơ Lầu Năm Góc. Bài "Bất tuân Dân sự" khảo luận về các phong trào phản kháng, còn "Tư tưởng Chính trị và Cách mạng" là một bài bình luận, dưới dạng phỏng vấn về bài luận thứ ba, "Về bạo lực". Trong "Về bạo lực", Arendt chứng minh rằng, bạo lực tiền giả định quyền lực, điều mà bà hiểu như là một tài sản của các bè nhóm. Vì vậy, bà tách khỏi quan niệm chiếm ưu thế về quyền lực như là cái phát sinh từ bạo lực.

#### Đời sống tinh thần(1978)

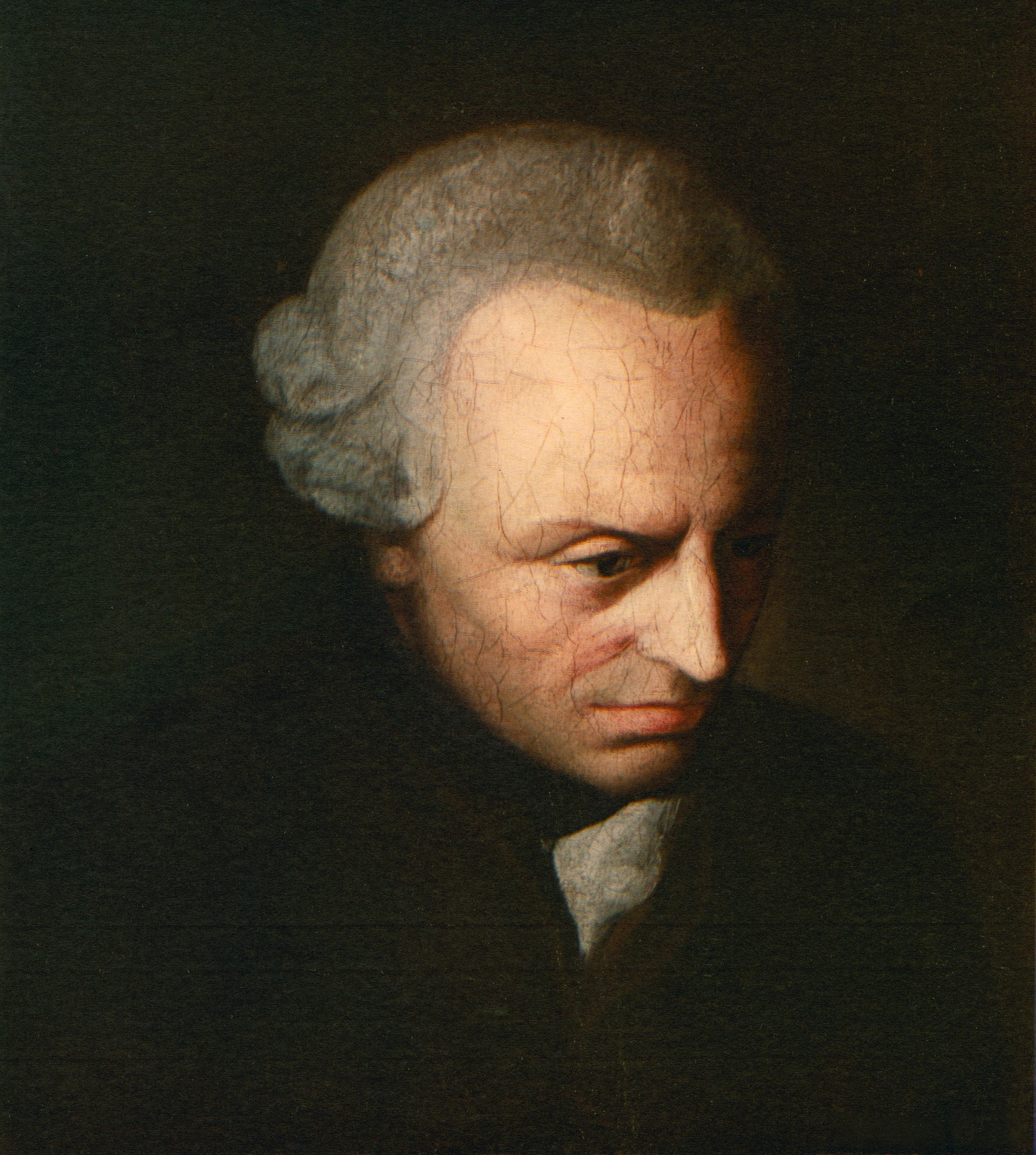
Immanuel Kant

Tác phẩm lớn cuối cùng của Arendt, Đời sống tinh thần, vẫn chưa hoàn thiện tại thời điểm bà đột ngột qua đời vào năm 1975, song nó đánh dấu sự trở lại với triết học đạo đức của bà. Đại cương cuốn sách này được dựa trên bài giảng triết học chính trị ở bậc cao học mà bà từng nghe, có tên là Triết học chính trị, và các bài giảng Gifford ở Scotland. Bà coi công trình này như một bộ ba, mỗi phần dựa trên các hoạt động của tinh thần như tư duy, ý chí, và sự phán xét. Các trước tác gần đây của bà đã đề cập đến hai hoạt động trước rồi, còn ở đây bà đã vượt qua chúng bằng vita activa. Thảo luận của bà về tư duy vốn dựa trên ý tưởng của Socrates về tư duy như một đối thoại cô lập của riêng một cá nhân, với hệ quả là khái niệm lương tâm.

#### Thư từ
Thư từ trao đổi được xuất bản sau khi Arendt mất đã cho hậu thế một góc nhìn sâu sắc về tâm tư thầm kín của bà. Những người bạn thư tín quan trọng của Arendt phải kế đến là Karl Jaspers (1992), Mary McCarthy (1995), Heinrich Blücher (1996), Martin Heidegger (2004), Alfred Kazin (2005), Walter Benjamin (2006), Gershom Scholem (2011) và Günther Stern (2016). Các lá thư Arendt gửi những người bạn nữ như Hilde Fränkel và Anne Mendelsohn Weil cũng đã được xuất bản (xem Các mối quan hệ).

### Arendt và phiên tòa Eichmann (1961–1963)

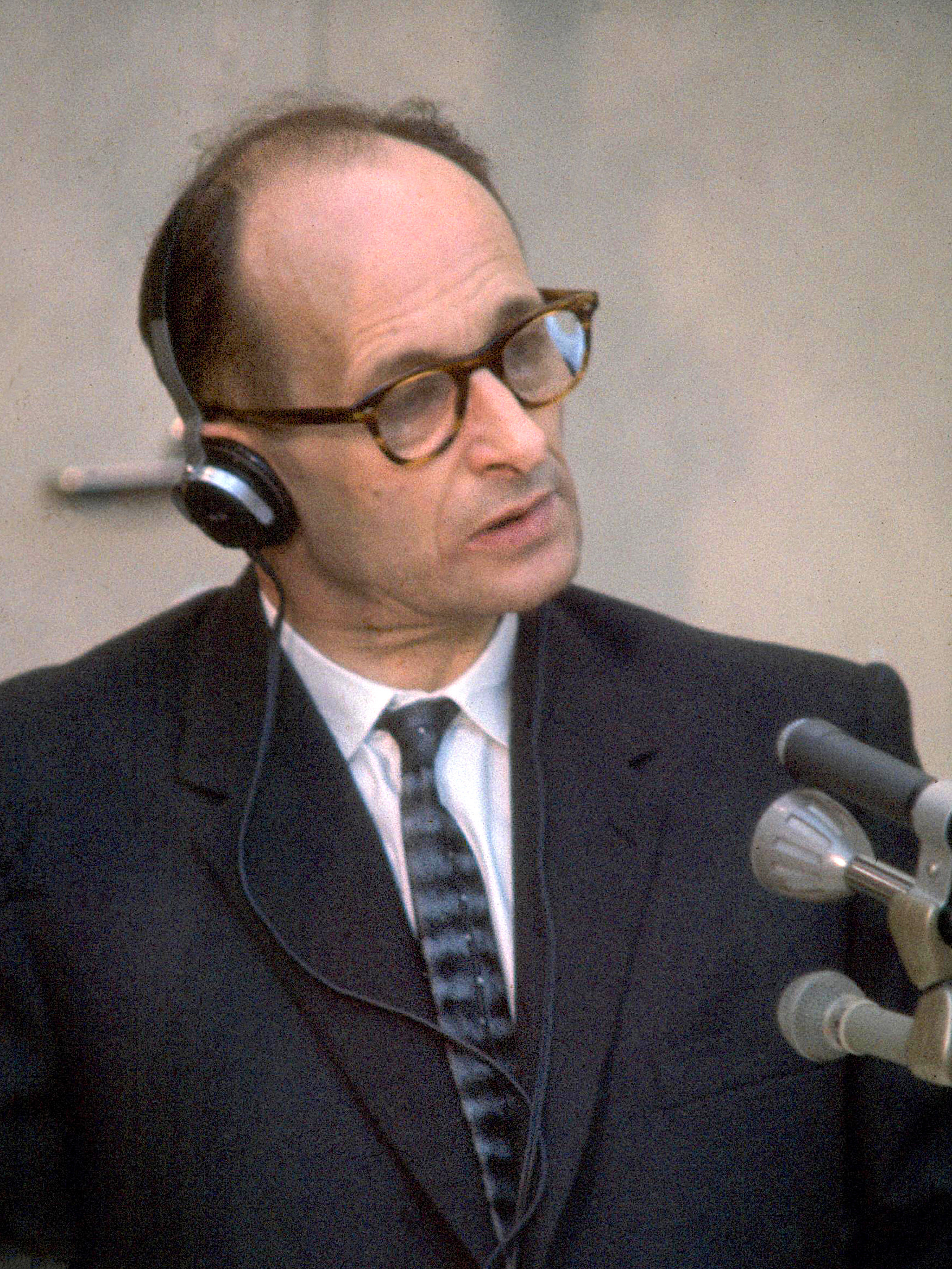
Adolf Eichmann hầu tòa vào năm 1961

Năm 1960, khi hay tin Adolf Eichmann đã bị bắt và sắp bị đưa ra xét xử theo kế hoạch, Arendt đã nhanh chóng liên lạc với tờ The New Yorker và thỉnh nguyện tới Israel để tường thuật trực tiếp phiên tòa mở từ ngày 11 tháng 4 năm 1961. Bà nóng lòng muốn kiểm thử các lý thuyết của mình trong cuốn Các nguồn gốc của chủ nghĩa toàn trị, tranh thủ dịp này để xem công lý sẽ được thực thi như thế nào đối với kiểu cá nhân mà đã đề ra trong tác phẩm. Arendt thừa nhận bản thân vẫn còn hiểu "rất ít về chế độ Quốc xã" và đây là cơ hội để bà chứng kiến tận mắt một tác nhân phục vụ chủ nghĩa toàn trị. Lời đề nghị của Arendt được chấp thuận và bà tới dự 6 tuần của phiên tòa kéo dài 5 tháng cùng em họ người Israel Edna Brocke. Arendt được hoan nghênh như người nổi tiếng khi tới nơi, ngoài ra còn được gặp mặt trực tiếp Chánh án phiên tòa, Moshe Landau, và Ngoại trưởng Israel, Golda Meir.
Arendt chỉ trích cách thức thực hiện phiên tòa của chính quyền Israel, coi đây là một "phiên tòa dàn dựng" với các động cơ thâm kín thay vì chỉ đơn thuần đưa ra các bằng chứng và thực thi công lý. Arendt cũng không đồng tình với cách Israel khắc họa các tội ác của Eichmann như là tội ác chống lại một quốc gia dân tộc nhất định, thay vì chống lại toàn bộ nhân loại. Bà phản đối ý tưởng cho rằng một nhà nước Israel hùng mạnh là điều cần thiết để bảo vệ đồng bào Do Thái khỏi việc bị đặt lại một lần nữa vào thảm cảnh nơi "họ để bản thân bị làm thịt như chiên," gợi nhắc một thành ngữ trong Kinh Thánh. Bà cho rằng bên nguyên cáo, tức Tổng chưởng lý Gideon Hausner, sử dụng lối hùng biện khoa trương nhằm theo đuổi mưu đồ chính trị của Thủ tướng Ben-Gurion. Arendt, người tin rằng mình vẫn có thể tập trung vào các quy luật đạo đức ngay cả khi đương đầu với sự oán hận, dần trở nên nản lòng với Hausner, miêu tả sự phô trương những người sống sót của ông ta là "không có ý nghĩa hiển nhiên nào đối với phiên tòa". Bà quan ngại cụ thể về vấn đề Hausner chỉ hỏi gặng duy nhất một câu "tại sao ông/bà không nổi dậy?" thay vì đặt nghi vấn vai trò của các thủ lĩnh Do Thái. Về điểm này, Arendt lập luận rằng trong những tháng năm Holocaust, một số người bọn họ, "hầu như không có ngoại lệ," đã thông đồng với Eichmann để tiêu diệt chính đồng bào của mình. Những thủ lĩnh này, đơn cử như M. C. Rumkowski, đã chỉ định ra các Hội đồng Do Thái (Judenräte). Bà đã bày tỏ quan ngại của mình đối với vấn đề này trước thời điểm diễn ra phiên tòa.

#### Đón nhận
Sê-ri năm kỳ của Arendt, "Eichmann ở Jerusalem", được đăng trên tờ The New Yorker vào tháng 2 năm 1963, khoảng 9 tháng sau khi Eichmann bị treo cổ vào ngày 31 tháng 5 năm 1962. Tới thời điểm này thì đại chúng đã lãng quên phiên tòa do bị các sự kiện quốc tế khác lấn át. Tuy nhiên, chưa một trình thuật nào khác về Eichmann và Đức Quốc xã lại làm dấy lên nhiều tranh cãi như vậy. Trước thời điểm xuất bản, Arendt được coi là một nhà tư tưởng chính trị nguyên văn nhân văn và sáng giá. Tuy vậy, tiền bối Karl Jaspers đã cảnh cáo bà về hậu quả khôn lường của chuyện này, "Phiên tòa Eichmann sẽ không làm cô hài lòng đâu. Tôi sợ rằng việc này sẽ không suôn sẻ". Ngay sau khi xuất bản, tranh cãi lập tức bùng phát xung quanh mấy vấn đề sau đây: quan điểm của Arendt cho rằng Eichmann chỉ đơn thuần là tuân lệnh cấp trên, sự phê phán của bà đối với vai trò của Israel và miêu tả của bà về đồng bào Do Thái.
Arendt đã rất sốc trước sự đón nhận bất bình của dư luận, viết gửi Karl Jaspers rằng: "Người ta đang tìm tất cả mọi cách nhằm hủy hoại thanh danh tôi... Họ đã dành nhiều tuần đào bới quá khứ của tôi chỉ để tìm ra bất cứ điều gì nhơ bẩn rồi treo nó lên đầu tôi". Bấy giờ bà bị chê trách là một kẻ ngạo mạn, vô tâm và thiếu hiểu biết. Một số cho rằng bà đã bị Eichmann đánh lừa, bị cáo buộc là "mụ Do Thái tự nhục", thậm chí là kẻ thù của nhân dân Israel. Trong giới phê bình có Liên đoàn chống phỉ báng và nhiều hội nhóm Do Thái, tập thể biên tập viên của các nhà xuất bản mà Arendt từng đóng góp, khoa viện tại các trường đại học mà Arendt từng giảng dạy và nhiều người bạn thân cận của bà. Gershom Scholem, một học giả đầu ngành về chủ nghĩa kỳ bí Do Thái, đã cắt đứt liên hệ với Arendt và công bố thư từ giữa hai người mà không có sự đồng thuận của Arendt. Bà cũng bị chỉ trích bởi nhiều nhân vật công chúng Do Thái, những người cáo buộc bà là kẻ máu lạnh, không thông cảm cho các nạn nhân của Holocaust. Những phê phán này đã khiến các tác phẩm của bà không được chuyển ngữ sang tiếng Hebrew cho tới tận những năm 1999.
Mặc dù Arendt phàn nàn rằng bà bị công kích chỉ vì mình nói ra sự thật – "quả là một việc rủi ro, nói ra sự thật mà không cần tới sự thêu dệt mang tính lý thuyết hàn lâm" – dư luận chủ yếu chỉ trích nhắm vào lý thuyết của bà về bản chất loài người, cái ác, và luận điểm cho rằng người bình thường hoàn toàn có thể bị đưa đẩy đến mức phạm phải tội ác tày trời không chỉ vì thù hận hay ý thức hệ mà còn vì tham vọng và sự bất lực đồng cảm. Khó hiểu tương đương là luận điểm cho rằng nạn nhân của tội ác ấy cũng đã tự lừa dối bản thân và là đồng lõa trong sự hủy diệt chính họ. Trước minh họa của Arendt về Eichmann, hình ảnh công chúng của vị này đã được The New York Times nhắc đến như "con quỷ ác nghiệt nhất của nhân loại" và là đại biểu của "tội ác hung bạo, vô tiền khoáng hậu trong lịch sử", "sự tiêu diệt người Do Thái châu Âu".

#### Kein Mensch hat das Recht zu gehorchen
Trong một cuộc phỏng vấn với Joachim Fest vào năm 1964, khi được hỏi về lời bao biện của Eichmann liên quan đến việc vận dụng nghĩa vụ phục tùng của Kant như kim chỉ nam hành động cho cuộc sống, Arendt đáp rằng điều đó thật quá quắt và rằng Eichmann đã lạm dụng lý thuyết của Kant khi chưa cân nhắc đến yếu tố phán đoán cần thiết trong việc đánh giá các hành động của bản thân một người – "Kein Mensch hat bei Kant das Recht zu gehorchen" (Không ai có, theo Kant, quyền phải phục tùng), bà khẳng định. Câu nói ở đây vốn dĩ lấy cảm hứng từ tác phẩm Die Religion innerhalb der Grenzen der bloßen Vernunft (Tôn giáo bên trong làn ranh lý tính trần trụi, 1793) của Kant, trong đó ghi:
Der Satz 'man muß Gott mehr gehorchen, als den Menschen' bedeutet nur, daß, wenn die letzten etwas gebieten, was an sich böse (dem Sittengesetz unmittelbar zuwider) ist, ihnen nicht gehorcht werden darf und soll 

### Danh sách ấn phẩm tuyển chọn

#### Sách
- Arendt, Hannah (1929). Der Liebesbegriff bei Augustin: Versuch einer philosophischen Interpretation [Về khái niệm tình yêu trong tư tưởng của Thánh Augustinô: Thử diễn giải theo góc độ triết học] (PDF) (Luận văn Tiến sĩ, Khoa Triết học, Đại học Heidelberg) (bằng tiếng Đức). Berlin: Springer. Lưu trữ (PDF) bản gốc ngày 22 tháng 9 năm 2015., được tái bản dưới hình thức
  - — (2006). Der Liebesbegriff bei Augustin: Versuch einer philosophischen Interpretation (bằng tiếng Đức). Georg Olms Verlag. ISBN 978-3-487-13262-4. Toàn văn trên Internet Archive
  - Cũng có bản tiếng Anh:
— (1996). Scott, Joanna Vecchiarelli; Stark, Judith Chelius (biên tập). Love and Saint Augustine [Tình yêu và Thánh Augustinô]. Nhà xuất bản Đại học Chicago. ISBN 978-0-226-02596-4. Toàn văn trên Internet Archive
- — (1997) [1938, xuất bản năm 1957]. Weissberg, Liliane (biên tập). Rahel Varnhagen: Lebensgeschichte einer deutschen Jüdin aus der Romantik [Rahel Varnhagen: Cuộc đời một nữ Do Thái] (Luận văn habilitation). Richard và Clara Winston biên dịch. Baltimore: Nhà xuất bản Đại học Johns Hopkins. ISBN 978-0-8018-5587-0. 400 trang. (xem Rahel Varnhagen)
  - Azria, Régine (1987). "Điểm sách Rahel Varnhagen. La vie d'une juive allemande à l'époque du romantisme". Archives de sciences sociales des religions (Review) (bằng tiếng Anh). Quyển 32 số 64.2. tr. 233. ISSN 0335-5985. JSTOR 30129073.
    - Weissberg, Liliane; Elon, Amos (ngày 10 tháng 6 năm 1999). "Hannah Arendt's Integrity" [Tính liêm chính của Hannah Arendt]. The New York Review of Books (Các bức thư xã luận) (bằng tiếng Anh). Truy cập ngày 31 tháng 8 năm 2018.

  - Zohn, Harry (1960). "Review of Rahel Varnhagen. The Life of a Jewess". Jewish Social Studies (Điểm sách). Quyển 22 số 3. tr. 180–81. ISSN 0021-6704. JSTOR 4465809.
- — (1976) [1951, New York: Schocken]. The Origins of Totalitarianism [Elemente und Ursprünge totaler Herrschaft] . Houghton Mifflin Harcourt. ISBN 978-0-547-54315-4., (xem thêm Nguồn gốc chủ nghĩa toàn trị và so sánh Đức Quốc Xã và chủ nghĩa Stalin) Toàn văn (bản 1979) trên Internet Archive
  - Riesman, David (ngày 1 tháng 4 năm 1951). "The Origins of Totalitarianism, by Hannah Arendt" [Nguồn gốc chủ nghĩa toàn trị, bởi Hannah Arendt]. Commentary (Điểm sách) (bằng tiếng Anh). Truy cập ngày 23 tháng 8 năm 2018.
  - Nisbet, Robert (1992). "Arendt on Totalitarianism" [Arendt về chủ nghĩa toàn trị]. The National Interest (Điểm sách) (bằng tiếng Anh). Số 27. tr. 85–91. JSTOR 42896812.
- — (2013) [1958]. The Human Condition [Hoàn cảnh con người] (bằng tiếng Anh) (ấn bản thứ 2). Nhà xuất bản Đại học Chicago. ISBN 978-0-226-92457-1. (xem thêm Hoàn cảnh con người)
- — (1958). Die ungarische Revolution und der totalitäre Imperialismus [Cách mạng Hungary và chủ nghĩa đế quốc toàn trị] (bằng tiếng Đức). München: R. Piper & Co Verlag.
- — (2006) [1961, New York: Viking]. Between Past and Future [Giữa quá khứ và tương lai] (bằng tiếng Anh). Penguin Publishing Group. ISBN 978-1-101-66265-6. (xem thêm Giữa quá khứ và tương lai)
- — (2006b) [1963, New York: Viking]. On Revolution [Về cách mạng] (bằng tiếng Anh). Penguin Publishing Group. ISBN 978-1-101-66264-9. (xem thêm Về cách mạng) Toàn văn trên Internet Archive
- — (2006a) [1963, Viking Press, tái bản 1968]. Eichmann in Jerusalem: A Report on the Banality of Evil [Eichmann ở Jerusalem: Một báo cáo về sự tầm thường của cái ác] (bằng tiếng Anh). Penguin Publishing Group. ISBN 978-1-101-00716-7. Toàn văn: ấn bản 1964 (xem thêm Eichmann ở Jerusalem)
- — (1968). Men in Dark Times [Con người trong thời kỳ đen tối] (bằng tiếng Anh). New York: Harcourt Brace Jovanovich. ISBN 978-0-15-658890-4.
- — (1972). Crises of the Republic: Lying in Politics; Civil Disobedience; On Violence; Thoughts on Politics and Revolution (bằng tiếng Anh). New York: Harcourt Brace Jovanovich. ISBN 978-0-15-623200-5.[as] "Lying in Politics" (PDF).
  - Nott, Kathleen (ngày 1 tháng 8 năm 1972). "Crises of the Republic, by Hannah Arendt" [Khủng hoảng của nền Cộng hòa, bởi Hannah Arendt]. Commentary (Điểm sách). Truy cập ngày 23 tháng 7 năm 2018.

#### Bài viết và bài luận
- —; Stern, Günther (1930). "Rilkes Duineser Elegien". Neue Schweizer Rundschau (bằng tiếng Đức). Quyển 23. tr. 855–871. doi:10.5169/seals-760191. (bản dịch tiếng Anh có trong Arendt & Stern (2007m, tr. 1–23))
- — (12 tháng 4 năm 1930a). "Augustin und Protestantismus" [Augustine và Kháng cách giáo]. Frankfurter Zeitung (bằng tiếng Anh). Số 902. Robert và Rita Kimber biên dịch. tr. 1. (tái bản trong Arendt (2011, tr. 24–27))
- — (1930b). "Philosophie und Soziologie. Anläßlich Karl Mannheims Ideologie und Utopie" [Triết học và xã hội học: Nguồn gốc ý hệ và địa đàng của Karl Mannheims]. Die Gesellschaft (bằng tiếng Đức). Quyển 7 số 1. Robert và Rita Kimber biên dịch. tr. 163–176. (tái bản trong Arendt (2011, tr. 28–43))
- — (1931). "Rezension von: Hans Weil: Die Entstehung des Deutschen Bildungsprinzips" [Về sự giải phóng phụ nữ]. Archiv für Sozialwissenschaft und Sozialpolitik (Điểm sách) (bằng tiếng Anh). Quyển 66. Elisabeh Young-Bruehl biên dịch. tr. 200–05.
- — (1932). "Aufklärung und Judenfrage" [Thời kỳ Khai sáng và Vấn đề Do Thái]. Zeitschrift für die Geschichte der Juden in Deutschland (bằng tiếng Đức). Quyển 4 số 2/3. tr. 65–77. (tái bản trong Arendt-Stern (2009m, tr. 3–18))
- — (1932a). "Rezension über Alice Rühle-Gerstel: Das Frauenproblem in der Gegenwart. Eine psychologische Bilanz". Die Gesellschaft (bằng tiếng Đức). Quyển 10 số 2. tr. 177–179. (tái bản trong Arendt (2011, tr. 66–68))
- — (13–17 tháng 9 năm 1932b). "Adam-Müller-Renaissance?". Kölnische Zeitung (bằng tiếng Đức). Số 501, 510. (bản dịch tiếng Anh có trong Arendt (2007n, tr. 38–45))
- — (tháng 7 năm 1942). "From the Dreyfus Affair to France Today" [Từ Sự vụ Dreyfus tới nước Pháp ngày nay]. Jewish Social Studies (bằng tiếng Anh). Quyển 4 số 3. tr. 195–240. JSTOR 4615201.
- — (ngày 31 tháng 1 năm 1943). "We refugees" (PDF). Menorah Journal. Quyển 31 số 1. tr. 69–77. Bản gốc (PDF) lưu trữ ngày 9 tháng 2 năm 2019. Truy cập ngày 10 tháng 9 năm 2018., tái bản trong Arendt (1978a, tr. 55–67) và Robinson (1996, tr. 110–19)
- — (1944). "The Jew as Pariah: A Hidden Tradition" [Dân Do Thái như là Pariah: Một truyền thống thầm kín]. Jewish Social Studies (bằng tiếng Anh). Quyển 6 số 2. tr. 99–122. JSTOR 4464588. (tái bản trong Arendt (2009n, tr. 275–297)
- — (1958). "Totalitarian Imperialism: Reflections on the Hungarian Revolution" [Chủ nghĩa đế quốc toàn trị: Phản tư về Cách mạng Hungary]. The Journal of Politics (bằng tiếng Anh). Quyển 20 số 1. tr. 5–43. doi:10.2307/2127387. JSTOR 2127387. S2CID 154428972.
- — (Mùa đông 1959). "Reflections on Little Rock" [Phản tư về vụ Little Rock] (PDF). Dissent (bằng tiếng Anh). Quyển 6 số 6. tr. 45–56. Bản gốc (PDF) lưu trữ ngày 8 tháng 9 năm 2017. Truy cập ngày 3 tháng 8 năm 2018.
- — (Mùa xuân 1959). "A reply to critics" [Đối đáp những lời chỉ trích]. Dissent (bằng tiếng Anh). Quyển 6 số 7. tr. 179–81. Truy cập ngày 3 tháng 8 năm 2018.
- — (tháng 2–3 năm 1963). "Eichmann in Jerusalem. 5 parts". The New Yorker (bằng tiếng Anh). Bản gốc lưu trữ ngày 11 tháng 8 năm 2018. Truy cập ngày 11 tháng 8 năm 2018.
- — (ngày 21 tháng 10 năm 1971). "Martin Heidegger at Eighty" [Martin Heidegger 80 tuổi]. New York Review of Books (bằng tiếng Anh). Albert Hofstadter biên dịch. tr. 51.

#### Thư từ
- Arendt, Hannah; Jaspers, Karl (1992). Köhler, Lotte; Saner, Hans (biên tập). Hannah Correspondence, 1926–1969 [Quan hệ thư từ của Hannah, 1926–1969] (bằng tiếng Anh). Robert và Rita Kimber biên dịch. New York: Harcourt Brace Jovanovich. ISBN 978-0-15-107887-5.
- Arendt, Hannah; Kazin, Alfred (tháng 2 năm 2005). Mahrdt, Helgard (biên tập). "The correspondence between Hannah Arendt and Alfred Kazin" [Trao đổi thư từ giữa Hannah Arendt và Alfred Kazin]. Samtiden. Số 1. tr. 107–54.
- Arendt, Hannah; McCarthy, Mary (1995). Brightman, Carol (biên tập). Between friends: the correspondence of Hannah Arendt and Mary McCarthy, 1949–1975 [Giữa những người bạn: Trao đổi từ giữa Hannah Arendt và Mary McCarthy, 1949–1975] (bằng tiếng Anh). Harcourt Brace. ISBN 978-0-15-100112-5.
- Arendt, Hannah; Blücher, Heinrich (2000) [1996]. Kohler, Lotte (biên tập). Within Four Walls: The Correspondence Between Hannah Arendt and Heinrich Blücher, 1936–1968 [Bên trong bốn bức tường: Quan hệ thư từ giữa Hannah Arendt và Heinrich Blücher, 1936–1968] (bằng tiếng Anh). Peter Constantine biên dịch. Harcourt. ISBN 978-0-15-100303-7.
- Arendt, Hannah; Heidegger, Martin (2004) [1999 Klostermann]. Ludz, Ursula (biên tập). Briefe 1925 bis 1975 und andere Zeugnisse [Thư tín, 1925–1975] (bằng tiếng Đức). Andrew Shields biên dịch. New York: Harcourt. ISBN 978-0-15-100525-3.
  - Heidegger, Martin (ngày 24 tháng 4 năm 1925). "This Day in Letters: Letter to Hannah Arendt" [Ngày này trong các lá thư: Bức thư gửi Hannah Arendt]. The American Reader.
  - Lilla, Mark (ngày 18 tháng 11 năm 1999). "Ménage à Trois". The New York Review of Books (Bình luận).
  - Brightman, Carol (ngày 20 tháng 5 năm 2004). "The Metaphysical Couple" [Cặp đôi siêu hình học]. The Nation (Bình luận). Bản gốc lưu trữ ngày 3 tháng 4 năm 2019. Truy cập ngày 17 tháng 12 năm 2018.
- Arendt, Hannah; Benjamin, Walter (2006). Schöttker, Detlev; Wizisla, Erdmut (biên tập). Arendt und Benjamin: Texte, Briefe, Dokumente (bằng tiếng Đức). Suhrkamp. ISBN 978-3-518-29395-9.
- Arendt, Hannah; Anders, Günther (2016). Putz, Kerstin (biên tập). Schreib doch mal 'hard facts' über dich: Briefe 1939 bis 1975 (bằng tiếng Đức). C.H.Beck. ISBN 978-3-406-69911-5. (các trích đoạn)
  - Magenau, Jörg (ngày 9 tháng 10 năm 2016). "Die Geschiedenen: Die Frage ist, wie man überlebt: Der Briefwechsel zwischen Hannah Arendt und Günther Anders". Süddeutsche Zeitung (Bình luận) (bằng tiếng Đức). Truy cập ngày 12 tháng 9 năm 2018.
- Arendt, Hannah (2017). Ludz, Ursula; Nordmann, Ingeborg (biên tập). Wie ich einmal ohne Dich leben soll, mag ich mir nicht vorstellen: Briefwechsel mit den Freundinnen Charlotte Beradt, Rose Feitelson, Hilde Fränkel, Anne Weil-Mendelsohn und Helen Wolff (bằng tiếng Đức). Piper ebooks. ISBN 978-3-492-97837-8.
- Arendt, Hannah; Scholem, Gershom (2017) [2011]. Knott, Marie Louise (biên tập). The Correspondence of Hannah Arendt and Gershom Scholem [Trao đổi thư từ giữa Hannah Arendt và Gershom Scholem] (bằng tiếng Anh). Anthony David biên dịch. Nhà xuất bản Đại học Chicago. ISBN 978-0-226-92451-9.
  - Aschheim, Steven E. (Mùa đông 2011). "Between New York and Jerusalem" [Giữa New York và Jerusalem]. Jewish Review of Books (Bình luận) (bằng tiếng Anh).

#### Di cảo
- Arendt, Hannah (1981) [1978]. McCarthy, Mary (biên tập). The Life of the Mind: The Groundbreaking Investigation on How We Think [Đời sống tinh tần: Cuộc thẩm tra đột phá về việc ta suy nghĩ như thế nào] (bằng tiếng Anh). New York: Harcourt Brace Jovanovich. ISBN 978-0-15-651992-2. Văn bản trực tuyến tại Pensar el Espacio Público
  - Mckenna, George (tháng 11 năm 1978). "The Life of the Mind" [Đời sống tinh thần]. The Journal of Politics (Bình luận) (bằng tiếng Anh). Quyển 40 số 4. tr. 1086–88. doi:10.2307/2129914. JSTOR 2129914.
- — (1978). Feldman, Ron H (biên tập). The Jew as Pariah: Jewish Identity and Politics in the Modern Age [Dân Do Thái như là Pariah: Bản sắc và Chính trị Do Thái trong thời hiện đại] (bằng tiếng Anh). Grove Press. ISBN 978-0-394-17042-8.
  - — (1978a) [1943]. We refugees (PDF). Bản gốc (PDF) lưu trữ ngày 9 tháng 2 năm 2019. Truy cập ngày 10 tháng 9 năm 2018.
  - Botstein, Leon (1983). "The Jew as Pariah: Hannah Arendt's Political Philosophy" [Dân Do Thái như là Pariah: Triết học chính trị của Hannah Arendt]. Dialectical Anthropology (Review). Quyển 8 số 1/2. tr. 47–73. doi:10.1007/bf00249042. JSTOR 29790091. S2CID 169475999.
  - Dannhauser, Werner J. (ngày 1 tháng 1 năm 1979). "The Jew as Pariah, by Hannah Arendt, edited by Ron H. Feldman" [Dân Do Thái như là Pariah, bởi Hannah Arendt, biên tập bởi Ron H. Feldman]. Commentary (Điểm sách).
- — (1992) [1982]. Beiner, Ronald (biên tập). Lectures on Kant's Political Philosophy [Các bài giảng về triết học chính trị của Kant]. Nhà xuất bản Đại học Chicago. ISBN 978-0-226-23178-5. Văn bản trực tuyến; văn bản trên Internet Archive
- — (2002a). Ludz, Ursula; Nordmann, Ingeborg (biên tập). Denktagebuch: 1950 bis 1973 (bằng tiếng Đức). Quyển 1. Piper. ISBN 978-3-492-04429-5.
- — (2002b). Ludz, Ursula; Nordmann, Ingeborg (biên tập). Denktagebuch: 1950 bis 1973 (bằng tiếng Đức). Quyển 2. Piper. ISBN 978-3-492-04429-5.
- — (tháng 1 năm 2000). Baehr, Peter (biên tập). The Portable Hannah Arendt [Hannah Arendt bỏ túi]. Penguin Books. ISBN 978-0-14-026974-1. Toàn văn trên Internet Archive
- — (2011) [1994 Harcourt Brace & Company]. Kohn, Jerome (biên tập). Essays in Understanding, 1930–1954: Formation, Exile, and Totalitarianism [Các bài luận về sự thấu hiểu, 1930–1954: Sự hình thành, lưu vong, và chủ nghĩa toàn trị]. Knopf Doubleday Publishing Group. ISBN 978-0-307-78703-3.
  - —; Gaus, Günter [bằng tiếng Đức] (2011a) [ngày 28 tháng 10 năm 1964]. Was bleibt? Es bleibt die Muttersprache. Günter Gaus im Gespräch mit Hannah Arendt ["Còn đọng lại gì? Ngôn ngữ còn đọng lại": Một phỏng vấn với Günter Gaus]. Joan Stambaugh biên dịch. tr. 1–23.
    - "Was bleibt? Es bleibt die Muttersprache". rbb fernsehen (bằng tiếng Đức). Rundfunk Berlin-Brandenburg. ngày 28 tháng 10 năm 1964. (bản sao chép tiếng Đức gốc)

  - Teichman, Jenny (tháng 4 năm 1994). "Understanding Arendt". The New Criterion (Bình luận).
- — (2005). Ludz, Ursula (biên tập). Ich will verstehen: Selbstauskünfte zu Leben und Werk; mit einer vollständigen Bibliographie (bằng tiếng Đức). Piper. ISBN 978-3-492-24591-3.
  - —; Stern, Günther (2007m) [1930]. "Rilkes Duineser Elegien". Susannah Young-ah Gottlieb biên dịch. tr. 1–23.
  - — (2007n) [1932]. "Adam-Müller-Renaissance?". tr. 38–45.
- — (2009b) [2003, Schocken]. Kohn, Jerome (biên tập). Responsibility and Judgment. Knopf Doubleday Publishing Group. ISBN 978-0-307-54405-6.
  - — (1964), Personal responsibility under dictatorship (PDF), tr. 17–48, lưu trữ (PDF) bản gốc ngày 23 tháng 8 năm 2018
- — (2009a) [2007 Schocken Books]. Kohn, Jerome; Feldman, Ron H (biên tập). The Jewish Writings. Knopf Doubleday Publishing Group. ISBN 978-0-307-49628-7. tại Pensar el Espacio Público
  - — (2009m) [1932]. The Enlightenment and the Jewish Question. John E. Woods biên dịch. tr. 3–18.
  - — (2009n) [1944]. The Jew as Pariah: A Hidden Tradition. tr. 275–297.
  - Butler, Judith (ngày 10 tháng 5 năm 2007). "'I merely belong to them': The Jewish Writings by Hannah Arendt, edited by Jerome Kohn and Ron Feldman 2007". London Review of Books (Review). Quyển 29 số 9. tr. 26–28. ISSN 0260-9592. Truy cập ngày 14 tháng 8 năm 2018.
- — (2018). Kohn, Jerome (biên tập). Thinking Without a Banister: Essays in Understanding, 1953–1975. Knopf Doubleday Publishing Group. ISBN 978-1-101-87030-3.

#### Sưu tập
- "The Hannah Arendt Papers". Library of Congress. 2001. Truy cập ngày 14 tháng 8 năm 2018.
- "Hannah Arendt-Archiv" (bằng tiếng Đức). Institut für Philosophie: Carl von Ossietzky Universität Oldenburg. 2018. Truy cập ngày 27 tháng 8 năm 2018.
- "Hannah Arendt (publications)". Internet Archive. Truy cập ngày 13 tháng 10 năm 2018.

#### Tản mạn
- Arendt, Hannah (2007b). Fischer-Defoy, Christine (biên tập). Hannah Arendt: das private Adressbuch 1951–1975 (bằng tiếng Đức). Koehler & Amelang. ISBN 978-3-7338-0357-5.
  - Ludz, Ursula (ngày 30 tháng 4 năm 2008). "Gut gestaltet, unterhaltsam, aber nicht zuverlässig – das kürzlich erschienene Arendt-Adressbuch". HannahArendt.net (Review) (bằng tiếng Đức). Quyển 4 số 1. doi:10.57773/hanet.v4i1.143. Truy cập ngày 26 tháng 8 năm 2018.
  - —; Fest, Joachim (ngày 9 tháng 11 năm 1964). "Eichmann war von empörender Dummheit: Hannah Arendt im Gespräch mit Joachim Fest" [Eichmann was outrageously stupid: Hannah Arendt in conversation with Joachim Fest]. HannahArendt.net (bằng tiếng Đức và Anh). Quyển 3 số 1. Andrew Brown biên dịch. Germany: SWR TV. doi:10.57773/hanet.v3i1.114. (Original video) Lưu trữ ngày 15 tháng 2 năm 2020 tại Wayback Machine
- — (ngày 17 tháng 4 năm 1975). "Sonning Prize acceptance speech". Miscellaneous Material. Copenhagen. Truy cập ngày 25 tháng 10 năm 2018., reprinted as the Prologue in Arendt (2009b, tr. 3–16)
- — (15 February – 10 March 1950). "Jewish Cultural Reconstruction Field Reports, 1948–1951, No. 18". Key Documents of German-Jewish History. Hamburg: Institut für die Geschichte der deutschen Juden (IGdJ), Deutsche Forschungsgemeinschaft (DFG). doi:10.23691/jgo:source-126.en.v1. Truy cập ngày 7 tháng 3 năm 2019.

## Quan điểm
Vào năm 1961, trong quá trình tác nghiệp tại phiên tòa xét xử Adolf Eichmann ở Jerusalem, Arendt đã viết một bức thư gửi Karl Jaspers mà Adam Kirsch cho rằng thể hiện "quan điểm phân biệt chủng tộc thuần túy" đối với người Do Thái Sephardi xứ Trung Đông và người Do Thái Ashkenazi xứ Đông Âu. Bà viết:
May mắn thay, ba thẩm phán của Eichmann đều gốc Đức, quả thực là những người tài giỏi của dân Do Thái Đức. [Tổng Chưởng lý Gideon] Hausner là một người Do Thái Galicia đúng hiệu, vẫn chất Châu Âu, không dễ động lòng... nhàm chán... liên tiếp phạm sai lầm. Chắc là kiểu mù ngoại ngữ. Tất cả chuyện này đã bị dàn xếp bởi một lực lượng cảnh sát khiến tôi thấy rợn người, chỉ nói tiếng Hebrew, và trông giống Ả Rập. Có một số tuýp tàn nhẫn thẳng thừng trong đó. Chúng sẽ tuân theo bất cứ một mệnh lệnh nào. Và bên ngoài mấy cánh cửa là đám Đông phương, một tên có vẻ tới từ Istanbul hoặc một quốc gia nửa Á nào đó.
Tuy Arendt là người theo chủ nghĩa phục quốc Do Thái (Zion) trong và sau Thế chiến II, bà phân trần rằng bản thân bà ủng hộ việc tạo lập một nhà nước liên bang Do Thái và Ả Rập ở Lãnh thổ ủy trị Palestine thuộc Anh (nay là Israel và các lãnh thổ Palestine), thay vì một nhà nước Do Thái thuần túy. Bà tin đây là cách giải quyết vấn đề phi nhà nước của nhân dân Do Thái và còn tránh được cái vực thẳm của chủ nghĩa dân tộc. Tuy nhiên, sau này Hannah Arendt lại thể hiện sự ghẻ lạnh chủ nghĩa Zion chính thống với bài viết 'Der Zionismus aus heutiger Sicht' (Suy ngẫm lại chủ nghĩa Zion) trong đó phê phán sự xa rời lý tưởng của phong trào Zion sau Đại hội Do Thái tại Thành phố Atlantic tháng 11 năm 1944, qua đó khẳng định sự thượng phong của ý thức hệ thế tục của các phần tử Zionist cực đoan nhất.

### Cáo buộc phân biệt chủng tộc
Arendt bị cáo buộc là thể hiện tư tưởng phân biệt chủng tộc trong các báo cáo của mình về phiên toà Eichmann. Trong một bài luận năm 1958 đăng trên tạp chí Dissent với đề mục Reflections on Little Rock, Arendt đã phản đối chính sách hội nhập học sinh da đen vào hệ thống giáo dục theo sau Khủng hoảng Little Rock ở Arkansas vào năm 1957. Theo giải thích ở phần dẫn, tạp chí đã không muốn đăng bài của Arendt trong một khoảng thời gian dài vì nó xa rời các giá trị tự do của nhà xuất bản. Tuy vậy, nó rốt cuộc vẫn được đăng kèm với các lời phê bình. Về sau, tờ The New Yorker cũng lưỡng lự trước việc xuất bản các bài báo về Eichmann. Arendt bị chỉ trích kịch liệt đến nỗi, bà đã buộc phải phân trần bản thân trong ấn bản tiếp nối. Tranh cãi xung quanh bài luận này tới nay vẫn chưa ngớt. William Simmons dành trọn cả một phần trong bài luận nhân quyền năm 2011 của mình (Human Rights Law and the Marginalized Other) để phê phán lập trường của Arendt, cụ thể hơn là về vụ Little Rock. Trong khi một số nhà phê bình cho rằng Arendt đơn thuần là có thiên kiến phân biệt chủng tộc, những người bênh vực cho rằng lập trường của Arendt ủng hộ phúc lợi của lứa trẻ, quan điểm mà bà bám trụ cho đến cuối đời. Bà cảm thấy rằng trẻ con da trắng lúc ấy đang bị ném vào một "khu rừng" chủng tộc để phục vụ một chiến lược chính trị vĩ mô về sự hội nhập cưỡng bức.
Tuy dần dần có thừa nhận một số chỉ trích về phần mình, viện dẫn tư cách là người ngoại quốc, Arendt vẫn kiên định rằng trẻ con không nên bị bắt đưa lên tiền tuyến của xung đột địa chính trị.

### Về chủ nghĩa nữ quyền
Tuy thường được các nhà nữ quyền tôn vinh như là người phụ nữ tiên phong trong thế giới thống trị bởi đàn ông thời buổi ấy, Arendt chưa từng coi mình là một nhà nữ quyền, theo đó bà cứng nhắc phản đối các chiều kích xã hội của phong trào giải phóng phụ nữ, kêu gọi tinh thần độc lập nhưng phải luôn ghi nhớ Vive la petite différence! Vinh dự khi trở thành nữ Giáo sư đầu tiên của Đại học Princeton vào năm 1953, hình ảnh của Arendt đã trở nên rất đình đám trên các phương tiện truyền thông, song bà không muốn bị coi là nhân vật xuất chúng, một phụ nữ (một "phụ nữ xuất chúng") hay một người Do Thái, nhấn mạnh rằng "Tôi chưa bao giờ cảm thấy bất tiện khi là một giáo sư nữ, bởi vì tôi đã quen với việc mình là một người phụ nữ rồi." Năm 1972, trong một cuộc đàm thoại về phong trào giải phóng phụ nữ, bà đã phát biểu rằng: "Câu hỏi thực sự mà ta nên hỏi đó là, ta sẽ mất những gì nếu thắng?".

### Phê phán nhân quyền
Trong Các nguồn gốc của chủ nghĩa toàn trị, Hannah Arendt dành hẳn một chương dài (The Decline of the Nation-State and the End of the Rights of Man) để phân tích phản biện về nhân quyền, về sau được mệnh danh là "bài luận về tị nạn được đọc rộng rãi nhất từng được xuất bản". Arendt nhìn chung không hoài nghi về quan điểm quyền chính trị, mà tập trung chủ yếu vào việc bảo vệ khái niệm quyền dân tộc hay dân sự. Nhân quyền hay Quyền con người là phổ quát, không ai có thể xâm phạm, hiện hữu với lý do đơn thuần vì ta là con người. Trái lại, quyền dân sự hiện hữu vì nó là thuộc tính của một cộng đồng chính trị, cụ thể là thuộc tính của từng công dân của cộng đồng đó. Chỉ trích chính của Arendt đó là, nhân quyền bất hiệu lực và hão huyền vì việc thi hành nó mâu thuẫn với chủ quyền quốc gia. Bà lập luận rằng, vì không tồn tại chính thể nào có thẩm quyền đứng trên quốc gia có chủ quyền, vậy nên các chính phủ có rất ít lý do để tôn trọng nhân quyền khi những chính sách kiểu vậy đi ngược lại lợi ích quốc gia. Điều này có thể được thấy rõ khi ta khảo sát cách mà các chính phủ đối xử với những người tị nạn phi quốc tịch; vì người tị nạn không được nhà nước nào đảm bảo quyền dân sự, họ chỉ có thể dựa dẫm vào nhân quyền. Theo đó, Arendt đã vận dụng vấn đề tị nạn như một trường hợp kiểm thử để phân tích quyền con người độc lập khỏi quyền dân sự.
Phân tích của Arendt chịu sự ảnh hưởng từ các làn sóng khủng hoảng tị nạn nửa đầu thế kỷ thứ 20, cũng như từ trải nghiệm của bản thân bà khi chạy trốn khỏi Đức Quốc xã. Bà cho rằng, khi các chính phủ nhà nước bắt đầu đặt nặng bản sắc quốc gia như một điều kiện tiên quyết để công nhận tư cách pháp lý đầy đủ của công dân, thì số lượng người ngoại quốc thiểu số sở tại sẽ tăng thuận theo số người không quốc tịch và không được nhà nước nào công nhận cơ sở pháp lý. Hai biện pháp cho vấn đề người tị nạn, hoặc buộc hồi hương hoặc cho nhập tịch, đều không có khả năng hóa giải cơn khủng hoảng. Arendt cho rằng chính sách hồi hương thất bại bởi vì không một chính phủ nào bằng lòng chấp nhận những người tị nạn. Khi người tị nạn bị ép phải di chuyển đi nước khác, những luồng di cư kiểu vậy lại thường bị coi là bất hợp pháp bởi những nước tiếp nhận, thế nên biện pháp này thất bại trong mục tiêu thay đổi tình trạng hiện thời của những người đó. Các nỗ lực nhằm nhập tịch và đồng hóa người tị nạn cũng đem lại rất ít thành quả; chủ yếu do chính phủ quốc gia và phần đông dân chúng kháng cự lại những chính sách như vậy vì cả hai đều coi người tị nạn là mối hiểm họa đối với bản sắc quốc gia của mình. Sự kháng cự đối với nhập tịch cũng bắt nguồn từ chính những người tị nạn, vì họ không muốn bị đồng hóa và bám giữ bản sắc dân tộc của mình. Arendt cho rằng chính sách nhập tịch và chương trình tị nạn chính trị không thể nào quản lý được một lượng lớn người tị nạn. Thay vì chấp nhận tư cách pháp lý của một số người tị nạn, nhà nước đôi khi phản ứng bằng cách tước quốc tịch của công dân thiểu số có chung mối liên hệ về mặt quốc gia hoặc sắc tộc với những người tị nạn phi quốc tịch đó.
Arendt cho rằng sự ngược đãi nhất quán đối với người tị nạn, ví dụ như bắt ép họ vào các trại tập trung, là bằng chứng phủ nhận sự tồn tại của nhân quyền. Nếu nhân quyền được xem xét nghiêm túc như là một thứ phổ quát và không thể bị xâm phạm, thì nó đáng ra là hoàn toàn có thể được thực hiện trong khuôn khổ của một nhà nước tự do hiện đại. Bà kết luận: "Quyền con người, đáng lẽ không thể bị xâm phạm, nhưng thực tế đã chứng minh là không thể thi hành – ngay cả ở những nước có hiến pháp dựa trên nó – cứ khi nào có người xuất hiện mà không thuộc về nhà nước chủ quyền nào". Arendt cho rằng nhân quyền không thể được thực hiện vì nó đối nghịch với ít nhất một trong những đặc điểm của nhà nước tự do — chủ quyền quốc gia.

## Trong văn hóa đại chúng
Nhiều nhà viết tiểu sử về sau đã rất quan tâm đến mối quan hệ giữa Hannah Arendt và Martin Heidegger. Năm 1999, triết gia nữ quyền người Pháp Catherine Clément đã viết một cuốn tiểu thuyết mang nhan đề Martin and Hannah, suy đoán về mối tình tay ba giữa Heidegger và hai người đàn bà trong đời ông, Arendt và Elfriede Petri. Tuy nhiên, cuốn tiểu thuyết cũng là một tác phẩm nghiêm túc về triết học, tập trung khai thác cuộc hội ngộ cuối cùng của Arendt và Heidegger tại Freiburg vào năm 1975. Cảnh tương phùng trong tác phẩm dựa phần lớn vào miêu tả của Elisabeth Young-Brueh trong cuốn Hannah Arendt: For Love of the World (1982), lồng ghép những khoảng khắc tuổi thơ của Heidegger và vai trò của ông trong việc khuyến khích tình cảm giữa hai người phụ nữ. Cuốn tiểu thuyết cũng khám phá mối quan hệ của Heidegger với chủ nghĩa Quốc xã rồi suy rộng ra với nước Đức và, theo lý giải của Arendt về Eichmann, mối quan hệ trắc trở giữa tội lỗi tập thể và trách nhiệm cá nhân. Ngoài ra, Clément cũng bao gồm người thầy và người bạn thư tín Karl Jaspers của Hannah vào trong ma trận tình cảm ấy.
Năm 2012, bộ phim điện ảnh Đức Hannah Arendt của đạo diễn Margarethe von Trotta ra mắt công chúng. Với Barbara Sukowa trong vai Arendt, bộ phim khai thác cuộc tranh cãi xoay quanh bài báo và cuốn sách viết về phiên tòa Eichmann của Arendt, theo đó bà đã bị hiểu lầm là lập luận để bao biện cho Eichmann và đổ lỗi cho các thủ lĩnh Do Thái về Holocaust. Năm 2015, Ada Ushpiz sản xuất bộ phim tài liệu Hannah Arendt, Vita Activa: The Spirit of Hannah Arendt. Ngoài ra, bà cũng xuất hiện trong sê-ri truyền hình 2023 Transatlantic.

## Di sản

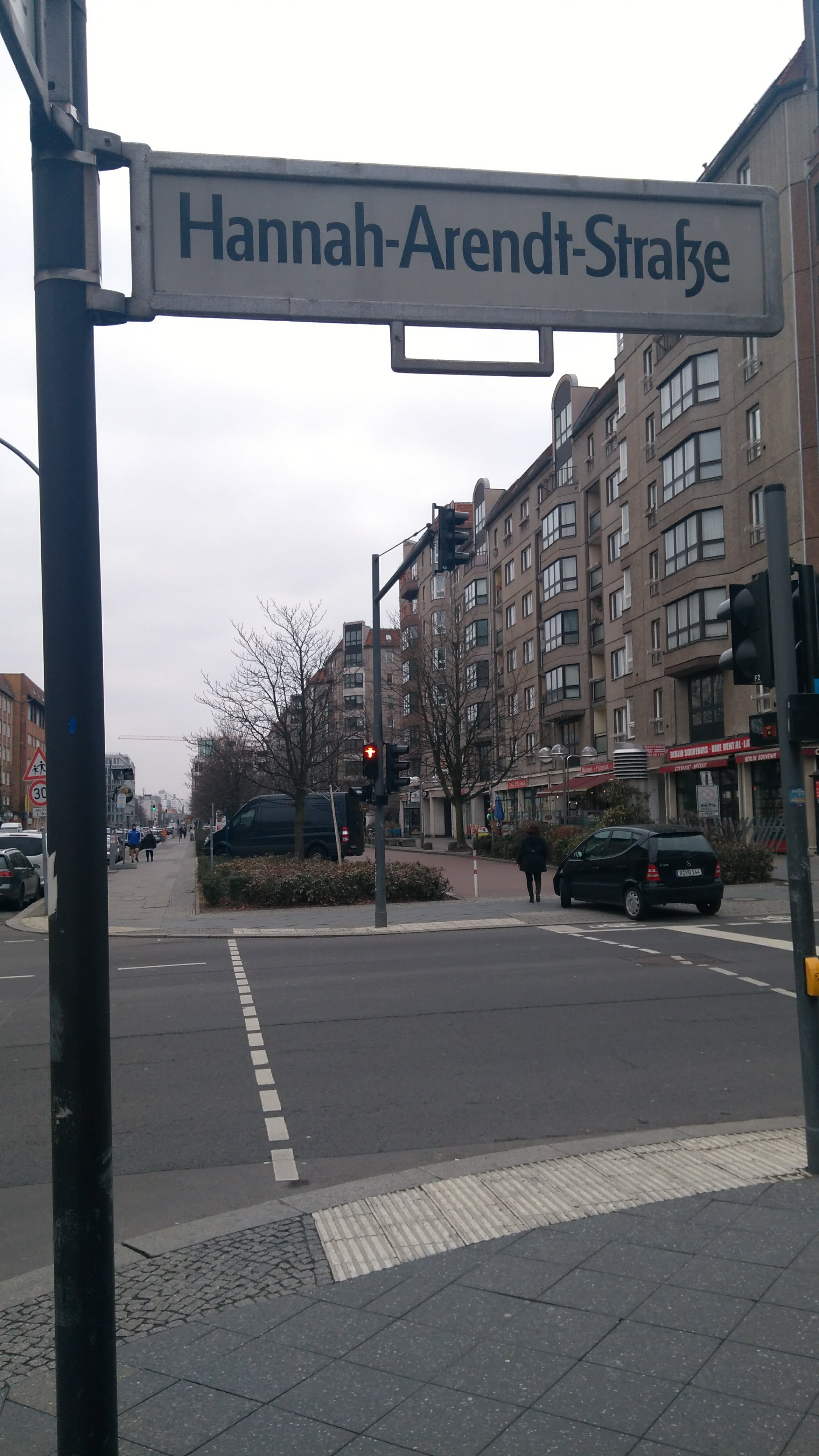
Hannah-Arendt-Straße tại Berlin

Hannah Arendt được coi là một trong những nhà lý luận chính trị cực kỳ có sức ảnh hưởng của thế kỷ thứ 20. Năm 1998, Walter Laqueur khẳng định "không một triết gia hoặc nhà tư tưởng chính trị nào của thế kỷ thứ 20 lại có dư âm rộng khắp vào thời điểm hiện tại [như Arendt]", trong vai trò triết gia, sử gia, nhà xã hội học kiêm ký giả. Di sản của Arendt đã được tôn vinh như một tôn giáo (cult). Trong bài bình luận năm 2016 về một bộ phim tài liệu khắc họa Arendt, ký giả A. O. Scott đã khen ngợi "trình độ và sự chính xác vô song" của Arendt trong vai trò một nhà tư tưởng, mặc dù bà chỉ được biết đến chủ yếu thông qua chùm bài Eichmann ở Jerusalem đăng trên báo The New Yorker bên cạnh câu nói nổi tiếng "sự tầm thường của cái ác".
Arendt tránh né sự công khai, chưa bao giờ ngờ rằng, như bà đã từng nói với Karl Jaspers vào năm 1951, mình sẽ có ngày được làm "người mẫu trang bìa" xuất hiện ở các sạp báo. Ở Đức hiện có nhiều tour viếng thăm các địa điểm từng gắn bó với cuộc đời của Arendt.
Ngành nghiên cứu về cuộc đời, các tác phẩm và triết thuyết chính trị của Hannah Arendt được gọi là "Arendtian". Trong di chúc, bà chỉ định Hannah Arendt Bluecher Literary Trust là chủ thể giám hộ các bản thảo và ảnh của mình. Bộ sưu tập sách trong thư viện tư của bà được ký gửi tại Thư viện Stevenson thuộc Cao đẳng Bard vào năm 1976, bao gồm 4.000 cuốn sách, ephemera, và pamfơlê, được thu thập từ căn hộ cuối cùng của Arendt cũng như từ bàn làm việc của bà tại Nhà McCarthy. Cao đẳng Bard đã bắt đầu công tác số hóa bộ sưu tập và ngày nay độc giả có thể truy cập chúng thông qua The Hannah Arendt Collection. Hầu hết các bài viết của bà được ký gửi tại Thư viện Quốc hội Hoa Kỳ, trong khi các bức thư trao đổi giữa bà và những người tiền bối Đức như Heidegger, Blumenfeld và Jaspers, được ký gửi tại Deutsches Literaturarchiv ở Marbach. Thư viện Quốc hội Hoa Kỳ đã liệt kê hơn 50 cuốn sách viết về Arendt vào năm 1998, và con số đó đang ngày càng tăng, giống như con số các bài báo học thuật về bà, được ước tính ở mức 1.000 vào thời điểm đó.

### Mối quan tâm đương đại

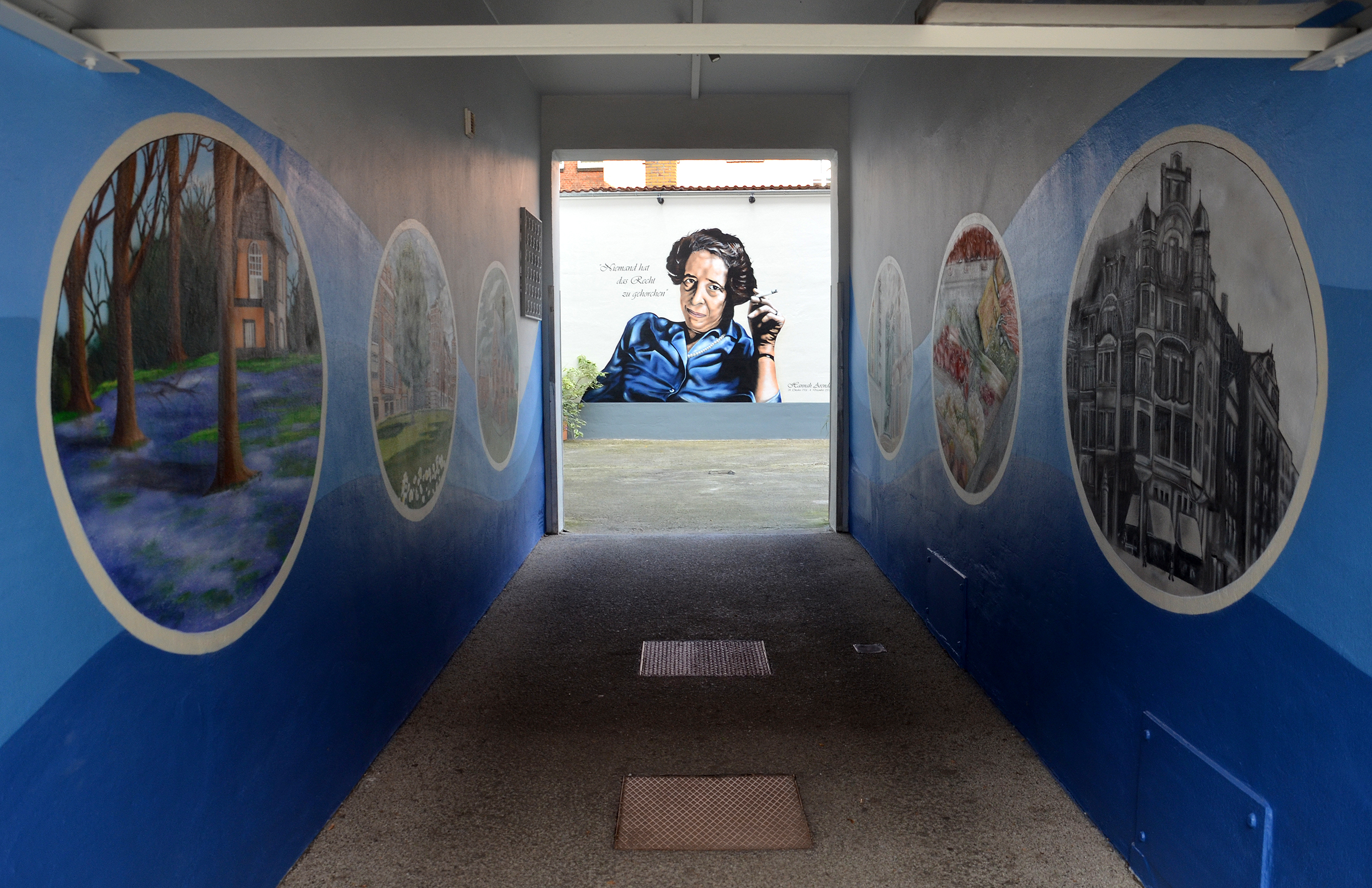
Sân trong nhà của Arendt tại Linden-Mitte

Sự trỗi dậy của chủ nghĩa bản địa bài ngoại, tiêu biểu như chiến thắng của Donald Trump trong cuộc bầu cử Tổng thống Hoa Kỳ, và các mối lo ngại về sự thịnh hành của các chính phủ chuyên chế đã khơi gợi mối quan tâm của công chúng đối với Arendt và các tác phẩm của bà. Lấy cảm hứng từ đó, Michiko Kakutani đã chỉ ra khái niệm "cái chết của sự thật" trong cuốn sách năm 2018 của mình, The Death of Truth: Notes on Falsehood in the Age of Trump. Kakutani lập luận rằng sự trỗi dậy của chủ nghĩa toàn trị dựa trên nền tảng của sự vi phạm sự thật. Bà bắt đầu cuốn sách bằng một trích đoạn trong cuốn Các nguồn gốc của chủ nghĩa toàn trị:
Thần dân lý tưởng của một chế độ toàn trị không phải là những người bị thuyết phục bởi Chủ nghĩa Quốc xã hay những người bị thuyết phục bởi Chủ nghĩa Cộng sản, mà là những người không còn phân biệt được giữa cái thực và cái ảo (tức thực tế về trải nghiệm), giữa cái đúng và cái sai (tức các tiêu chuẩn về tư tưởng).
Kakutani và nhiều học giả khác cho rằng lý thuyết của Arendt không chỉ có thể áp dụng được cho các thế kỷ trước, mà vẫn còn nguyên giá trị trong bối cảnh văn hóa ngày nay khi tin giả và sự lừa bịp đang xuất hiện tràn lan. Kakutani cũng chú ý đến đoạn trích sau đây trong bài tiểu luận "Lying in Politics" in trong cuốn Crises in the Republic:
Nhà sử học biết rõ toàn thể cấu trúc của sự thực mà ta đang sống bên trong mỏng manh đến mức nào; nó luôn luôn có nguy cơ bị xuyên thủng bởi sự dối trá hoặc bị xé rách thành từng mảnh bởi sự lừa lọc có hệ thống của các nhóm, các quốc gia hay các giai cấp, hoặc bị bác bỏ và bóp méo, thường được lấp liếm một cách tinh vi bằng rất nhiều thuyết sai lầm hoặc đơn thuần là cho phép chúng rơi vào sự quên lãng. Sự thực cần lời chứng để được ghi nhớ và cần những nhân chứng có uy tín để tìm kiếm một nơi nương náu an toàn trong địa hạt của sự vụ con người.
Arendt hướng sự chú ý của độc giả đến vai trò thiết yếu của tuyên truyền trong việc gaslighting quần chúng, như Kakutani đã quan sát trong trích đoạn sau đây:
Trong một thế giới khó hiểu và không ngừng đổi thay, quần chúng đã đạt đến chừng độ vừa tin vào tất cả mọi thứ, vừa không tin vào gì hết, đồng thời nghĩ rằng mọi thứ đều khả thi và chẳng còn gì là đúng. ... Các thủ lĩnh quần chúng toàn trị sử dụng tuyên truyền dựa trên giả thiết đúng rằng, dưới những cảnh huống kiểu đó, một người có thể khiến mọi người tin vào những khẳng định hùng hồn nhất vào một ngày nào đó, và tin tưởng rằng nếu ngày hôm sau họ nhận được minh chứng về sự bịp bợm, họ sẽ biện bạch lại bằng sự hoài nghi; thay vì trút bỏ hoàn toàn những thủ lĩnh đã đánh lừa họ, họ sẽ phản ứng rằng bản thân đã biết về sự lừa dối đó từ lâu rồi và tiếp tục chiêm bái những thủ lĩnh đó vì tài năng chiến lược ưu việt của họ.
Arendt có quan điểm quảng đại hơn về lịch sử thay vì chỉ đơn thuần bám víu vào khái niệm chủ nghĩa toàn trị mới xuất hiện đầu thế kỷ thứ 20, phát biểu rằng: "sự sai lầm có chủ đích và sự dối trá thẳng thừng đã được dùng như các công cụ chính thống để đạt được các mục đích chính trị kể từ thuở kỳ thủy của lịch sử được ghi chép."
Quan điểm của Arendt về sự vâng lệnh nhu nhược đã được liên hệ với các thí nghiệm tâm lý gây tranh cãi của Stanley Milgram, theo đó chỉ ra rằng người bình thường hoàn toàn có thể dễ dàng bị lôi kéo để thực hiện tội ác. Bản thân Milgram cũng đã để ý đến điều này vào năm 1974, khẳng định thí nghiệm của ông đang kiểm thử giả thuyết cho rằng Eichmann cũng đang chỉ vâng lệnh cấp trên mà thôi; song khác với Milgram, Arendt lập luận rằng hành động vẫn phải đi kèm với trách nhiệm.
Các lý thuyết của Arendt về hệ quả chính trị của vấn đề tị nạn vẫn còn có tính thời sự và thuyết phục cho tới tận ngày nay. Bà đã tận mắt chứng kiến sự di chuyển quy mô lớn của các quần thể người vô quốc tịch và vô quyền lợi, bị đối xử như là những vấn đề nhức nhối cần phải được giải quyết thay vì tư cách là người, và trong nhiều trường hợp, bị chối bỏ thẳng thừng. Bà viết về điều này trong bài luận năm 1943 của mình dưới nhan đề "Những người tị nạn chúng tôi". Một chủ đề Arendtian khác vẫn còn phảng phất trong xã hội đương đại đó chính là quan sát của bà, lấy cảm hứng từ Rilke, về sự vô vọng khi không được người khác lắng nghe, sự vô ích của cái bi kịch khi không được người lắng nghe nào an ủi, bảo vệ hay can thiệp. Một ví dụ về điều này chính là bạo lực súng đạn ở Hoa Kỳ và sự bất động chính trị liên quan đến vấn nạn này.

## Phụ chú
1. ↑  tiếng Đức: [ˈhana ˈaːʁənt] ⓘ[11]
2. ↑  Sau Thế chiến II, Königsberg được đổi tên thành Kaliningrad, Nga.
3. ↑  Sozialistische Monatshefte được biên tập bởi học giả Do Thái Königsberg, Joseph Bloch, và góp phần hình thành tâm điểm của nhóm thảo luận chủ nghĩa xã hội tại Königsberg của Martha Arendt
4. ↑  Gia đình Beerwald trước đây cũng từng sống chung nhà với người mẹ góa phụ của Martha Arendt[40]
5. ↑  Margarethe nán lại Đức sau khi người chị đã rời đi, bị bắt tới trại tập trung vào năm 1941 và không qua khỏi[21]
6. ↑  Anne Mendelssohn miêu tả bà là người đã "đọc mọi thứ"[47]
7. ↑  Anne Mendelssohn: Hậu duệ của Moses Mendelssohn (1729–1786) và Felix Mendelssohn (1809–1847), một gia đình địa phương có ảnh hưởng. Anne rời Đức tới Paris cùng khoảng thời gian với Arendt, cưới nhà triết học Eric Weil (1904–1977) vào năm 1934, và gia nhập Kháng chiến Pháp với bí danh Dubois. Bà mất vào ngày 5 tháng 7 năm 1984[51]
8. ↑  Frieda Arendt. Sau khi mẹ của Paul Arendt mất vào năm 1880, Max Arendt kết hôn với Klara Wohlgemuth và sinh hai người con, Alfred (1881) và Frieda (1884–1928). Frieda kết hôn với Ernst Aron.[53]
9. ↑  Martin Heidegger, một tín đồ Công giáo La Mã, kết hôn với Elfride Petri vào ngày 21 thảng 3 năm 1917. Họ sinh hai đứa con trai, Jorg và Hermann[57]
10. ↑  Ettinger có ý định viết một tiểu sử về Arendt, nhưng do sức khỏe sa sút, không thể hoàn thành tác phẩm, và chỉ duy nhất chương này được xuất bản riêng thành một cuốn trước khi bà mất[64]
11. ↑  Tác phầm này được lưu giữ trong đống thư từ giữa Arendt và Heidegger đã được công bố[72]
12. ↑  Một câu ví dụ là "có lẽ thanh xuân của cô sẽ tự giải thoát khỏi bùa chú này"
13. ↑  Vấn đề tự do của Augustinô và Pôn. Một đóng góp triết học cho sự khởi nguồn của tư tưởng tự do của Kitô giáo-Tây phương
14. ↑  "Tôi chiếm trọn trái tim của Hannah tại một yến hội, trong lúc khiêu vũ: Tôi từng cho rằng "tình yêu là hành động người ta chuyển cái hậu nghiệm, thứ mà người kia mới bất chợt gặp phải – thành cái tiên nghiệm của cuộc đời bản thân." – Song phải thú thật rằng cái công thức tuyệt đẹp ấy hóa ra lại sai bét."[68]
15. ↑  Chung sống mà chưa tổ chức hôn nhân không quá xa lạ đối với giới trí thức Berlin, song sẽ khá tai tiếng nếu trong các cộng đồng đại học ở địa phương khác, khiến họ phải tổ chức hôn lễ trước khi chuyển đến Heidelberg và Frankfurt để tiện cho Günther theo nghiệp học thuật.[88]
16. ↑  Da es nun wahre Transzendenz in dieser geordneten Welt nicht gibt, gibt es auch nicht wahre Übersteigung, sondern nur Aufsteigen in andere Ränge
17. ↑  Echolosigkeit und das Wissen um die Vergeblichkeit ist die paradoxe, zweideutige und verzweifelte Situation, aus der allein die Duineser Elegien zu verstehen sind. Dieser bewußte Verzicht auf Gehörtwerden, diese Verzweiflung, nicht gehört werden zu können, schließlich der Wortzwang ohne Antwort ist der eigentliche Grund der Dunkelheit, Abruptheit und Überspanntheit des Stiles, in dem die Dichtung ihre eigenen Möglichkeiten und ihren Willen zur Form aufgibt.
18. ↑  Stern được mách rằng các trường đại học khó nhận được ông vì quyền uy ngày càng lớn mạnh của Đức Quốc xã.
19. ↑  Anders – có nhiều giả thuyết suy đoán về lý do tại sao ông lại lấy bút danh này: Herbert Ihering cho rằng hồi đó có nhiều cây bút tên là Stern nên ông mới chọn biệt danh "khác" (anders) đi như vậy, hoặc để khiến cái tên nghe ít vẻ Do Thái hơn,[68] hoặc để giấu giếm quan hệ ruột thịt với người cha nổi tiếng hơn[105]
20. ↑  Pariavolk: Trong Religionssoziologie (Xã hội học về tôn giáo). Tuy Arendt mượn nhiều ý tưởng từ Weber, rất nhiều các cây bút đi trước cũng đã từng sử dụng những thuật ngữ này, đơn cử là Theodor Herzl[120]
21. ↑  "Original Assimilation" được xuất bản lần đầu bằng tiếng Anh vào năm 2007, một phần của loạt bài Jewish Writings.[133]
22. ↑  "Die jüdische Assimilation scheint heute in Deutschland ihren Bankrott anmelden zu müssen. Der allgemein gesellschaftliche und offiziell legitimierte Antisemitismus trifft in erster Linie das assimilierte Judentum, das sich nicht mehr durch Taufe und nicht mehr durch betonte Distanz zum Ostjudentum entlasten kann."[134]
23. ↑  Thanh niên Aliyah, nghĩa đen là Thanh niên Di cư, phản ảnh giáo lý của chủ nghĩa phục quốc Do Thái đó chính là "thẳng tiến" tới Jerusalem
24. ↑  Mẹ của Hannah Arendt, Martha Arendt (nhũ danh Cohn) có một người em gái là Margarethe Fürst sống tại Berlin, người đã cưu mang nhà Arendt hồi thế chiến thứ nhất. Con trai của Margarethe là Ernst (tức em họ của Hannah Arendt) cưới bạn thời thơ ấu của Hannah là Käthe Lewin, và đôi vợ chồng chuyển tới sống tại Palestine Ủy trị vào năm 1934. Ở đó, họ sinh đứa con gái đầu lòng mang tên Hannah theo tên của Arendt ("Hannah Cả"). Con gái thứ hai của họ là Edna Fürst (sinh năm 1943), về sau cưới Michael Brocke, tham dự phiên tòa xét xử Eichmann cùng với Hannah Arendt[149]
25. ↑  Khoảng cách từ Gurs tới Montauban ít nhất phải 300 km
26. ↑  Thị trưởng Huguenot của Montauban thông qua chính sách cho phép người di cư chính trị cư trú tại đó[162]
27. ↑  ông này là con trai của Hiram Bingham III từng có công tái khám phá cổ trấn Machu Picchu
28. ↑  Vào tháng 12 năm 2018, bảng kỷ niệm chốn nương thân của Arendt tại Lisbon được ra mắt tại góc con phố Rua da Sociedade Farmacêutica và Conde Redondo, bao gồm một trích đoạn từ "We Refugees" (xem ảnh)[163][164]
29. ↑  Arendt gửi Jaspers ngày 29 tháng 1 năm 1946
30. ↑  Trong đó, bà lập luận rằng chủ nghĩa bài Do Thái tại Pháp là một chuỗi liên tục kể từ Dreyfus tới Pétain[171]
31. ↑  Hội nghị về Quan hệ Do Thái, được thành lập vào năm 1933 bởi Salo Baron và Morris Raphael Cohen, sau đổi tên thành Hội nghị nghiên cứu xã hội của người Do Thái vào năm 1955, và bắt đầu phát hành ấn bản Jewish Social Studies vào năm 1939[174][175]
32. ↑  Schocken Books có thương hiệu gốc là Schocken Verlag, một nhà xuất bản Đức-Do Thái chuyển trụ sở đến New York vào năm 1945[178]
33. ↑  Công lao xây dựng Ủy ban này, lúc bấy giờ được gọi là Phục nguyên Văn hóa Do Thái (JCR), phụ thuộc phần lớn vào Hannah Arendt và Salo Baron
34. ↑  JCR giải thể vào năm 1977
35. ↑  Thời kỳ Đen tối: Một cụm từ bà lấy từ bài thơ của Brecht với nhan đề An die Nachgeborenen ("Gửi kẻ sinh ra sau", 1938),[218] trong đó dòng đầu tiên viết Wirklich, ich lebe in finsteren Zeiten! (Quả thật, Ta sống trong thời kỳ đen tối!). Đối với Brecht và Arendt, "Thời kỳ Đen tối" không chỉ có chức năng miêu tả về các tội ác được nhận thấy mà còn là sự giải thích cho sự mất mát cái tính định hướng của lý thuyết, kiến thức và sự kiến giải[219]
36. ↑  Tiếng Latinh có ba danh từ chỉ tình yêu: amor, dilectio và caritas. Dạng động từ tương đương của hai từ đầu là amare và diligere[222]
37. ↑  Matthew 22:39
38. ↑  Arendt/Heidegger: Arendt bày tỏ nguyện vọng lưu trữ những bức thư trao đổi giữa hai người ở Deutsches Literaturarchiv tại Marbach vào năm 1976, niêm phong trong vòng 5 năm. Gia đình bên Heidegger yêu cầu chúng được niêm phong chừng nào vợ của Martin Heidegger, bà Elfride (1893–1992), còn sống. Năm 1976, Elzbieta Ettinger truy cập số thư từ để dự định viết một cuốn tiểu sử sau khi Elfride qua đời. Vụ bê bối kéo theo đã khiến toàn bộ số thư từ giữa Arendt và Heidegger được công bố.[63][65]
39. ↑  Arendt gửi Jaspers, 2 tháng 12 năm 1960
40. ↑  Arendt gửi Jaspers, 23 tháng 12 năm 1960
41. ↑  Lập trường này về sau cũng được các thẩm phán đồng tình.[272]
42. ↑  Arendt tới Jaspers, 23 tháng 12 năm 1960
43. ↑  Jaspers gửi Arendt, 14 tháng 10 năm 1960.[281]
44. ↑  Thư gửi McCarthy ngày 16 tháng 9 năm 1963
45. ↑  Nguyên bản bài luận "Civil Disobedience" xuất hiện có phần khác biệt trên tờThe New Yorker. Các phiên bản khác của những bài luận còn lại được đăng lần đầu trên tờ The New York Review of Books
46. ↑  Thư gửi Jaspers ngày 14 tháng 5 năm 1951.[331] Hình ảnh của bà xuất hiện trên trang bìa của tờ Saturday Review of Literature, số ra ngày 24 tháng 3 năm 1951 (xem ảnh), ít lâu sau khi cuốn Các nguồn gốc của chủ nghĩa toàn trị được xuất bản. Bà cũng xuất hiện trên tờ Time và Newsweek cùng tuần.[332]

### Bài viết (tập san và biên bản hội thảo)
- Allen, Wayne F. (ngày 1 tháng 7 năm 1982). "Hannah Arendt: existential phenomenology and political freedom". Philosophy & Social Criticism. Quyển 9 số 2. tr. 170–190. doi:10.1177/019145378200900203. S2CID 145329906.
- Arendt, Hannah (ngày 15 tháng 9 năm 2006). "Nationalstaat und Demokratie (1963)" [Nation-state and democracy (1963)]. Zeitschrift für politisches Denken (bằng tiếng Đức). Quyển 2 số 1. Truy cập ngày 22 tháng 3 năm 2021.
- Bagchi, Barnita (tháng 1 năm 2007). "Hannah Arendt, Education, and Liberation : A Comparative South Asian Feminist Perspective". Heidelberg Papers in South Asian and Comparative Politics. Số 35.
- Balber, Samantha (2017). "Hannah Arendt: A Conscious Pariah and Her People". Footnotes. Quyển 1. tr. 165–183.
- Beiner, Ronald (Spring 1980). "Judging in a world of appearances: A Commentary on Hannah Arendt's Unwritten Finale". History of Political Thought. Quyển 1 số 1. tr. 117–135. JSTOR 26211840.
- Betz, Joseph (1992). "An Introduction to the Thought of Hannah Arendt". Transactions of the Charles S. Peirce Society. Quyển 28 số 3. tr. 379–422. JSTOR 40320369.
- Brandes, Daniel (2010). "Nietzsche, Arendt, and the Promise of the Future" (PDF). Animus. Quyển 14. ISSN 1209-0689. Lưu trữ (PDF) bản gốc ngày 13 tháng 8 năm 2011.
- Burroughs, Michael D (2015). "Hannah Arendt, 'Reflections on Little Rock,' and White Ignorance". Critical Philosophy of Race. Quyển 3 số 1. tr. 52–78. doi:10.5325/critphilrace.3.1.0052. S2CID 144235220.
- Calcagno, Antonio (tháng 1 năm 2013). "The Desire For And Pleasure Of Evil: The Augustinian Limitations Of Arendtian Mind". The Heythrop Journal. Quyển 54 số 1. tr. 89–100. doi:10.1111/j.1468-2265.2009.00513.x.
- Cook, Joseph J. ""Ich Bin Adolf Eichmann" Recalling the Banality of Evil" (PDF). Saber and Scroll. Quyển 5 số 1. tr. 81–93. Lưu trữ (PDF) bản gốc ngày 22 tháng 8 năm 2018.
- Elon, Amos (2006). "The Excommunication of Hannah Arendt". World Policy Journal. Quyển 23 số 4. tr. 93–102. doi:10.1162/wopj.2007.23.4.93. JSTOR 40210059.
- Epstein, Alek D. (ngày 30 tháng 9 năm 2014). "Judging the Trial: Hannah Arendt as a Moral Philosopher of Nation-State Building". The European Legacy. Quyển 19 số 7. tr. 901–905. doi:10.1080/10848770.2014.965516. S2CID 145426826.
- Honig, B. (tháng 3 năm 1991). "Declarations of Independence: Arendt and Derrida on the Problem of Founding a Republic". The American Political Science Review. Quyển 85 số 1. tr. 97–113. doi:10.2307/1962880. JSTOR 1962880. S2CID 145542768.
- Horst, Gerfried (2015). "Ханна Арендт и Кёнигсберг" [Hannah Arendt and Königsberg]. Voprosy Filosofii (bằng tiếng Nga). Số 8. tr. 184–190. (French translation)
- Jakopovich, Dan (Fall 2009). "Hannah Arendt and Nonviolence" (PDF). Peace Studies Journal. Quyển 2 số 1. tr. 1 14. Lưu trữ (PDF) bản gốc ngày 13 tháng 8 năm 2018.
- Jonas, Hans (2006) [2003]. "Hannah Arendt: An Intimate Portrait". New England Review. Quyển 27 số 2. Brian Fox and Richard Wolin biên dịch. tr. 133–142. JSTOR 40244828.
- Kohn, Jerome (2017). "Introduction to Hannah Arendt's "Nation-State and Democracy"". Arendt Studies. Quyển 1. tr. 5. doi:10.5840/arendtstudies201712.
- Laqueur, Walter (1998). "The Arendt Cult: Hannah Arendt as Political Commentator". Journal of Contemporary History. Quyển 33 số 4. tr. 483–496. doi:10.1177/002200949803300401. JSTOR 260982. S2CID 154222580., reprinted in Aschheim (2001, tr. 47–64)
- Lebeau, Vicky (ngày 29 tháng 6 năm 2016). "The Unwelcome Child: Elizabeth Eckford and Hannah Arendt". Journal of Visual Culture. Quyển 3 số 1. tr. 51–62. doi:10.1177/1470412904043598. S2CID 145198758.
- Lefort, Claude (2002). "Thinking with and against Hannah Arendt". Social Research: An International Quarterly. Quyển 69 số 2. tr. 447–459. ISSN 1944-768X.
- Maier-Katkin, Daniel (tháng 11 năm 2011). "The Reception of Hannah Arendt's Eichmann in Jerusalem in the United States 1963–2011". HannahArendt.net. Quyển 6 số 1. doi:10.57773/hanet.v6i1/2.64.
- Markus, Maria (1987). "The 'Anti-Feminism' of Hannah Arendt". Thesis Eleven. Quyển 17 số 1. tr. 76–87. doi:10.1177/072551368701700106. S2CID 145642201.
- Momigliano, Arnaldo (1980). "A Note on Max Weber's Definition of Judaism as a Pariah-Religion". History and Theory. Quyển 19 số 3. tr. 313–318. doi:10.2307/2504547. JSTOR 2504547.
- Morey, Maribel (ngày 20 tháng 12 năm 2011). "Reassessing Hannah Arendt's "Reflections on Little Rock" (1959)". Law, Culture and the Humanities. Quyển 10 số 1. tr. 88–110. doi:10.1177/1743872111423795. S2CID 144635339.
- Pickett, Adrienne (2009). "Images, Dialogue, and Aesthetic Education: Arendt's response to the Little Rock Crisis" (PDF). Philosophical Studies in Education. Quyển 40. tr. 188–199. Lưu trữ (PDF) bản gốc ngày 15 tháng 5 năm 2016.
- Ray, Larry; Diemling, Maria (ngày 24 tháng 7 năm 2016). "Arendt's 'conscious pariah' and the ambiguous figure of the subaltern" (PDF). European Journal of Social Theory. Quyển 19 số 4. tr. 503–520. doi:10.1177/1368431016628261. S2CID 147139630.
- Riepl-Schmidt, Mascha (ngày 15 tháng 2 năm 2005). "Henriette Arendt". HannahArendt.net (bằng tiếng Đức). Quyển 1 số 1. doi:10.57773/hanet.v1i1.87. ISSN 1869-5787.
- Rösch, Felix (ngày 20 tháng 9 năm 2013). "Realism as social criticism: The thinking partnership of Hannah Arendt and Hans Morgenthau" (PDF). International Politics. Quyển 50 số 6. tr. 815–829. doi:10.1057/ip.2013.32. S2CID 143185901. Lưu trữ (PDF) bản gốc ngày 21 tháng 4 năm 2022.
- Rosenberg, Elissa (tháng 2 năm 2012). "Walking in the city: memory and place". The Journal of Architecture. Quyển 17 số 1. tr. 131–149. doi:10.1080/13602365.2012.659914. S2CID 144753542.
- Saussy, Haun (2013). "The Refugee Speaks of Parvenus and Their Beautiful Illusions: A Rediscovered 1934 Text by Hannah Arendt". Critical Inquiry. Quyển 40 số 1. tr. 1–14. doi:10.1086/673223. S2CID 162242781.
- Schuler-Springorum, Stefanie (ngày 1 tháng 6 năm 1999). "Assimilation and Community Reconsidered: The Jewish Community in Konigsberg, 1871-1914". Jewish Social Studies. Quyển 5 số 3. tr. 104–131. doi:10.1353/jss.1999.0008. ISSN 1527-2028. S2CID 201796942.
- Shmueli, Efraim (1968). "The "Pariah-People" and Its "Charismatic Leadership": A Revaluation of Max Weber's "Ancient Judaism"". Proceedings of the American Academy for Jewish Research. Quyển 36. tr. 167–247. doi:10.2307/3622338. JSTOR 3622338.
- Shenhav, Yehouda (tháng 12 năm 2013). "Beyond 'instrumental rationality': Lord Cromer and the imperial roots of Eichmann's bureaucracy" (PDF). Journal of Genocide Research. Quyển 15 số 4. tr. 379–399. doi:10.1080/14623528.2013.856083. S2CID 84176537. Lưu trữ (PDF) bản gốc ngày 8 tháng 9 năm 2014.
- Szécsényi, Endre (ngày 30 tháng 3 năm 2005). The Hungarian Revolution in the "Reflections" by Hannah Arendt. Europe or the Globe? Eastern European Trajectories in Times of Integration and Globalization. Vienna: IWM. Truy cập ngày 3 tháng 8 năm 2018.
- Sznaider, Natan (ngày 25 tháng 4 năm 2015). "Hannah Arendt: Jew and Cosmopolitan". Socio. Số 4. tr. 197–221. doi:10.4000/socio.1359.
- Teixeira, Christina Heine (tháng 9 năm 2006). "Wartesaal Lissabon 1941: Hannah Arendt und Heinrich Blücher". HannahArendt.net. Quyển 1 số 2. doi:10.57773/hanet.v2i1.99.
- Villa, Dana (2008). "Political violence and terror: Arendtian reflections". Ethics & Global Politics. Quyển 1 số 3. tr. 97–113. doi:10.3402/egp.v1i3.1861. S2CID 145224385.
- — (2009). "Hannah Arendt, 1906-1975". The Review of Politics. Quyển 71 số 1. tr. 20–36. doi:10.1017/S0034670509000035. JSTOR 25655783. S2CID 148198536.
- Visvanathan, Susan (tháng 4 năm 2001). "Hannah Arendt and the Problem of Our Age". Economic and Political Weekly. Quyển 36 số 16. tr. 1307–1309. JSTOR 4410510.
- Vogel, Lawrence A. (Spring 2008). "The Responsibility of Thinking in Dark Times: Hannah Arendt versus Hans Jonas". Graduate Faculty Philosophy Journal. Quyển 29 số 1. tr. 253–293. doi:10.5840/gfpj20082919.
- Waite, Robert G. (2002). "Returning Jewish Cultural Property: The Handling of Books Looted by the Nazis in the American Zone of Occupation, 1945 to 1952". Libraries & the Cultural Record. Quyển 37 số 3. tr. 213–228. doi:10.1353/lac.2002.0062. ISSN 1932-9555. JSTOR 2262716. S2CID 159788651.
- Wellmer, Albrecht (1999). "Hannah Arendt On Revolution". Revue Internationale de Philosophie. Quyển 53 số 208 (2). tr. 207–222. JSTOR 23955552.
- Young-Bruehl, Elizabeth (tháng 5 năm 1982). "Reflections on Hannah Arendt's the Life of the Mind". Political Theory. Quyển 10 số 2. tr. 277–305. doi:10.1177/0090591782010002008. S2CID 144968408.

#### Rahel Varnhagen
- Benhabib, Seyla (1995). "The Pariah and Her Shadow: Hannah Arendt's Biography of Rahel Varnhagen". Political Theory. Quyển 23 số 1. tr. 5–24. doi:10.1177/0090591795023001002. JSTOR 192171. S2CID 144497322.
- Cutting-Gray, Joanne (1991). "Hannah Arendt's Rahel Varnhagen". Philosophy and Literature. Quyển 15 số 2. tr. 229–245. doi:10.1353/phl.1991.0023. S2CID 170122103.
- Goldstein, Donald J. (Spring 2009). "Hannah Arendt's Shared Destiny with Rahel Varnhagen". Women in Judaism. Quyển 6 số 1. tr. 18.
- Zebadúa Yáñez, Verónica (2018). "Reading the Lives of Others: Biography as Political Thought in Hannah Arendt and Simone de Beauvoir". Hypatia. Quyển 33 số 1. tr. 94–110. doi:10.1111/hypa.12383. ISSN 0887-5367. S2CID 232175146.

#### Ấn bản đặc biệt và biên bản hội thảo
- Ojakangas, Mika, biên tập (2010). Hannah Arendt: Practice, Thought and Judgement (Special issue). Quyển 8. Helsinki: Helsinki Collegium for Advanced Studies.
  - Scott, Joanna Vecchiarelli (2010). "What St. Augustine Taught Hannah Arendt about "how to live in the world": Caritas, Natality and the Banality of Evil". Studies across Disciplines in the Humanities and Social Sciences. Quyển 8. tr. 8–27. Lưu trữ bản gốc ngày 15 tháng 2 năm 2020.
  - Ojakangas, Mika (2010a). "Arendt, Socrates, and the Ethics of Conscience" (PDF). Studies across Disciplines in the Humanities and Social Sciences. Quyển 8. tr. 67–85.
- Tymieniecka, Anna-Teresa, biên tập (2004). Does the World Exist?: Plurisignificant Ciphering of Reality (Proceedings of the 51st International Congress of Phenomenology, Rome 2001. Analecta Husserliana. Quyển 79. Springer Science & Business Media. ISBN 978-94-010-0047-5.
  - Durst, Margarete (2004). Birth and Natality in Hannah Arendt. tr. 777–797. ISBN 978-94-010-0047-5.
- Zamora, José Antonio; Arribas, Sonia, biên tập (2010). "Hannah Arendt. Pensar en tiempos sombríos". Arbor (Special issue) (bằng tiếng Tây Ban Nha). Quyển 186 số 742. doi:10.3989/arbor.2010.i742.
- "Hannah Arendt". Social Research (Special issue). Quyển 44 số 1. Spring 1977. JSTOR i40043622.
  - Jonas, Hans (1977). "Acting, Knowing, Thinking: Gleanings from Hannah Arendt's Philosophical Work". Social Research. Quyển 44 số 1. tr. 25–43. JSTOR 40970269.

### Thính thị
- Berkowitz, Roger (2013). Hannah Arendt: A brief biography (DVD liner notes to Hannah Arendt). Zeitgeist Films.
- BBFC (2013). Hannah Arendt. Releases (Film) (bằng tiếng Đức, Anh, và Do Thái). British Board of Film Classification. Bản gốc lưu trữ ngày 15 tháng 2 năm 2020. Truy cập ngày 29 tháng 7 năm 2018.
  - IMDb (2012). Hannah Arendt (Film) (bằng tiếng Đức, Anh, và Do Thái). Truy cập ngày 14 tháng 8 năm 2018. (xem thêm Hannah Arendt)
  - Page, Christopher (ngày 18 tháng 9 năm 2013). "Hannah Arendt: The Responsibility of Conscience". Times Colonist (Review). Truy cập ngày 16 tháng 8 năm 2018.
  - Weigel, Moira (ngày 16 tháng 7 năm 2013). "Heritage Girl Crush: On "Hannah Arendt"". Los Angeles Review of Books (Review). Truy cập ngày 18 tháng 8 năm 2018.
- Bragg, Melvyn; Stonebridge, Lyndsey; Sheffield, Frisbee; Eaglestone, Robert (ngày 2 tháng 2 năm 2017). Hannah Arendt (Radio panel discussion). In Our Time. Radio 4. Lưu trữ bản gốc ngày 16 tháng 10 năm 2018. Truy cập ngày 20 tháng 9 năm 2018.
- Hannah Arendt Center for Political Studies (2018). Video and Audio recordings (bằng tiếng Đức, Anh, và Pháp). University of Verona. Bản gốc lưu trữ ngày 14 tháng 9 năm 2018. Truy cập ngày 14 tháng 9 năm 2018.
- Lozowick, Yaacov (ngày 5 tháng 4 năm 2011). Hannah Arendt, Adolf Eichmann, and how Evil Isn't Banal. The Holocaust Resource Center (video). Jerusalem: Yad Vashem. The World Holocaust Remembrance Center. Lưu trữ bản gốc ngày 15 tháng 11 năm 2021.
- Zeitgeist (2015). Vita Activa – The Spirit of Hannah Arendt (Documentary) (Film) (bằng tiếng Đức, Anh, và Do Thái). Zeitgeist Films.
  - Scott, A. O. (ngày 5 tháng 4 năm 2016). "Review: In 'Vita Activa: The Spirit of Hannah Arendt,' a Thinker More Relevant Than Ever". The New York Times (Review).
- Günter, Gaus [bằng tiếng Đức]; Arendt, Hannah (1964). Hannah Arendt—A New Look at a Discerning Political Analyst of Her Own Time (Television interview (English subtitles)) (bằng tiếng Đức). Jewish Museum Berlin. Truy cập ngày 14 tháng 8 năm 2018.
- Bernstein, Richard (2019): Podcast conversation: "Hannah Arendt is Alarmingly Relevant" Lưu trữ ngày 27 tháng 5 năm 2020 tại Wayback Machine

### Sách và chuyên khảo
- Zohar Mihaely, Hannah Arendt and the Crisis of Israeli Democracy, Oregon, Pickwick Publications, 2022.
- Adamson, Jane; Freadman, Richard; Parker, David, biên tập (1998). Renegotiating Ethics in Literature, Philosophy, and Theory. Cambridge University Press. ISBN 978-0-521-62938-6.
- Baier, Annette (1995). Moral Prejudices: Essays on Ethics. Harvard University Press. ISBN 978-0-674-58716-8.
  - "Ethics in many different voices" tr. 247–268, xem thêm các tái bản Baier (1998, tr. 247–268) và Baier (1997, tr. 325–346)
- Bernstein, Richard J. (2018). Why Read Hannah Arendt Now?. Wiley. ISBN 978-1-5095-2863-9.
- Cesarani, David (2007). Becoming Eichmann: Rethinking the Life, Crimes, and Trial of a ""Desk Murderer"". Cambridge, MA: Da Capo Press. ISBN 978-0-306-81539-3.
- Clément, Catherine (2001) [1999 Calmann-Lévy]. Martin et Hannah [Martin and Hannah: A Novel]. Julia Shirek Smith biên dịch. Prometheus Books. ISBN 978-1-57392-906-6.
  - Schroeder, Steven (2002). "Review of "Martin and Hannah: A Novel"". Essays in Philosophy (Review). Quyển 3 số 1. ISSN 1526-0569.
- Copjec, Joan, biên tập (1996). Radical Evil. Verso. ISBN 978-1-85984-911-8.
- Gellhorn, Martha (1988). The View from the Ground. Atlantic Monthly Press. ISBN 978-0-8021-9117-5.
- Hattem, Cornelis Van; Hattem, Kees van (2005). Superfluous people: a reflection on Hannah Arendt and evil. University Press of America. ISBN 978-0-7618-3304-8.
- Hollinger, David A.; Capper, Charles, biên tập (1993). The American Intellectual Tradition: Volume II 1865 to the present (ấn bản thứ 2). Oxford University Press. ISBN 978-0-19-507780-3.
  - Arendt, Hannah (1993a) [1953]. "Ideology and Terror" (PDF). tr. 338–348. Lưu trữ (PDF) bản gốc ngày 9 tháng 8 năm 2020.
- Kakutani, Michiko (2018). The Death of Truth: Notes on Falsehood in the Age of Trump. Crown/Archetype. ISBN 978-0-525-57484-2.
  - Hayes, Chris (ngày 18 tháng 7 năm 2018). "Michiko Kakutani's Book About Our Post-Truth Era". The New York Times (Review). Truy cập ngày 3 tháng 9 năm 2018.
- Keen, David (2006). Endless war? Hidden functions of the "war on terror". Pluto Press. ISBN 978-0-7453-2417-3.
- Kielmansegg, Peter Graf; Mewes, Horst; Glaser-Schmidt, Elisabeth, biên tập (1997). Hannah Arendt and Leo Strauss: German Émigrés and American Political Thought After World War II. Cambridge University Press. ISBN 978-0-521-59936-8.
- King, Richard H. (2018). Arendt and America. University of Chicago Press. ISBN 978-0-226-31152-4.
- Kopić, Mario (2013). Otkucaji drugoga [The Beats of the Other] (bằng tiếng Serbia). Belgrade: Službeni glasnik. ISBN 978-86-519-1721-2.
- Lamey, Andy (2011). Frontier Justice: The Global Refugee Crisis and What To Do About It. Doubleday Canada. ISBN 978-0-307-36792-1.
- Meja, Volker; Stehr, Nico, biên tập (2014) [1990]. Knowledge and Politics: The Sociology of Knowledge Dispute. Routledge. ISBN 978-1-317-65163-5.
  - Arendt, Hannah (2014) [1930]. Philosophy and Sociology (PDF). Clare McMillan and Volker Meja biên dịch. tr. 196–208. Lưu trữ (PDF) bản gốc ngày 22 tháng 9 năm 2018.
- Milgram, Stanley (2017) [1974]. Obedience to Authority. HarperCollins. ISBN 978-0-06-280340-5. (xem thêm Obedience to Authority)
- Most, Stephen (2017). Stories Make the World: Reflections on Storytelling and the Art of the Documentary. New York: Berghahn Books.
- Oatley, Keith (2018). Our Minds, Our Selves: A Brief History of Psychology. Princeton University Press. ISBN 978-1-4008-9004-0.
- Richter, William L., biên tập (2009). Approaches to Political Thought. Rowman & Littlefield Publishers. ISBN 978-1-4616-3656-4.
- Robinson, Marc, biên tập (1996). Altogether Elsewhere: Writers on Exile. Harcourt Brace. ISBN 978-0-15-600389-6.
- Sheldon, Garrett Ward (2003). The History of Political Theory: Ancient Greece to Modern America. Peter Lang Publishing. ISBN 978-0-8204-2300-5.
- Simmons, William Paul (2011). Human Rights Law and the Marginalized Other. Cambridge University Press. ISBN 978-1-139-50326-6.
  - Simmons, William Paul (2011), Arendt, Little Rock, and the Cauterization of the Marginalized Other (PDF) (Essay), lưu trữ (PDF) bản gốc ngày 4 tháng 8 năm 2018
- Swedberg, Richard; Agevall, Ola (2016). The Max Weber Dictionary: Key Words and Central Concepts (ấn bản thứ 2). Stanford University Press. ISBN 978-1-5036-0022-5.
- — (2008). Public Freedom. Princeton University Press. ISBN 978-1-4008-3742-7.
- Wasserman, Janek (2014). Black Vienna: The Radical Right in the Red City, 1918–1938. Cornell University Press. ISBN 978-0-8014-5521-6.
- Weber, Hermann; Drabkin, Jakov; Bayerlein, Bernhard H., biên tập (2014). Deutschland, Russland, Komintern. II Dokumente (1918–1943): Nach der Archivrevolution: Neuerschlossene Quellen zu der Geschichte der KPD und den deutsch-russischen Beziehungen [Germany, Russia, Comintern. II Documents (1918–1943): After the Archive Revolution: New sources on the history of the KPD and German-Russian relations]. Berlin: Walter de Gruyter GmbH & Co KG. ISBN 978-3-11-033978-9.
- Young-Bruehl, Elisabeth (1998). Subject to Biography: Psychoanalysis, Feminism, and Writing Women's Lives. Harvard University Press. ISBN 978-0-674-85371-3.

#### Tự truyện và tiểu sử
- AAAS (2018). Book of members, 1780 – present: A (PDF). Cambridge MA: American Academy of Arts and Sciences. tr. 18. Lưu trữ (PDF) bản gốc ngày 17 tháng 12 năm 2014. Truy cập ngày 27 tháng 7 năm 2018.
- Anders, Günther (2011). Oberschlick, Gerhard (biên tập). Die Kirschenschlacht: Dialoge mit Hannah Arendt und ein akademisches Nachwort [The cherry battle: dialogues with Hannah Arendt and an academic epilogue]. C.H.Beck. ISBN 978-3-406-63278-5.
  - Flechard, Jean-Pierre (ngày 28 tháng 1 năm 2014). "La Bataille de cerises de Günther Anders". Les cahiers psychologie politique 24 (Review) (bằng tiếng Pháp). Bản gốc lưu trữ ngày 18 tháng 9 năm 2018. Truy cập ngày 18 tháng 9 năm 2018.
  - Berkowitz, Roger (ngày 12 tháng 2 năm 2012). "The Cherry Battle". News (Review). Hannah Arendt Center, Bard College. Truy cập ngày 22 tháng 3 năm 2021.
- Ettinger, Elzbieta (1997) [1995]. Hannah Arendt/Martin Heidegger. Yale University Press. ISBN 978-0-300-07254-9.
  - Ryan, Alan (ngày 11 tháng 1 năm 1996). "Dangerous Liaison". The New York Review of Books (Review).
  - Brent, Frances (ngày 30 tháng 5 năm 2013). "Arendt's Affair". Tablet (Review).
- Grunenberg, Antonia (2003). Arendt (bằng tiếng Đức). Freiburg: Herder. ISBN 978-3-451-04954-5.
- — (2017). Hannah Arendt and Martin Heidegger: History of a Love. Indiana University Press. ISBN 978-0-253-02718-4.
- Heller, Anne Conover (2015). Hannah Arendt: A Life in Dark Times. Houghton Mifflin Harcourt. ISBN 978-0-544-45619-8. excerpt Lưu trữ ngày 9 tháng 8 năm 2020 tại Wayback Machine
- Hilmes, Oliver (2015). Malevolent Muse: The Life of Alma Mahler. Northeastern University Press. ISBN 978-1-55553-845-3.
- Honig, Bonnie, biên tập (2010) [1995]. Feminist Interpretations of Hannah Arendt. Penn State Press. ISBN 978-0-271-04320-3.
- Howe, Irving (1984) [1982]. A Margin of Hope: An Intellectual Autobiography. Harcourt, Brace, Jovanovich. ISBN 978-0-15-657245-3.
- Kristeva, Julia (2001a). Hannah Arendt. Ross Guberman biên dịch. Columbia University Press. ISBN 978-0-231-12102-6.
- Maier-Katkin, Daniel (2010a). Stranger from Abroad: Hannah Arendt, Martin Heidegger, Friendship and Forgiveness. W. W. Norton. ISBN 978-0-393-07731-5.
  - Chamberlain, Lesley (ngày 2 tháng 7 năm 2010). "Stranger from Abroad, By Daniel Maier-Katkin". The Independent (Review). Truy cập ngày 3 tháng 8 năm 2018.
- May, Derwent (1986). Hannah Arendt. Penguin Books. ISBN 978-0-14-008116-9.
- Nixon, Jon (2015). Hannah Arendt and the Politics of Friendship. Bloomsbury Publishing. ISBN 978-1-4725-0754-9.
  - Austerlitz, Saul (ngày 9 tháng 3 năm 2015). "The Hannah Arendt Guide to Friendship". The New Republic (Review). Truy cập ngày 27 tháng 8 năm 2018.
- Stangneth, Bettina (2014). Eichmann Before Jerusalem: The Unexamined Life of a Mass Murderer. Knopf Doubleday Publishing Group. ISBN 978-0-307-95968-3.
- Vowinckel, Annette (2004). Hannah Arendt: zwischen deutscher Philosophie und jüdischer Politik [Hannah Arendt: Between German philosophy and Jewish politics] (bằng tiếng Đức). Lukas Verlag. ISBN 978-3-936872-36-1. (bản đầy đủ)
- Young-Bruehl, Elisabeth (2004) [1982]. Hannah Arendt: For Love of the World . Yale University Press. ISBN 978-0-300-10588-9. (được cập nhật thêm phần đề tựa ở ấn bản thứ hai, đánh số trang không đổi)[a]

#### Công trình phê phán
- Aharony, Michal (2015). Hannah Arendt and the Limits of Total Domination: The Holocaust, Plurality, and Resistance. Routledge. ISBN 978-1-134-45789-2.
- Aschheim, Steven E., biên tập (2001). Hannah Arendt in Jerusalem [Hannah Arendt Beyerushalayim, Hebrew University of Jerusalem 2007 (in Hebrew)]. University of California Press. ISBN 978-0-520-22057-7.
  - Shenhav, Yehouda (ngày 3 tháng 5 năm 2007). "All Aboard the Arendt Express". Haaretz (Review). Truy cập ngày 30 tháng 7 năm 2018.
- Beiner, Ronald; Nedelsky, Jennifer (2001). Judgment, Imagination, and Politics: Themes from Kant and Arendt. Rowman & Littlefield. ISBN 978-0-8476-9971-1.
- Benhabib, Seyla (2003). The Reluctant Modernism of Hannah Arendt. Rowman & Littlefield. ISBN 978-0-7425-2151-3.
- Berkowitz, Roger; Katz, Jeffrey; Keenan, Thomas, biên tập (2010). Thinking in Dark Times: Hannah Arendt on Ethics and Politics. Fordham University Press. ISBN 978-0-8232-3075-4.
- Berkowitz, Roger; Storey, Ian, biên tập (2017). Artifacts of Thinking: Reading Hannah Arendt's Denktagebuch. Oxford University Press. ISBN 978-0-8232-7217-4.
- Bernauer, J.W., biên tập (1987). Amor Mundi: Explorations in the Faith and Thought of Hannah Arendt. Springer Science & Business Media. ISBN 978-94-009-3565-5.
  - Bernauer, James W. (1987a). "The Faith of Hannah Arendt: Amor Mundi and its Critique – Assimilation of Religious Experience". tr. 1–28.
- Bernstein, Richard J. (2013). Hannah Arendt and the Jewish Question. Wiley. ISBN 978-0-7456-6570-2.
- Birmingham, Peg (2006). Hannah Arendt and Human Rights: The Predicament of Common Responsibility. Indiana University Press. ISBN 978-0-253-11226-2.
- Bowen-Moore, Patricia (1989). Hannah Arendt's Philosophy of Natality. Palgrave Macmillan UK. ISBN 978-1-349-20125-9.
- Courtine-Denamy, Sylvie (2000) [1997 Editions Albin Michel]. Trois femmes dans de sombres temps [Three Women in Dark Times: Edith Stein, Hannah Arendt, Simone Weil, or Amor fati, amor mundi]. G.M. Goshgarian biên dịch. Cornell University Press. ISBN 978-0-8014-8758-3.
- Dietz, Mary G. (2002). Turning Operations: Feminism, Arendt, and Politics. Routledge. ISBN 978-0-415-93244-8.
- d'Entrèves, Maurizio Passerin (2002) [1994]. The Political Philosophy of Hannah Arendt. New York: Routledge. ISBN 978-1-134-88196-3.
- Faye, Emmanuel (2016). Arendt et Heidegger: Extermination nazie et destruction de la pensée (bằng tiếng Pháp). Paris: Albin Michel. ISBN 978-2-226-42113-5.
  - Roza, Stéphanie (ngày 23 tháng 10 năm 2017). "Emmanuel Faye, Arendt et Heidegger. Extermination nazie et destruction de la pensée, Paris, Albin Michel, collection " Bibliothèque Idées ", 2016, 560 pages, 29 €". Dissidences (Review) (bằng tiếng Pháp). Truy cập ngày 18 tháng 8 năm 2018.
- Goldoni, Marco; McCorkindale, Christopher, biên tập (2012). Hannah Arendt and the Law. Bloomsbury Publishing. ISBN 978-1-84731-932-6.
- Grunenberg, Antonia [bằng tiếng Đức] (2018). "Hannah Arendt-Studien / Hannah Arendt Studies" (bằng tiếng Anh và Đức). Peter Lang. Truy cập ngày 27 tháng 8 năm 2018.
- Hansen, Phillip (2013) [1993]. Hannah Arendt: Politics, History and Citizenship. Polity. ISBN 978-0-7456-6694-5.
- Harms, Klaus (2003). Hannah Arendt und Hans Jonas: Grundlagen einer philosophischen Theologie der Weltverantwortung (bằng tiếng Đức). WiKu-Verlag. ISBN 978-3-936749-84-7.
- Hayden, Patrick, biên tập (2014). Hannah Arendt: Key Concepts. Routledge. ISBN 978-1-317-54588-0.
- Hermsen, Joke J.; Villa, Dana Richard, biên tập (1999). The Judge and the Spectator: Hannah Arendt's Political Philosophy. Peeters Publishers. ISBN 978-90-429-0781-2.
- Heuer, Wolfgang; Heiter, Bernd; Rosenmüller, Stefanie, biên tập (2017). Arendt-Handbuch: Leben – Werk – Wirkung (bằng tiếng Đức). Springer-Verlag. ISBN 978-3-476-05319-0.
- Hinchman, Lewis P.; Hinchman, Sandra, biên tập (1994). Hannah Arendt: Critical Essays. SUNY Press. ISBN 978-0-7914-1853-6.
- Jones, Kathleen B. (2013a). Diving for Pearls: A Thinking Journey with Hannah Arendt. Thinking Women Books. ISBN 978-0-9860586-0-8. trích lược, xem thêm Jones (2013)
- Luban, David. Arendt After Jerusalem: The Moral and Legal Philosophy (PDF). To be published. Lưu trữ (PDF) bản gốc ngày 21 tháng 9 năm 2018. Truy cập ngày 14 tháng 12 năm 2018.
- Kampowski, Stephan (2008). Arendt, Augustine, and the New Beginning: The Action Theory and Moral Thought of Hannah Arendt in the Light of Her Dissertation on St. Augustine. Wm. B. Eerdmans Publishing. ISBN 978-0-8028-2724-1.
- Kiess, John (2016). Hannah Arendt and Theology. Bloomsbury Publishing. ISBN 978-0-567-62851-0.
- Knott, Marie Luise (2014). Unlearning with Hannah Arendt. David Dollenmayer biên dịch. Other Press. ISBN 978-1-59051-648-5.
- Kristeva, Julia (2001b). Hannah Arendt: Life is a Narrative. Frank Collins biên dịch. University of Toronto Press. ISBN 978-0-8020-3521-9.
- Mahony, Deirdre Lauren (2018). Hannah Arendt's Ethics. Bloomsbury Publishing. ISBN 978-1-350-03416-7.
- May, Larry; Kohn, Jerome, biên tập (1997). Hannah Arendt: Twenty Years Later. MIT Press. ISBN 978-0-262-63182-2.
- McGowan, John (1998). Hannah Arendt: An Introduction. University of Minnesota Press. ISBN 978-1-4529-0338-5.
- Ring, Jennifer (1998). The Political Consequences of Thinking: Gender and Judaism in the Work of Hannah Arendt. SUNY Press. ISBN 978-1-4384-1739-4.
- Schwartz, Jonathan Peter (2016). Arendt's Judgment: Freedom, Responsibility, Citizenship. University of Pennsylvania Press. ISBN 978-0-8122-4814-2.
- Skoller, Eleanor Honig (1993). The In-between of Writing: Experience and Experiment in Drabble, Duras, and Arendt. University of Michigan Press. ISBN 978-0-472-10260-0.
- Swift, Simon (2008). Hannah Arendt. Routledge. ISBN 978-1-134-09355-7.
- Topolski, Anya (2015). Arendt, Levinas and a Politics of Relationality. Lanham, MD: Rowman & Littlefield International. ISBN 978-1-78348-341-9.
- Villa, Dana (1996). Arendt and Heidegger: The Fate of the Political. Princeton University Press. ISBN 978-1-4008-2184-6.
- — (1999). Politics, Philosophy, Terror: Essays on the Thought of Hannah Arendt. Princeton University Press. ISBN 978-1-4008-2316-1.
- —, biên tập (2000). The Cambridge Companion to Hannah Arendt. Cambridge University Press. ISBN 978-0-521-64571-3. text at Pensar el Espacio Público
- Young-Bruehl, Elisabeth (2006). Why Arendt Matters. New Haven, CT: Yale University Press. ISBN 978-0-300-13619-7.

#### Lịch sử
- Augustine, Saint (1995). In Joannis evangelium tractatus [Tractates on the Gospel of John, 111-24]. John W. Rettig biên dịch. CUA Press. ISBN 978-0-8132-0092-7.
- — (2008). Tractatus in epistolam Joannis ad Parthos [Homilies on the First Epistle of John]. Boniface Ramsay biên dịch. New City Press. ISBN 978-1-56548-289-0., available in Latin as
  - — (1837). Sancti Aurelii Augustini Hipponensis episcopi Opera omnia: post Lovaniensium theologorum recensionem castigata denuo ad manuscriptos codices gallicanos, vaticanos, belgicos etc. necnon ad editiones antiquiores et castigatiores (bằng tiếng La-tinh). apud Gaume fratres.
- Kant, Immanuel (2006) [1798]. Anthropologie in pragmatischer Hinsicht [Anthropology from a Pragmatic Point of View]. Robert Louden biên dịch. Cambridge University Press. ISBN 978-0-521-67165-1.
- — (1793). Die Religion innerhalb der Grenzen der bloßen Vernunft. Königsberg: Friedrich Nicolovius. tr. 99. Bản gốc lưu trữ ngày 8 tháng 9 năm 2020. Truy cập ngày 28 tháng 1 năm 2023.
- — (1838). Religion Within the Boundary of Pure Reason. J. W. Semple biên dịch. Edinburgh: Thomas Clark. tr. 125.
- Lazare, Bernard (2016) [1898 Kadimah, Paris]. Le Nationalisme Juif. Hachette Livre. ISBN 978-2-01-359879-8. facsimile text at Gallica, and reproduced on Wikisource
- Rühle-Gerstel, Alice (1932). Das Frauenproblem der Gegenwart: eine psychologische Bilanz [Contemporary Women's Issues: A psychological balance sheet] (bằng tiếng Đức). S. Hirzel.
- Weber, Max (1978) [1922]. Roth, Guenther; Wittich, Claus (biên tập). Wirtschaft und Gesellschaft: Grundriss der verstehenden Soziologie [Economy and Society: An Outline of Interpretive Sociology]. University of California Press. ISBN 978-0-520-03500-3. full text available on Internet Archive
- Weil, Hans [bằng tiếng Đức] (1967) [1930]. Die Entstehung des deutschen Bildungsprinzips [The Origin of the German Educational Principle]. H. Bouvier.

### Đóng góp học thuật
- Baier, Annette C (1997). Ethics in many different voices. tr. 325–346., in May & Kohn (1997)
- — (1998). Ethics in many different voices. tr. 247–268., in Adamson, Freadman & Parker (1998)
- Beiner, Ronald (1997). Love and worldliness: Hannah Arendt's reading of Saint Augustine. tr. 269–284., in May & Kohn (1997)
- Brocke, Edna [bằng tiếng Đức] (2009a). Afterword. "Big Hannah" – My Aunt. tr. 512–522., in Arendt (2009a)
- Canovan, Margaret (2013). Introduction. tr. vii–xx. ISBN 978-0-226-92457-1., in Arendt (2013)
- Dries, Christian (2011). Günther Anders und Hannah Arendt - eine Beziehungsskizze (bằng tiếng Đức). tr. 71–140., in Anders (2011)
- Elon, Amos (2006a). Introduction. tr. xxi. ISBN 978-1-101-00716-7., in Arendt (2006a)
- Fry, Karin (2014). Natality (PDF). tr. 23–35. Lưu trữ (PDF) bản gốc ngày 11 tháng 9 năm 2018., in Hayden (2014)
- Guilherme, Alexandre and Morgan, W. John, 'Hannah Arendt (1906–1975)-dialogue as a public space'. Chapter 4 in Philosophy, Dialogue, and Education: Nine modern European philosophers, Routledge, London and New York, pp. 55–71, ISBN 978-1-138-83149-0.
- Gould, Carol (2009). Hannah Arendt and Remembrance. tr. 65–72. ISBN 978-1-4616-3656-4., in Richter (2009)
- Kippenberger, Hans (ngày 8 tháng 2 năm 1936). 376a. Vertraulicher Bericht Kippenbergers uber den Parteiselbstschutz (PSS) der KPD [Confidential report by Kippenberger on the party self-protection of the KPD]. Moscow. tr. 1182–1185.{{Chú thích sách}}:  Quản lý CS1: địa điểm thiếu nhà xuất bản (liên kết), in Weber et al (2014)
- Luban, David (1994). Explaining Dark Times: Hannah Arendt's Theory of Theory. tr. 79–110., in Hinchman & Hinchman (1994)
- Scott, Joanna Vecchiarelli; Stark, Judith Chelius (1996). Preface: Rediscovering Love and Saint Augustine. tr. vii–xviii. ISBN 978-0-226-02596-4., in Arendt (1996)
- Vollrath, Ernst (1997). Hannah Arendt: A German-American Jewess views the United States - and looks back to Germany. tr. 45–58., in Kielmansegg et al (1997)
- Weyembergh, Maurice (1999). Remembrance and Oblivion. tr. 79–96. ISBN 978-90-429-0781-2., in Hermsen & Villa (1999)

### Từ điển và bách khoa thư
- Das Aussprachewörterbuch (bằng tiếng Đức) (ấn bản thứ 7). Duden. 2015.
- Baron, Salo (2007). "Conference on Jewish Social Studies". Encyclopaedia Judaica. Thomson Gale. Lưu trữ bản gốc ngày 6 tháng 1 năm 2019. Truy cập ngày 5 tháng 1 năm 2019.
- d'Entreves, Maurizio Passerin (2014). "Hannah Arendt". Stanford Encyclopedia of Philosophy Archive. Stanford University. Lưu trữ bản gốc ngày 30 tháng 1 năm 2019. Truy cập ngày 6 tháng 2 năm 2019. (Version: January 2019 Lưu trữ ngày 30 tháng 1 năm 2019 tại Wayback Machine)
- Hyman, Paula; Moore, Deborah Dash, biên tập (1998). Jewish Women in America: An Historical Encyclopedia. 2 vols. I: A-L. Routledge. ISBN 978-0-415-91934-0. Lưu trữ bản gốc ngày 3 tháng 12 năm 2023. Truy cập ngày 25 tháng 7 năm 2018.
  - Whitfield, Stephen J. (1998). Hannah Arendt (1906 - 1975). tr. 61–64. Lưu trữ bản gốc ngày 19 tháng 7 năm 2018. Truy cập ngày 25 tháng 7 năm 2018., in Hyman & Moore (1998)
- Lovett, Frank (ngày 4 tháng 6 năm 2018). "Republicanism". Stanford Encyclopedia of Philosophy Archive. Stanford University. Lưu trữ bản gốc ngày 25 tháng 10 năm 2018. Truy cập ngày 23 tháng 7 năm 2018.
- Wood, Kelsey (ngày 7 tháng 1 năm 2004). "Hannah Arendt". The Literary Encyclopedia. The Literary Dictionary Company Limited. Lưu trữ bản gốc ngày 24 tháng 7 năm 2018. Truy cập ngày 24 tháng 7 năm 2018.
- Yar, Majid. "Hannah Arendt (1906—1975)". Internet Encyclopedia of Philosophy. Lưu trữ bản gốc ngày 19 tháng 7 năm 2018. Truy cập ngày 18 tháng 7 năm 2018.
- "Hannah Arendt". Encyclopedia of World Biography. The Gale Group. 2010. Bản gốc lưu trữ ngày 22 tháng 4 năm 2017. Truy cập ngày 26 tháng 7 năm 2018.
- Cullen-DuPont, Kathryn (2014) [1996]. Encyclopedia of Women's History in America (ấn bản thứ 2). Infobase Publishing. ISBN 978-1-4381-1033-2. Lưu trữ bản gốc ngày 3 tháng 12 năm 2023. Truy cập ngày 3 tháng 3 năm 2016.

### Tạp chí
- Adelman, Jeremy (Spring 2016). "Pariah: Can Hannah Arendt Help Us Rethink Our Global Refugee Crisis?". Wilson Quarterly. Bản gốc lưu trữ ngày 6 tháng 10 năm 2018. Truy cập ngày 2 tháng 9 năm 2018.
- Austerlitz, Saul (ngày 30 tháng 5 năm 2013). "A New Movie Perpetuates the Pernicious Myth of Hannah Arendt". The New Republic.
- Bernstein, Richard (ngày 18 tháng 8 năm 2018). "The Urgent Relevance of Hannah Arendt". The Philosophers' Magazine. Số 82. tr. 24–31.
- Browning, Christopher R. (ngày 20 tháng 6 năm 2013). "How Ordinary Germans Did It". The New York Review of Books.
- Gellhorn, Martha (tháng 2 năm 1962). "Eichmann and the Private Conscience". Atlantic Monthly., reprinted in Gellhorn (1988, tr. 217–233)
- Heinrich, Kaspar (ngày 19 tháng 11 năm 2013). "Fotografien von Fred Stein: Der Poet mit der Kleinbildkamera". Der Spiegel (bằng tiếng Đức).
- Held, Virginia; Kazin, Alfred (ngày 21 tháng 10 năm 1982). "Feminism & Hannah Arendt". The New York Review of Books.
- Howe, Irving (ngày 5 tháng 6 năm 2013). "Banality and Brilliance". Dissent. Truy cập ngày 6 tháng 9 năm 2018., reprinted from Howe (1984, tr. 269ff)
- Jones, Kathleen B. (ngày 12 tháng 11 năm 2013). "Hannah Arendt's Female Friends". Los Angeles Review of Books. Truy cập ngày 18 tháng 8 năm 2018., reprinted in Jones (2013a)
- — (March–April 2014). "The Trial of Hannah Arendt". Humanities. Quyển 35 số 2. Truy cập ngày 16 tháng 8 năm 2018.
- Kirsch, Adam (ngày 12 tháng 1 năm 2009). "Beware of Pity: Hannah Arendt and the power of the impersonal". The New Yorker. Truy cập ngày 25 tháng 7 năm 2018.
- Kohler, Lotte (ngày 21 tháng 3 năm 1996). "The Arendt/Heidegger Affair". The New York Review of Books.
- Maier-Katkin, Daniel (2010). "How Hannah Arendt Was Labeled an "Enemy of Israel"". Tikkun. Quyển 25 số 6. tr. 11–14. ISSN 2164-0041.
- Maier-Katkin, Daniel; Stoltzfus, Nathan (ngày 10 tháng 6 năm 2013). "Hannah Arendt on Trial". The American Scholar. Truy cập ngày 26 tháng 7 năm 2018.
- Obermair, Hannes (tháng 4 năm 2018). "Da Hans a Hannah—il "duce" di Bolzano e la sfida di Arendt" [From Hans to Hannah—Mussolini in Bolzano and Arendt's Challenge]. Il Cristallo. Rassegna di Varia Umanità (bằng tiếng Ý). Quyển 60 số 1. tr. 27–32. ISBN 978-88-7223-312-2. ISSN 0011-1449.
- Robin, Corey (ngày 1 tháng 6 năm 2015). "The Trials of Hannah Arendt". The Nation. Bản gốc lưu trữ ngày 6 tháng 12 năm 2019. Truy cập ngày 28 tháng 1 năm 2023.
- Seliger, Ralph (ngày 15 tháng 4 năm 2011). "Hannah Arendt: From Iconoclast to Icon". Tikkun. Truy cập ngày 16 tháng 1 năm 2016.
- Wieseltier, Leon (ngày 6 tháng 10 năm 1981). "Understanding Anti-Semitism: Hannah Arendt on the origins of prejudice". The New Republic. Truy cập ngày 2 tháng 9 năm 2018.
- Wieseltier, Leon (ngày 13 tháng 10 năm 1981). "Pariahs and Politics: Hannah Arendt and the Jews". The New Republic. Truy cập ngày 2 tháng 9 năm 2018.

### Báo chí
- Avineri, Shlomo (ngày 3 tháng 3 năm 2010). "Where Hannah Arendt Went Wrong". Haaretz. Truy cập ngày 12 tháng 8 năm 2018.
- Berkowitz, Roger (ngày 6 tháng 7 năm 2013). "Misreading 'Eichmann in Jerusalem'". The New York Times (Opinionator: The Stone).
- Bernstein, Richard J. (ngày 19 tháng 6 năm 2018). "The Illuminations of Hannah Arendt". The New York Times.
- Bird, David (ngày 3 tháng 12 năm 1975). "Hannah Arendt, Political Scientist Dead". The New York Times (Obituary). Truy cập ngày 24 tháng 7 năm 2018.
- Bird, David (ngày 4 tháng 12 năm 1975). "Hannah Arendt, Political Scientist Dead". The New York Times. Truy cập ngày 15 tháng 11 năm 2019.
- Butler, Judith (ngày 29 tháng 8 năm 2011). "Hannah Arendt's challenge to Adolf Eichmann". The Guardian. Truy cập ngày 13 tháng 12 năm 2018.
- Frantzman, Seth J. (ngày 5 tháng 6 năm 2016). "Hannah Arendt, white supremacist It's time to admit that through Arendt's writing runs a thread of European white supremacy". The Jerusalem Post.
- Gassner, Peter (ngày 30 tháng 11 năm 2014). "Eine philosophische Liebe in Marburg". Oberheissische Presse (bằng tiếng Đức). Bản gốc lưu trữ ngày 19 tháng 8 năm 2018. Truy cập ngày 18 tháng 8 năm 2018.
- Grenier, Elizabeth (ngày 2 tháng 2 năm 2017). "Why the world is turning to Hannah Arendt to explain Trump". DW.
- Hanlon, Aaron (ngày 31 tháng 8 năm 2018). "Postmodernism didn't cause Trump. It explains him". Washington Post.
- Invernizzi-Accetti, Carlo (ngày 6 tháng 12 năm 2017). "A small Italian town can teach the world how to defuse controversial monuments". The Guardian. Truy cập ngày 5 tháng 9 năm 2018.
- Kakutani, Michiko (ngày 13 tháng 7 năm 2018). "The death of truth: how we gave up on facts and ended up with Trump". The Guardian.
- Kaplan, Fred (ngày 24 tháng 5 năm 2013). "'Hannah Arendt' Directed by Margarethe von Trotta". The New York Times.
- Kramer, Henri (ngày 1 tháng 3 năm 2017). "Gedenktafel für Hannah Arendt in Babelsberg". Potsdamer Neueste Nachrichten (bằng tiếng Đức).
- Moreira, Cristiana Faria (ngày 23 tháng 12 năm 2017). "Hannah Arendt. A passagem por Lisboa a caminho da liberdade". Publico (bằng tiếng Bồ Đào Nha).
- Pfeffer, Anshel (ngày 9 tháng 5 năm 2008). "Dear Hannah". Haaretz. Truy cập ngày 27 tháng 7 năm 2018.
- Sznaider, Natan (ngày 20 tháng 10 năm 2006). "Human, citizen, Jew". Haaretz. Truy cập ngày 27 tháng 7 năm 2018.
- Tavares, Rui (ngày 10 tháng 12 năm 2018). "Hannah Arendt em Lisboa". Publico (bằng tiếng Bồ Đào Nha).
- Walters, Guy (ngày 19 tháng 1 năm 2015). "Don't be fooled – Eichmann was a monster". The Telegraph. Lưu trữ bản gốc ngày 11 tháng 1 năm 2022. Truy cập ngày 21 tháng 8 năm 2018.
- Williams, Zoe (ngày 1 tháng 2 năm 2017). "Totalitarianism in the age of Trump: lessons from Hannah Arendt". The Guardian.
- "Killer of 6,000,000; Adolf Eichmann". The New York Times. ngày 26 tháng 5 năm 1960. tr. 18.
- "'Show' Trial Promised". The New York Times. ngày 28 tháng 5 năm 1960. tr. 9.

### Luận văn
- Abt, Ryan Nolan (tháng 5 năm 2015). Representations of the Holocaust in Texas World History Textbooks from 1947 to 1980 (PDF) (MA thesis). University of Texas at Arlington.
- Bertheau, Anne (2016). "Das Mädchen aus der Fremde": Hannah Arendt und die Dichtung: Rezeption – Reflexion – Produktion (PhD thesis) (bằng tiếng Đức). transcript Verlag for Department of Germanic Studies (Études germaniques), Sorbonne, 2010. ISBN 978-3-8394-3268-6. (at Theses.fr)
- Herman, Dana (2008). Hashavat Avedah: a history of Jewish Cultural Reconstruction, Inc (PhD thesis). Montreal: Department of History, McGill University.
- Honkasalo, Julian (2016). Sisterhood, Natality, Queer: Reframing Feminist Interpretations of Hannah Arendt (PDF) (PhD thesis). Department of Philosophy, History, Culture and Art Studies. University of Helsinki. ISBN 978-951-51-1896-7. Lưu trữ ngày 20 tháng 10 năm 2017 tại Archive-It
- Miller, Joshua A (tháng 8 năm 2010). Hannah Arendt's theory of deliberative judgement (PhD thesis). Pennsylvania State University.

### Trang web
- Ali, Amro (ngày 25 tháng 4 năm 2017). ""We Refugees" – an essay by Hannah Arendt".
- Fry, Karin (2009). "Hannah Arendt 1906–1975: Philosophy of Mind, Social & Political Philosophy". Women Philosophers. Society for the Study of Women Philosophers. Truy cập ngày 23 tháng 7 năm 2018.
- "Hannah Arendt's 108th Birthday". Google Doodle Archives. ngày 14 tháng 10 năm 2014. Truy cập ngày 1 tháng 8 năm 2018.
- Onfray, Michel (2014). "Contre-histoire de la philosophie – Saison 12: La pensée post-nazie" (Podcast). France Culture. Bản gốc lưu trữ ngày 6 tháng 8 năm 2014. Truy cập ngày 15 tháng 4 năm 2017.
- "Fred Stein: Hannah Arendt, photograph (1944): Philosopher in a contemplative pose". Arts in Exile (Virtual exhibition). Truy cập ngày 2 tháng 8 năm 2018.
- Young-Bruehl, Elizabeth (ngày 28 tháng 1 năm 2011). "Who's Afraid of Social Democracy" (Blog). Bản gốc lưu trữ ngày 28 tháng 1 năm 2011. Truy cập ngày 14 tháng 8 năm 2018.
- Barry, James, biên tập (2017). "Arendt Studies" (journal). Truy cập ngày 14 tháng 8 năm 2018.
- Addison, Sam (1972–1974). "Hannah Arendt: The Life of the Mind". Gifford Lectures. University of Aberdeen.
- "Hannah Arendt & the University of Heidelberg". Between Truth and Hope. ngày 30 tháng 10 năm 2016. Bản gốc lưu trữ ngày 29 tháng 8 năm 2018. Truy cập ngày 28 tháng 8 năm 2018.
- Rosenthal, Abigail L. (ngày 17 tháng 2 năm 2018). "Spoiling One's Story: The Case of Hannah Arendt". VoegelinView. Truy cập ngày 29 tháng 8 năm 2018.
- "Pensar el Espacio Público ~ Seminario de Filosofía Política" (bằng tiếng Tây Ban Nha). 2014–2015. Truy cập ngày 31 tháng 8 năm 2018.
- "Hannah Arendt. Vertrauen in das Menschliche" (PDF) (Exhibition brochure) (bằng tiếng Đức). Goethe Institut. 2011. Lưu trữ (PDF) bản gốc ngày 1 tháng 9 năm 2018. Truy cập ngày 31 tháng 8 năm 2018.
- Krieghofer, Gerald (ngày 1 tháng 7 năm 2017). ""Niemand hat das Recht zu gehorchen." Hannah Arendt (angeblich)". Zitaträtsel. Truy cập ngày 5 tháng 9 năm 2018.
- Miller, Joshua A. (ngày 25 tháng 9 năm 2017). "How the Schocken Books collections changed Arendt scholarship". Anotherpanacea. Truy cập ngày 5 tháng 9 năm 2018.
- "Obedience and Dictatorship". Desperado Philosophy. ngày 22 tháng 12 năm 2017. Truy cập ngày 6 tháng 9 năm 2018.
- Wolters, Eugene (ngày 16 tháng 7 năm 2013). "Everyone is Wrong About Hannah Arendt". Critical-Theory.
- Hill, Samantha Rose (ngày 26 tháng 3 năm 2017). "What does it mean to love the world? Hannah Arendt and Amor Mundi". openDemocracy. Bản gốc lưu trữ ngày 8 tháng 9 năm 2018. Truy cập ngày 8 tháng 9 năm 2018.
- "Ten things Hannah Arendt said that are eerily relevant in today's political times". Scroll.in. ngày 4 tháng 12 năm 2017.
- Brecht, Bertolt. "An die Nachgeborenen". Lyrik-line: Listen to the poet (bằng tiếng Đức). Haus für Poesie. Truy cập ngày 14 tháng 9 năm 2018. – includes Brecht reading (english)
- Waterhouse, Peter (tháng 7 năm 2013). "Truth And Translation". European Institute for Progressive Cultural Policies (EIPCP). Bản gốc lưu trữ ngày 19 tháng 9 năm 2018. Truy cập ngày 28 tháng 1 năm 2023.
- Coombes, Thomas (ngày 12 tháng 2 năm 2017). "Why we all need to read 'The Origins of Totalitarianism'". Medium.
- Gold, Hannah (ngày 29 tháng 1 năm 2017). "Amazon Needs to Restock Hannah Arendt's The Origins of Totalitarianism". Jezebel. Bản gốc lưu trữ ngày 30 tháng 8 năm 2018. Truy cập ngày 20 tháng 9 năm 2018.
- "Hannah Arendt". kulturreise-ideen (bằng tiếng Đức). Truy cập ngày 8 tháng 10 năm 2018.
- Hill, Samantha Rose (ngày 6 tháng 12 năm 2015). "A Meditation on Arendt, Rilke, & Guns". Hannah Arendt Center. Truy cập ngày 22 tháng 3 năm 2021.
- Rilke, Rainer Maria (1912–1922). "Duineser Elegien" (bằng tiếng Đức). Zeno. Truy cập ngày 17 tháng 10 năm 2018. (English translation by A. S. Kline 2004)
- Paula, Luisa (ngày 28 tháng 12 năm 2018). "Hannah Arendt em Lisboa". Espaço Crítico (bằng tiếng Bồ Đào Nha). Truy cập ngày 20 tháng 2 năm 2019.